# Great Books of the Western World

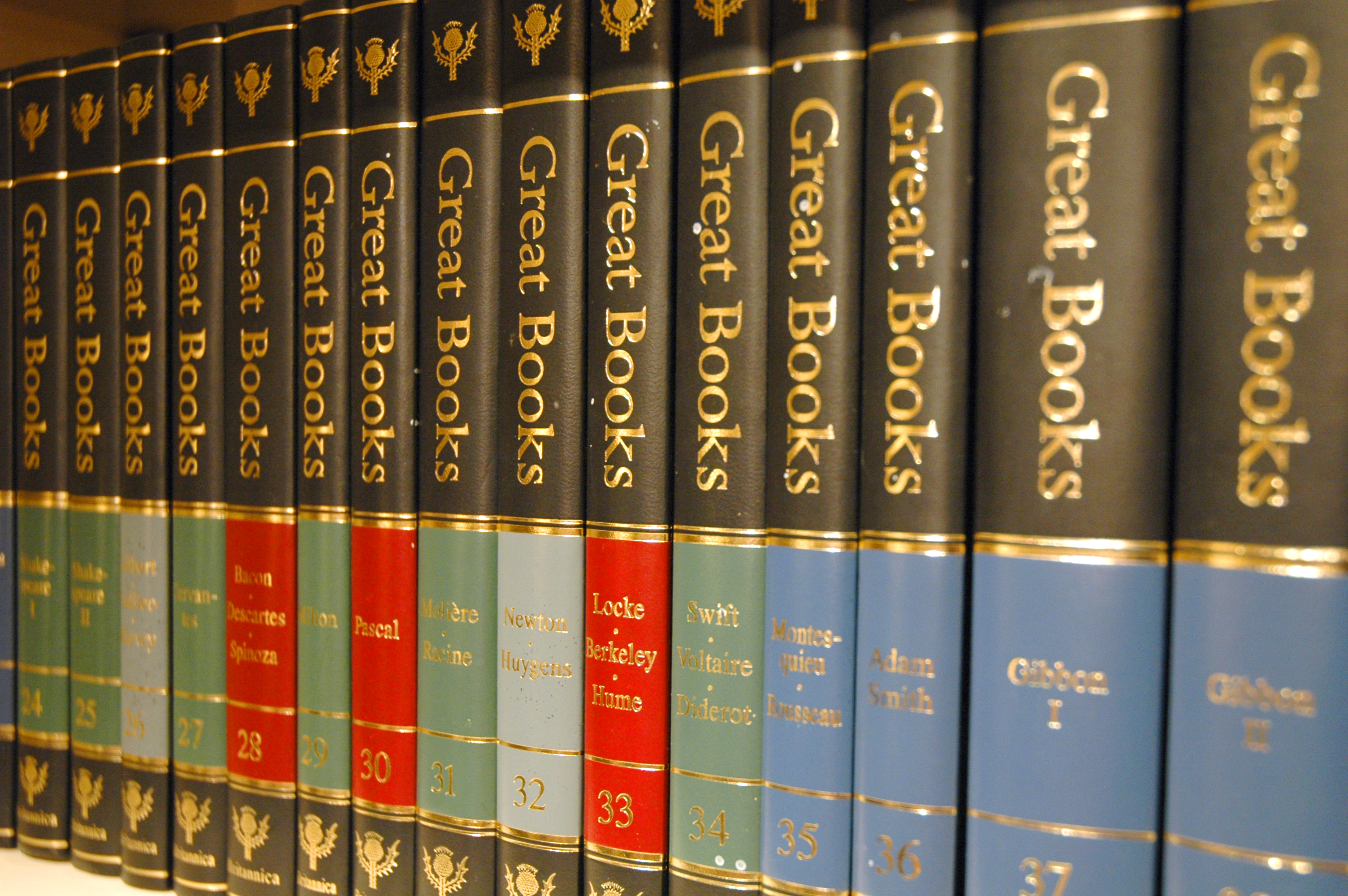
Blick auf die 2. Auflage der Great Books of the Western World

Great Books of the Western World ist eine 54-bändige Buchreihe, die 1952 in den Vereinigten Staaten von Encyclopædia Britannica, Inc. veröffentlicht wurde.
Die in der Buchreihe enthaltenen Bücher wurden nicht aufgrund ihrer ethnischen und kulturellen Zugehörigkeit, ihres historischen Einflusses oder der Übereinstimmung der Herausgeber mit den Ansichten der Autoren ausgewählt. Die Redakteure der 1. Auflage des Werkes nahmen ein Buch dann in die Great Books of the Western World auf, wenn es alle folgenden Kriterien erfüllte:
1. das Buch ist aus zeitgenössischer Sicht relevant und nicht nur aus dem historischen Kontext
2. es ist lohnend das Buch erneut zu lesen und
3. das Buch ist Teil des „großen Gedankenaustauschs über die bedeutenden Ideen“ (great conversation about the great ideas), d. h. es enthält Beiträge zu mindestens 25 der 102 bedeutenden Ideen, die von den Herausgebern der Buchreihe im Vorfeld identifiziert wurden.[2]

Die anfänglichen Verkäufe der Buchreihe waren schlecht, so dass die Verkaufsstrategie auf einen Haustürverkauf umgestellt wurde, der wesentlich erfolgreicher war.
Eine zweite Ausgabe der Great Books of the Western World wurde 1990 in 60 Bänden veröffentlicht. Für diese Ausgabe wurden einige der Buchübersetzungen aktualisiert, einige Werke wurden entfernt und es erfolgten wichtige Ergänzungen von Autoren aus dem 20. Jahrhundert.

## Geschichte
Das Projekt für die Erstellung der Buchreihe Great Books of the Western World begann an der University of Chicago. Der Präsident der Universität, Robert Hutchins, arbeitete gemeinsam mit Mortimer Adler an einem für Geschäftsleute bestimmten Lehrgang, der deren Lücken in den „sieben freien Künsten“ schließen sollte. Die Hörer des Lehrgangs sollten zu umfasst gebildeten Menschen gemacht werden, die mit den „bedeutenden Büchern des westlichen Bildungskanon“ vertraut sind und die die großen Menschheitsideen kennen, die im Laufe von drei Jahrtausenden entwickelt wurden. Einer der Schüler des Projektes war William Benton (später US-Senator und Geschäftsführer des Verlages Encyclopædia Britannica, Inc.). Benton schlug den beiden Professoren vor, die besten Bücher des westlichen Kanons auszuwählen und ungekürzte Ausgaben dieser Werke bei Encyclopædia Britannica, Inc. zu veröffentlichen.
Nachdem entschieden war, welche Themen und Autoren in die Buchreihe einbezogen und wie die Materialien präsentiert werden sollten, wurde das Projekt mit einem Budget von zwei Millionen US-Dollar gestartet. Am 15. April 1952 konnten die Great Books of the Western World bei einer Veröffentlichungsparty im Waldorf-Astoria Hotel in New York City vorgestellt werden. In seiner Rede sagte Hutchins:

“This is more than a set of books, and more than a liberal education. Great Books of the Western World is an act of piety. Here are the sources of our being. Here is our heritage. This is the West. This is its meaning for mankind.”

„Das ist mehr als eine Buchreihe und mehr als Erziehung in den ‚sieben freien Künsten‘. Great Books of the Western World ist ein Akt der Frömmigkeit. Die Bücher enthalten die Quellen unseres Seins. Sie enthalten unser kulturelles Erbe. Dies ist der Westen. Das ist seine Bedeutung für die Menschheit.“

Die ersten beiden Ausgaben der Buchserie wurden an Elizabeth II., Königin des Vereinigten Königreichs, und Harry S. Truman, den amtierenden US-Präsidenten übergeben.
Die anfänglichen Verkäufe der Buchreihe waren schlecht. 1952 wurden nur 1.863 Stück verkauft und 1953 weniger als ein Zehntel dieser Anzahl. Ein Finanzdebakel zeichnete sich ab, bis Encyclopædia Britannica Inc. die Verkaufsstrategie änderte und die Buchreihe durch erfahrene Haustür-Verkäufer vertreiben ließ. 1961 wurden durch diese Verkaufsmethode 50.000 Buchreihen verkauft.
1963 veröffentlichten die Herausgeber zur Verkaufsunterstützung das Werk Gateway to the Great Books, eine zehnbändige Reihe von Leseproben, dazu gedacht, die Autoren und die Themen der Great Books of the Western World vorzustellen. Außerdem veröffentlichten die Herausgeber von 1961 bis 1998 das Buch The Great Ideas Today, eine jährliche Aktualisierung über die Anwendbarkeit der Great Books auf das zeitgenössische Leben.
Im Internet und auf E-Book-Readern sind einige der Great Books of the Western World verfügbar.

## Werke

### Erste Ausgabe
Ursprünglich in 54 Bänden veröffentlicht, enthält Great Books of the Western World Werke der Kategorien Belletristik, Geschichte, Lyrik, Naturwissenschaften, Mathematik, Philosophie, Schauspielkunst, Politik, Religion, Wirtschaftswissenschaften und Ethik. Robert Hutchins verfasste den ersten Band der Buchserie mit dem Titel „The Great Conversation“ als Einleitung und Diskurs über die „sieben freien Künste“. Mortimer Adler und ein Team von Indizierern steuerten mit „The Great Ideas: A Syntopicon“ den zweiten und dritten Band bei, um die Einheit der Buchreihe und damit des westlichen Denkens im Allgemeinen zu betonen. Die Indizierer verbrachten Monate damit, Bezüge zu Themen wie zum Beispiel „Die Freiheit des Menschen in Bezug auf den Willen Gottes“ zu sammeln. Sie gruppierten die Themen in insgesamt 102 Kapiteln, für die Adler Einführungen schrieb.
Vier Farben kennzeichnen jeden Band der Buchserie nach den Fachgebieten Belletristik, Mathematik und Naturwissenschaften, Geschichte und Sozialwissenschaften sowie Philosophie und Theologie.
Die Bände der ersten Ausgabe der Great Books of the Western World enthalten die folgenden Werke:
Band 1
- Great Conversation (großer Gedankenaustausch)

Band 2
- Syntopicon I: Angel (Engel), Animal (Tier), Aristocracy (Aristokratie), Art (Kunst), Astronomy (Astronomie), Beauty (Schönheit), Being (Sein), Cause (Kausalität), Chance (Indeterminismus), Change (Veränderung), Citizen (Staatsbürgerschaft), Constitution (Verfassung), Courage (Mut), Custom and Convention (Gewohnheitsrecht und Konvention), Definition (Definition), Democracy (Demokratie), Desire (Begierde), Dialectic (Dialektik), Duty (Pflicht), Education (Bildung), Element (Vier-Elemente-Lehre), Emotion (Emotion), Eternity (Ewigkeit), Evolution (Evolution), Experience (Erfahrung), Family (Familie), Fate (Schicksal), Form (Form), God (Gott), Good and Evil (Gut und Böse), Government (Regierung), Habit (Habituation), Happiness (Glück), History (Geschichte), Honor (Ehre), Hypothesis (Hypothese), Idea (Idee), Immortality (Unsterblichkeit), Induction (Induktion), Infinity (Unendlichkeit), Judgment (Urteilsvermögen), Justice (Gerechtigkeit), Knowledge (Wissen), Labor (Arbeit), Language (Sprache), Law (Recht), Liberty (Freiheit), Life and Death (Leben und Tod), Logic (Logik) und Love (Liebe)

Band 3
- Syntopicon II: Man (Mensch), Mathematics (Mathematik), Matter (Materie), Mechanics (Mechanik), Medicine (Medizin), Memory and Imagination (Gedächtnis und Vorstellung), Metaphysics (Metaphysik), Mind (Geist), Monarchy (Monarchie), Nature (Natur), Necessity and Contingency (Notwendigkeit und Kontingenz), Oligarchy (Oligarchie), One and Many (Allgemeines und Einzelnes), Opinion (Meinung), Opposition (Opposition), Philosophy (Philosophie), Physics (Physik), Pleasure and Pain (Genuss und Schmerz), Poetry (Poesie), Principle (Prinzip), Progress (Fortschritt), Prophecy (Prophezeiung), Prudence (Klugheit), Punishment (Strafe), Quality (Qualität), Quantity (Quantität), Reasoning (Vernunft), Relation (Eigenschaft), Religion (Religion), Revolution (Revolution), Rhetoric (Rhetorik), Same and Other (Identität und Othering), Science (Wissenschaft), Sense (Sinn), Sign and Symbol (Zeichen und Symbol), Sin (Sünde), Slavery (Sklaverei), Soul (Seele), Space (Raum), State (Staat), Temperance (Mäßigung), Theology (Theologie), Time (Zeit), Truth (Wahrheit), Tyranny (Tyrannei), Universal and Particular (Allgemeines und Einzelnes), Virtue and Vice (Tugend und Laster), War and Peace (Krieg und Frieden), Wealth (Reichtum), Will (Wille), Wisdom (Weisheit) und World (Welt)

Band 4
- Homer (übersetzt ins Englische von Samuel Butler) Homer
  - The Iliad (im Deutschen: Ilias)

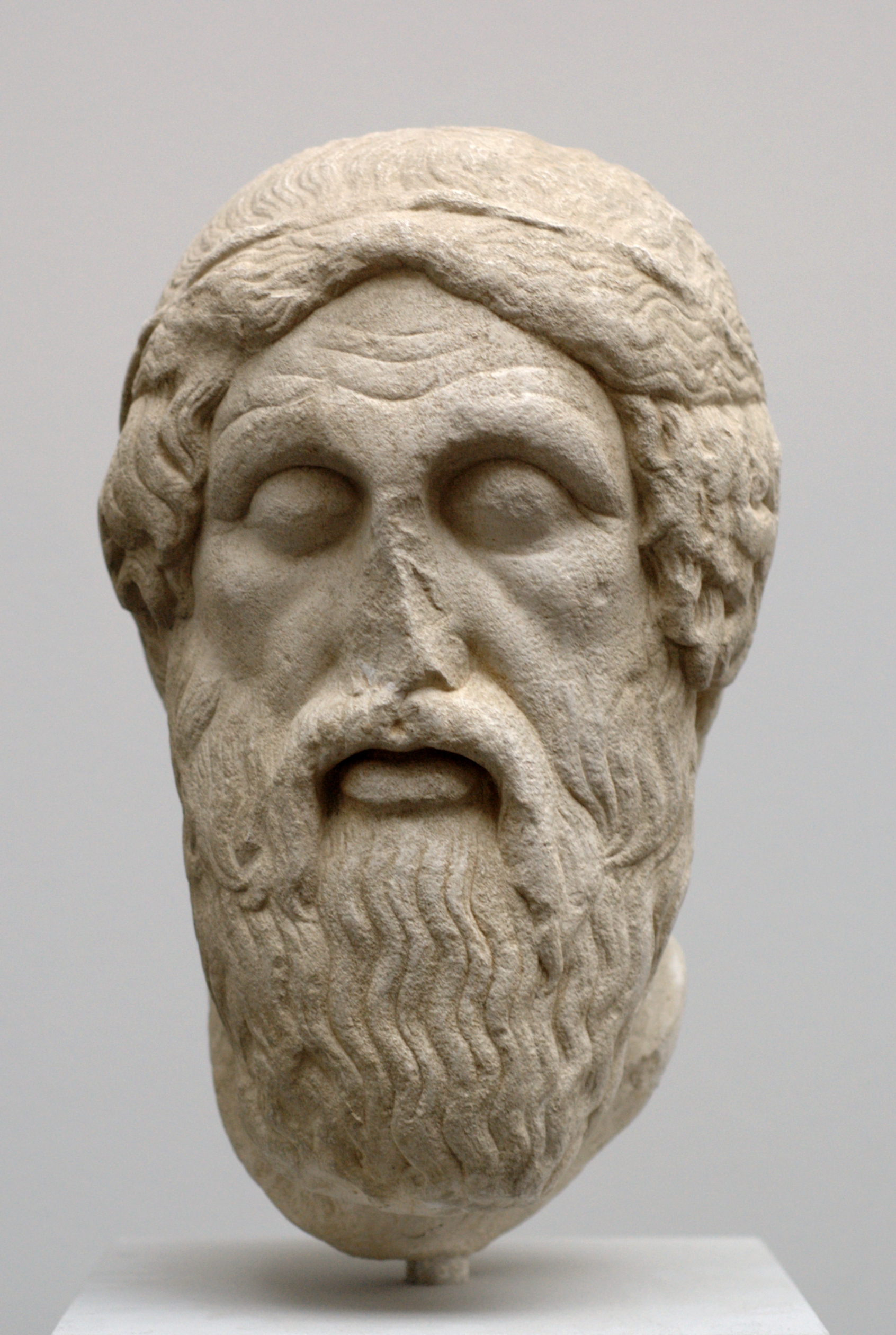
Homer

  - The Odyssey (im Deutschen: Odyssee)

Band 5 
- Aeschylus (übersetzt ins Englische von G.M. Cookson) Aischylos

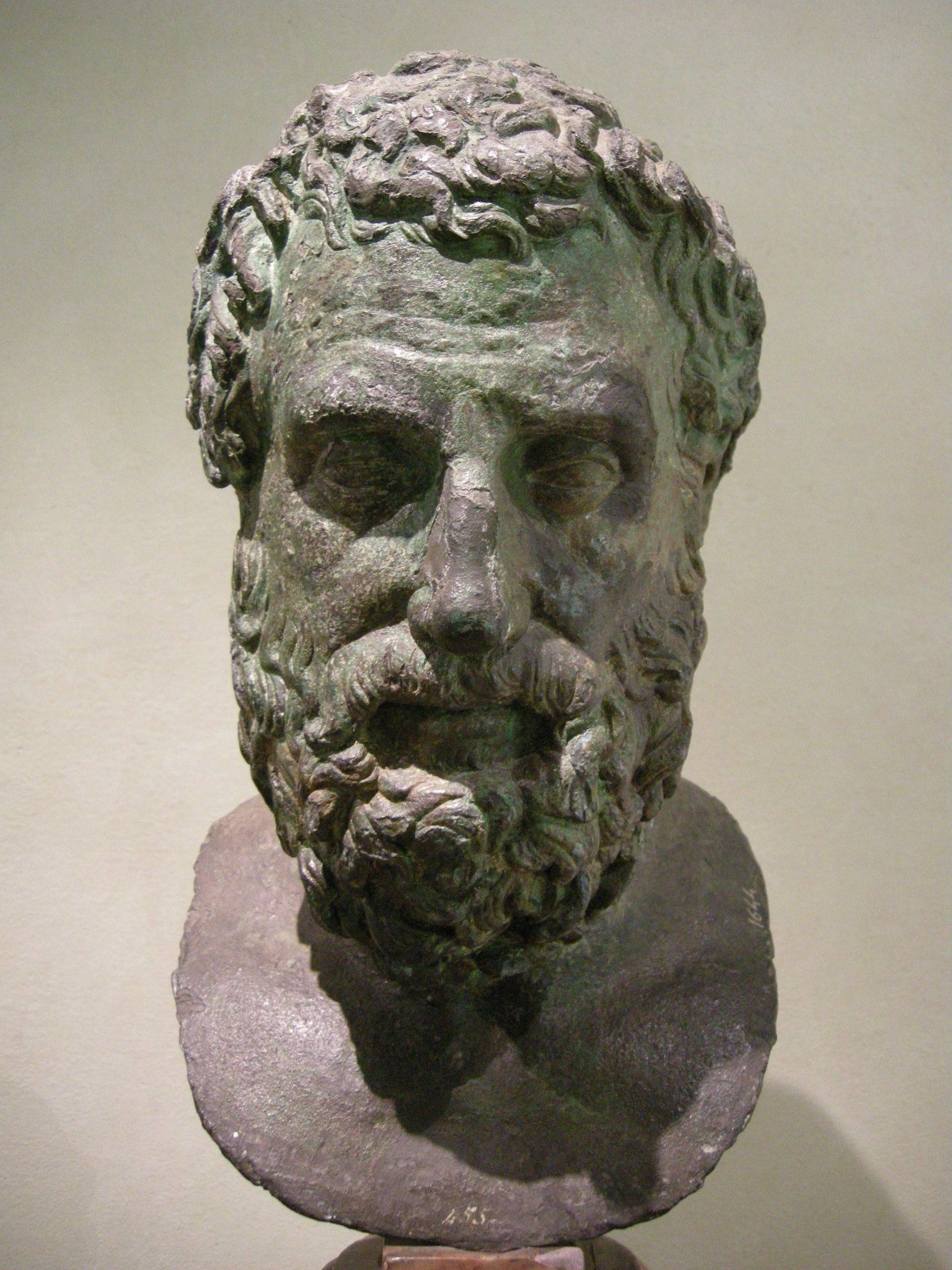
Aischylos

  - The Suppliant Maidens (im Deutschen: Die Schutzflehenden)
  - The Persians (im Deutschen: Die Perser)
  - Seven Against Thebes (im Deutschen: Sieben gegen Theben)
  - Prometheus Bound (im Deutschen: Der gefesselte Prometheus)
  - The Oresteia (im Deutschen: Orestie)
    - Agamemnon (im Deutschen: Agamemnon)
    - Choephoroe (im Deutschen: Choephoren)
    - The Eumenides (im Deutschen: Eumeniden)
- Sophokles (übersetzt ins Englische von Sir Richard C. Jebb) Sophokles

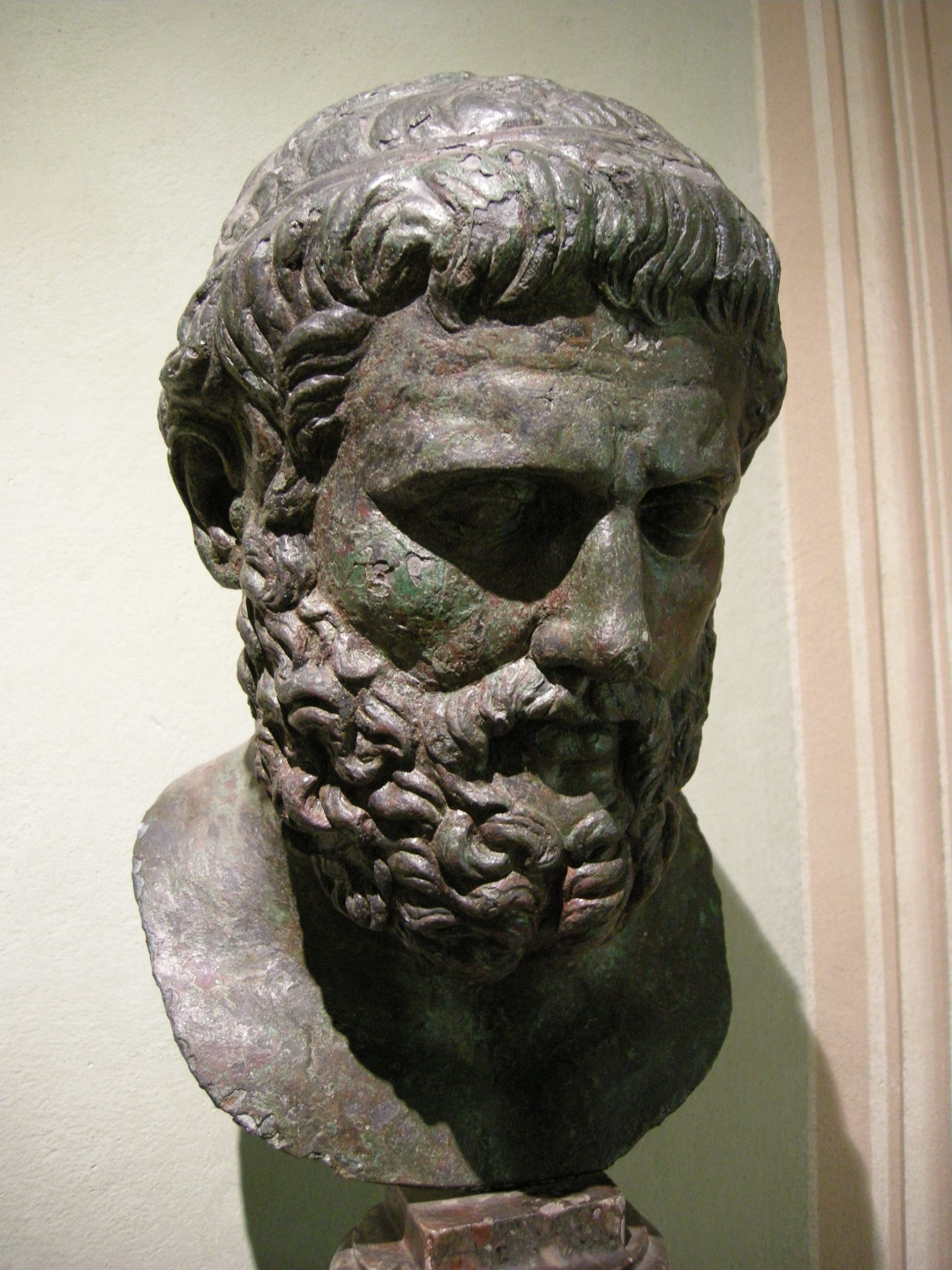
Sophokles

  - The Oedipus Cycle (im Deutschen: Thebanische Trilogie)
    - Oedipus the King (im Deutschen: König Ödipus)
    - Oedipus at Colonus (im Deutschen: Ödipus auf Kolonos)
    - Antigone (im Deutschen: Antigone)

  - Ajax (im Deutschen: Aias)
  - Electra (im Deutschen: Elektra)
  - The Trachiniae (im Deutschen: Die Trachinierinnen)
  - Philoctetes (im Deutschen: Philoktetes)
- Euripides (übersetzt ins Englische von Edward P. Coleridge) Euripides

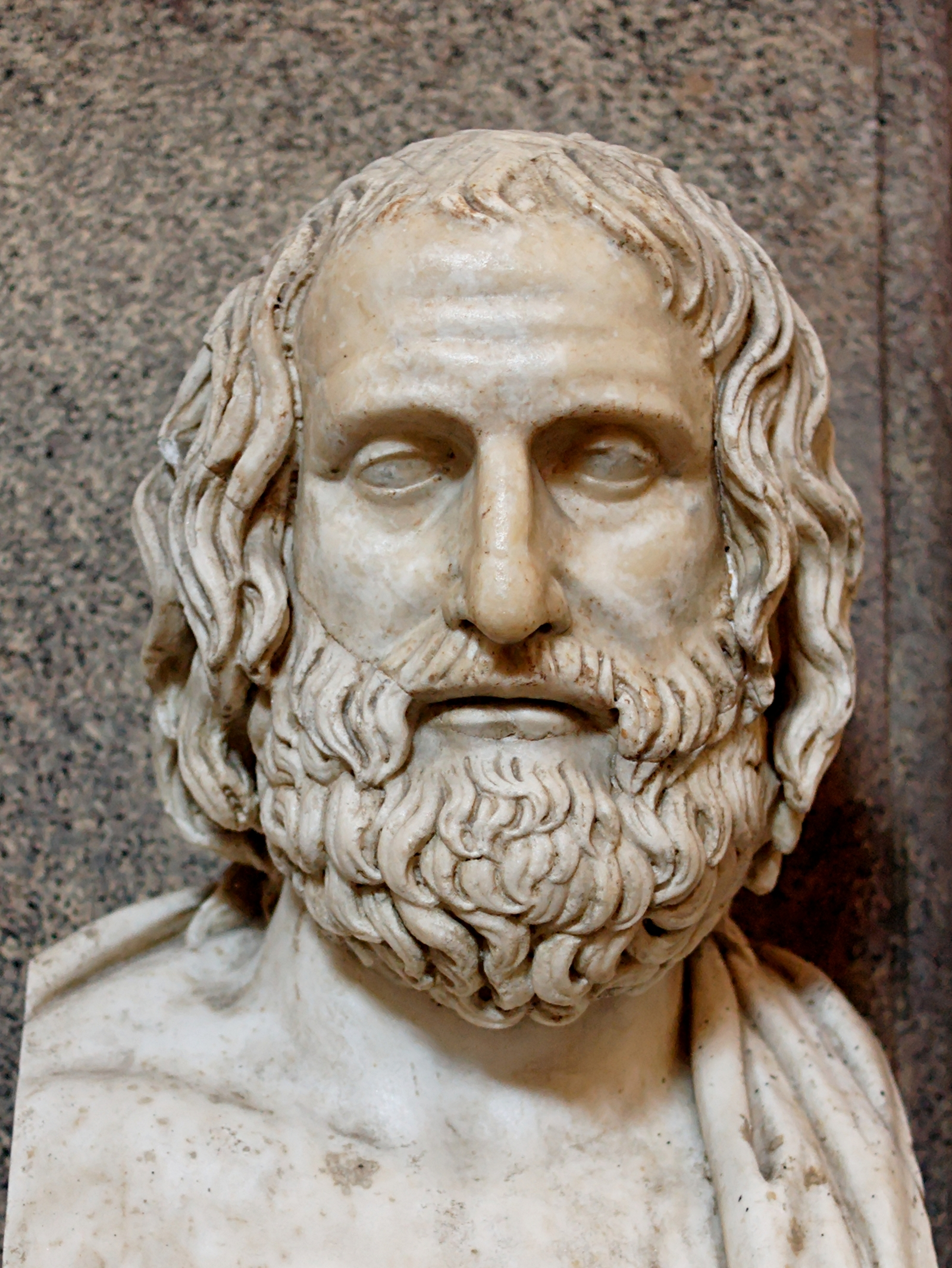
Euripides

  - Rhesus (im Deutschen: Rhesos (Euripides))
  - Medea (im Deutschen: Medea)
  - Hippolytus (im Deutschen: Der bekränzte Hippolytos)
  - Alcestis (im Deutschen: Alkestis)
  - Heracleidae (im Deutschen: Die Herakliden (Euripides))
  - The Suppliants (im Deutschen: Die Hilfeflehenden)
  - Trojan Women (im Deutschen: Die Troerinnen)
  - Ion (im Deutschen: Ion)
  - Helen (im Deutschen: Helena)
  - Andromache (im Deutschen: Andromache)
  - Electra (im Deutschen: Elektra)
  - Bacchantes (im Deutschen: Die Bakchen)
  - Hecuba (im Deutschen: Hekabe)
  - Heracles Mad (im Deutschen: Herakles)
  - Phoenician Women (im Deutschen: Die Phönikerinnen)
  - Orestes (im Deutschen: Orestes)
  - Iphigeneia in Tauris (im Deutschen: Iphigenie bei den Taurern (Euripides))
  - Iphigeneia at Aulis (im Deutschen: Iphigenie in Aulis)
  - Cyclops (im Deutschen: Kyklops)
- Aristophanes (übersetzt ins Englische von Benjamin Bickley Rogers) Aristophanes

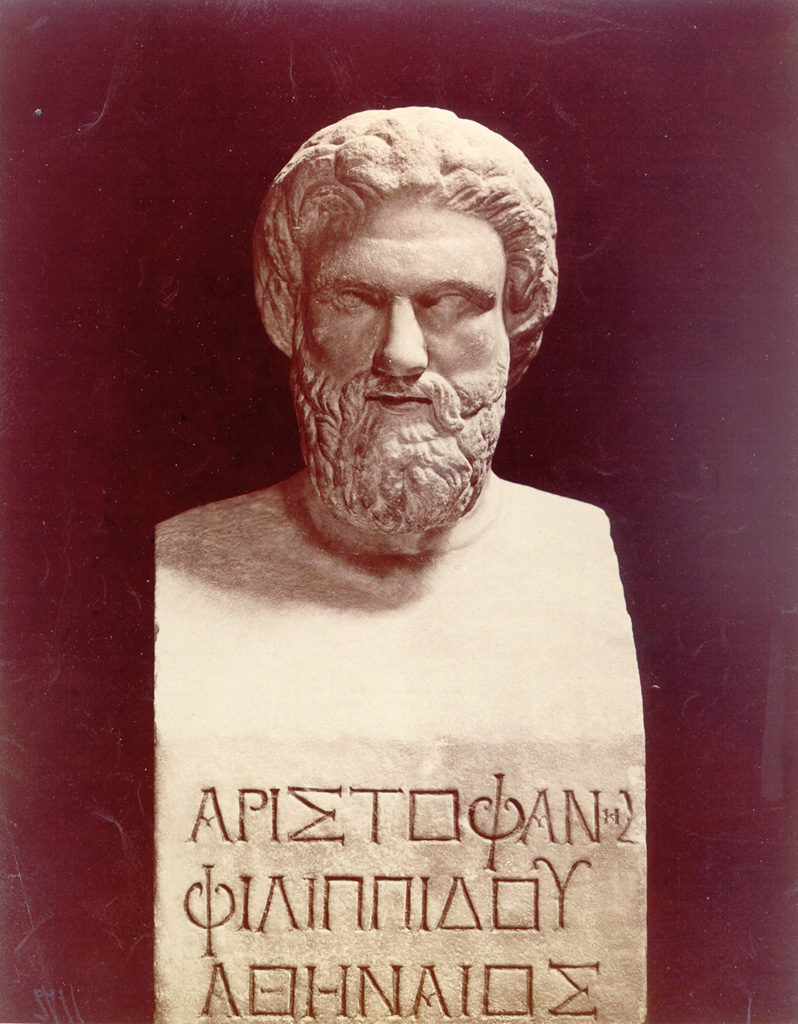
Aristophanes

  - The Acharnians (im Deutschen: Die Acharner)
  - The Knights (im Deutschen: Die Ritter)
  - The Clouds (im Deutschen: Die Wolken)
  - The Wasps (im Deutschen: Die Wespen)
  - Peace (im Deutschen: Der Frieden)
  - The Birds (im Deutschen: Die Vögel)
  - The Frogs (im Deutschen: Die Frösche)
  - Lysistrata (im Deutschen: Lysistrata)
  - Thesmophoriazusae (im Deutschen: Die Thesmophoriazusen)
  - Ecclesiazousae (im Deutschen: Die Weibervolksversammlung)
  - Plutus (im Deutschen: Der Reichtum)

Band 6
- Herodot (übersetzt ins Englische von George Rawlinson) Herodot

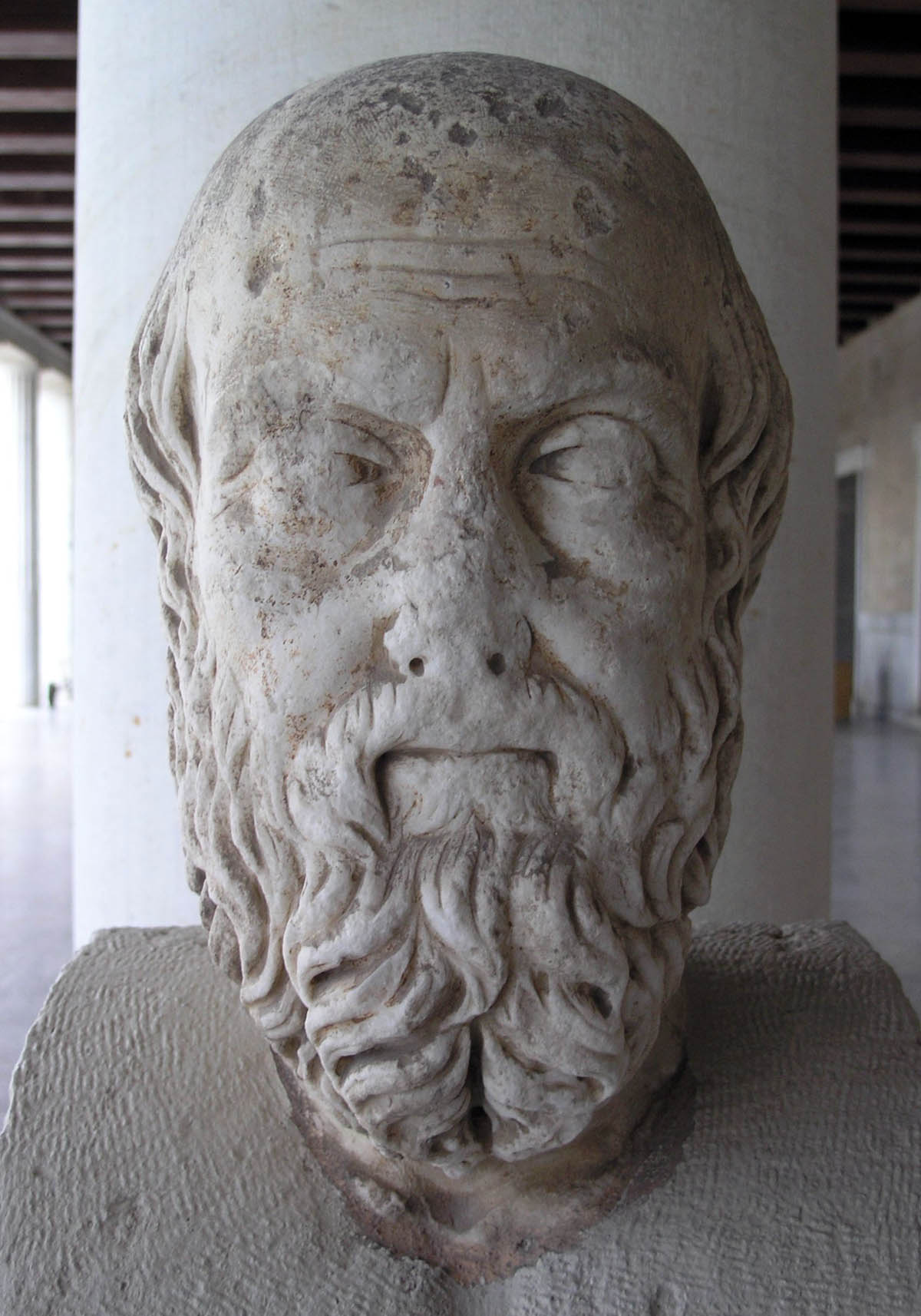
Herodot

  - The History (im Deutschen: Historien)
- Thukydides (übersetzt ins Englische von Richard Crawley und durchgesehen von R. Feetham)
  - History of the Peloponnesian War (im Deutschen: Geschichte des Peloponnesischen Krieges)

Band 7
- Platon Platon

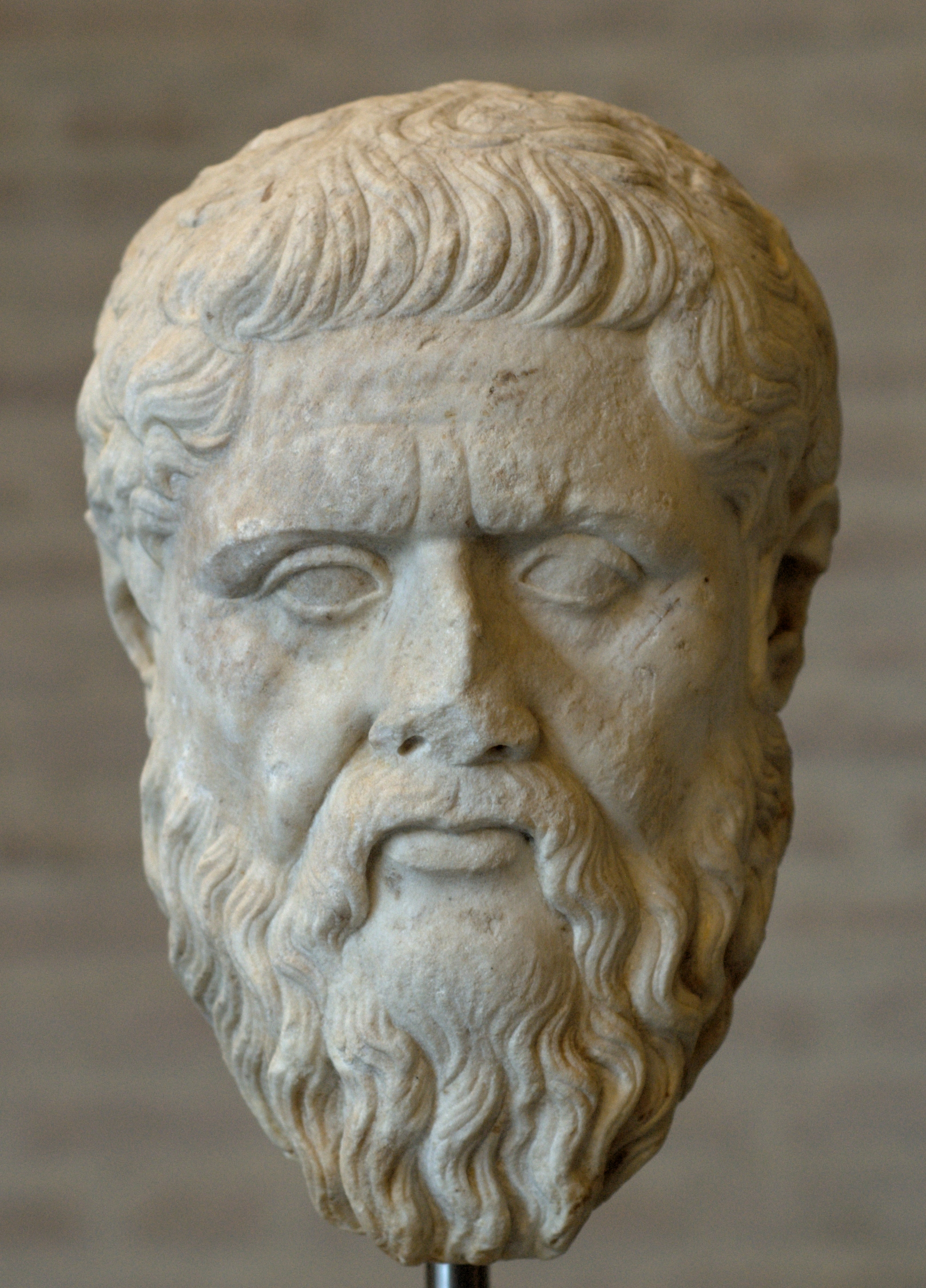
Platon

  - Die Dialoge (übersetzt ins Englische von Benjamin Jowett)
    - Charmides (im Altgriechischen: Χαρμίδης Charmídēs)
    - Lysis (im Altgriechischen: Λύσις Lýsis)
    - Laches (im Altgriechischen: Λάχης Láchēs)
    - Protagoras (im Altgriechischen: Πρωταγόρας Prōtagóras)
    - Euthydemus (im Altgriechischen: Εὐθύδημος Euthýdēmos)
    - Cratylus (im Altgriechischen: Κρατύλος Kratýlos)
    - Phaedrus (im Altgriechischen: Φαῖδρος Phaídros)
    - Ion (im Altgriechischen: Ἴων Íōn)
    - Symposium (im Altgriechischen: Συμπόσιον Sympósion)
    - Meno (im Altgriechischen: Μένων Ménōn)
    - Euthyphro (im Altgriechischen: Εὐθύφρων Euthýphrōn)
    - Apology (im Altgriechischen: Ἀπολογία Σωκράτους Apología Sōkrátous)
    - Crito (im Altgriechischen: Κρίτων Krítōn)
    - Phaedo (im Altgriechischen: Φαίδων Phaídōn)
    - Gorgias (im Altgriechischen: Γοργίας Gorgías)
    - The Republic (im Altgriechischen: Πολιτεία Politeía)
    - Timaeus (im Altgriechischen: Τίμαιος Tímaios)
    - Critias (im Altgriechischen: Κριτίας Kritías)
    - Parmenides (im Altgriechischen: Παρμενίδης Parmenídēs)
    - Theaetetus (im Altgriechischen: Θεαίτητος Theaítētos)
    - Sophist (im Altgriechischen: Σοφιστής Sophistḗs)
    - Statesman (im Altgriechischen: Πολιτικός Politikós)
    - Philebus (im Altgriechischen: Φίληβος Phílēbos)
    - Laws (im Altgriechischen: Νόμοι Nómoi)

  - The Seventh Letter übersetzt ins Englische von J. Harward (im Deutschen: Siebter Brief)

Band 8
- Aristoteles
  - Categories (im Lateinischen: Categoriae)
  - On Interpretation (im Lateinischen: De interpretatione)
  - Prior Analytics (im Lateinischen: Analytica priora)
  - Posterior Analytics (im Lateinischen: Analytica posteriora)
  - Topics (im Lateinischen: Topica)
  - Sophistical Refutations (im Lateinischen: De sophisticis elenchis)
  - Physics (im Deutschen: Physik)
  - On the Heavens (im Deutschen: Über den Himmel)
  - On Generation and Corruption (im Lateinischen: De generatione et corruptione)
  - Meteorology (im Lateinischen: Meteorologica)
  - Metaphysics (im Deutschen: Metaphysik)
  - On the Soul (im Lateinischen: De anima)
  - Kleinere biologische Arbeiten

Band 9
- Aristoteles
  - History of Animals (im Lateinischen: Historia animalium)
  - Parts of Animals (im Lateinischen: De partibus animalium)
  - On the Motion of Animals (im Lateinischen: De Motu Animalium)
  - On the Gait of Animals (im Lateinischen: De incessu animalium)
  - On the Generation of Animals (im Lateinischen: De generatione animalium)
  - Nicomachean Ethics (im Deutschen: Nikomachische Ethik)
  - Politics (im Deutschen: Politik)
  - The Athenian Constitution (im Lateinischen: Athenaion politeia)
  - Rhetoric (im Deutschen: Rhetorik)
  - Poetics (im Deutschen: Poetik)

Band 10
- Hippokrates von Kos Hippokrates
  - Werke
- Galenos

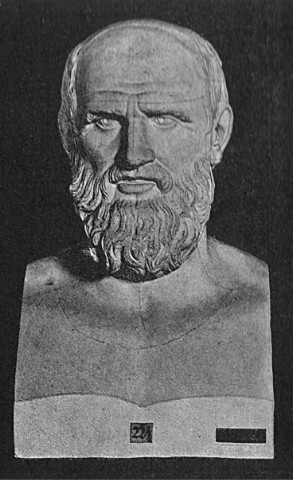
Hippokrates

  - On the Natural Faculties (im Griechischen: Peri physikôn dynameôn)

Band 11
- Euklid Euklid: Elemente

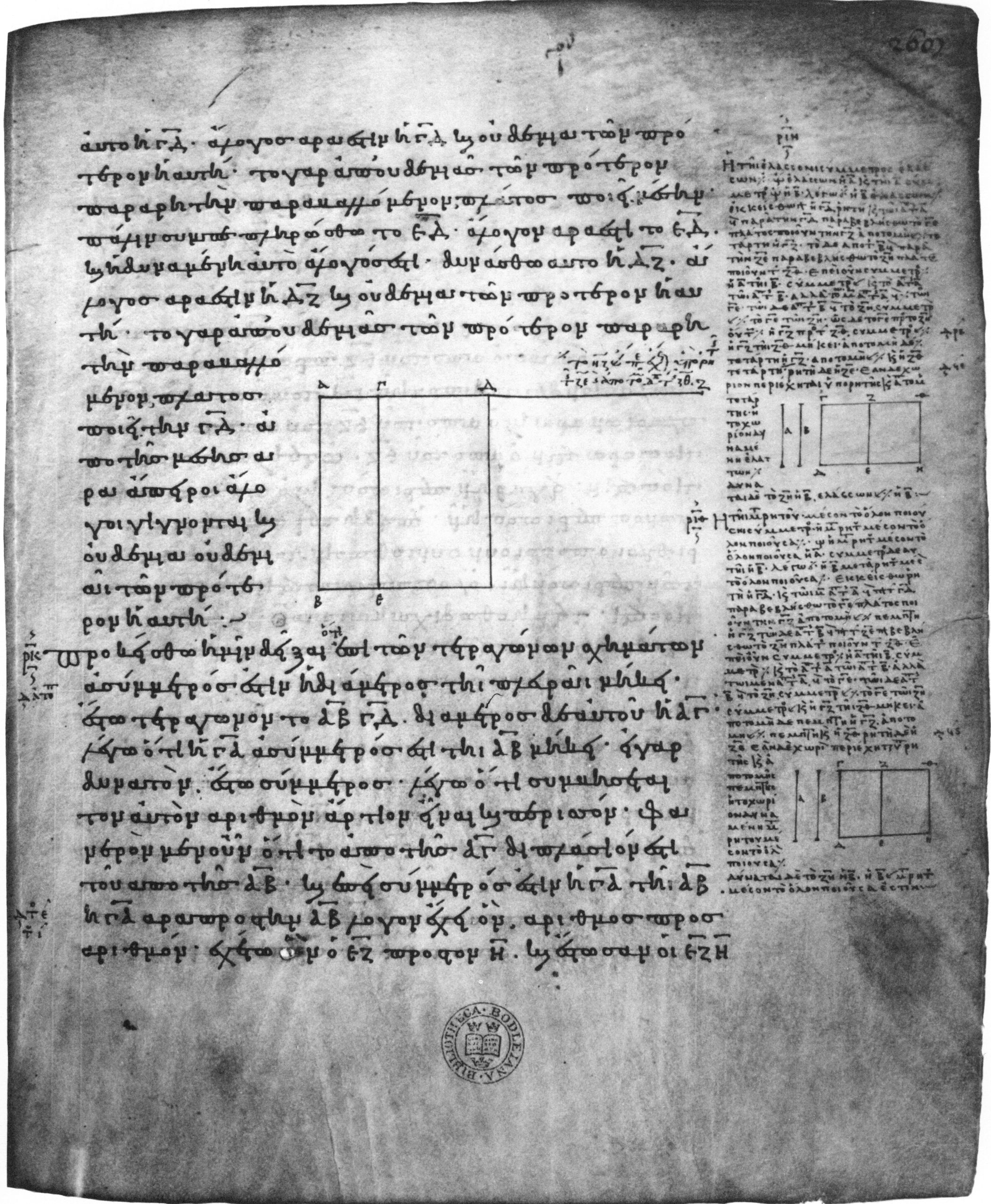
Euklid: Elemente

  - Die dreizehn Bücher von Euklids Elements (im Deutschen: Elemente)
- Archimedes Archimedes

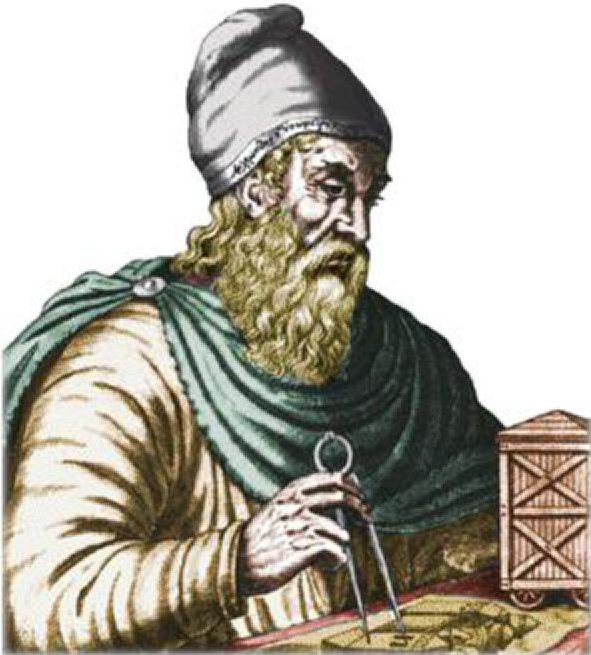
Archimedes

  - On the Sphere and Cylinder (im Deutschen: Über Kugel und Zylinder)
  - Measurement of a Circle (im Deutschen: Die Kreismessung)
  - On Conoids and Spheroids (im Deutschen: Über Konoide und Sphäroide)
  - On Spirals (im Deutschen: Über Spiralen)
  - On the Equilibrium of Planes (im Deutschen: Über das Gleichgewicht ebener Flächen)
  - The Sand Reckoner (im Deutschen: Der Sandrechner)
  - The Quadrature of the Parabola (im Deutschen: Quadratur der Parabel)
  - On Floating Bodies (im Deutschen: Über schwimmende Körper)
  - Book of Lemmas (im Deutschen: Buch der Lemmata)
  - The Method Treating of Mechanical Problems (im Deutschen: Die Mechanische Methode)
- Apollonios von Perge
  - On Conic Sections (im Deutschen: Über Kegelschnitte)
- Nikomachos von Gerasa
  - Introduction to Arithmetic (im Deutschen: Einführung in die Arithmetik)

Band 12
- Lukrez
  - On the Nature of Things, übersetzt ins Englische von H.A.J. Munro (im Lateinischen: De rerum natura)
- Epiktet
  - The Discourses, übersetzt ins Englische von George Long (im Lateinischen: Dissertationes (Epiktet))
- Mark Aurel
  - The Meditations, übersetzt ins Englische von George Long (im Deutschen: Selbstbetrachtungen)

Band 13
- Virgil (übersetzt ins Englische von James Rhoades)
  - Eclogues (im Lateinischen: Eclogae)
  - Georgics (im Lateinischen: Georgica)
  - Aeneid (im Lateinischen: Aeneis)

Band 14
- Plutarch
  - The Lives of the Noble Grecians and Romans, übersetzt ins Englische von John Dryden (im Lateinischen: Vitae parallelae)

Band 15
- Tacitus (übersetzt ins Englische von Alfred John Church und William Jackson Brodribb) Tacitus: Annales

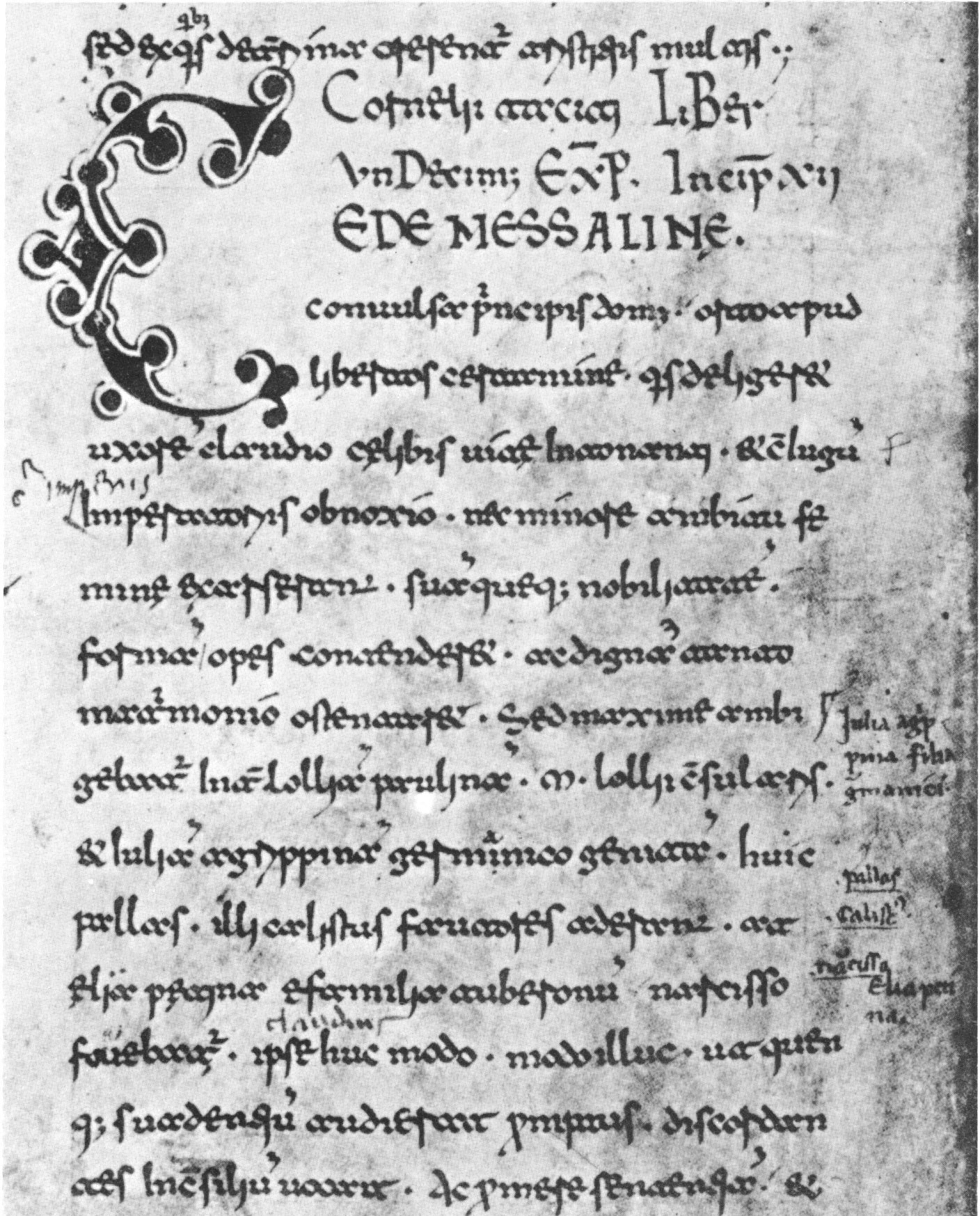
Tacitus: Annales

  - The Annals (im Lateinischen: Annales)
  - The Histories (im Lateinischen: Historiae)

Band 16
- Claudius Ptolemäus (übersetzt ins Englische von R. Catesby Taliaferro) Ptolemäus

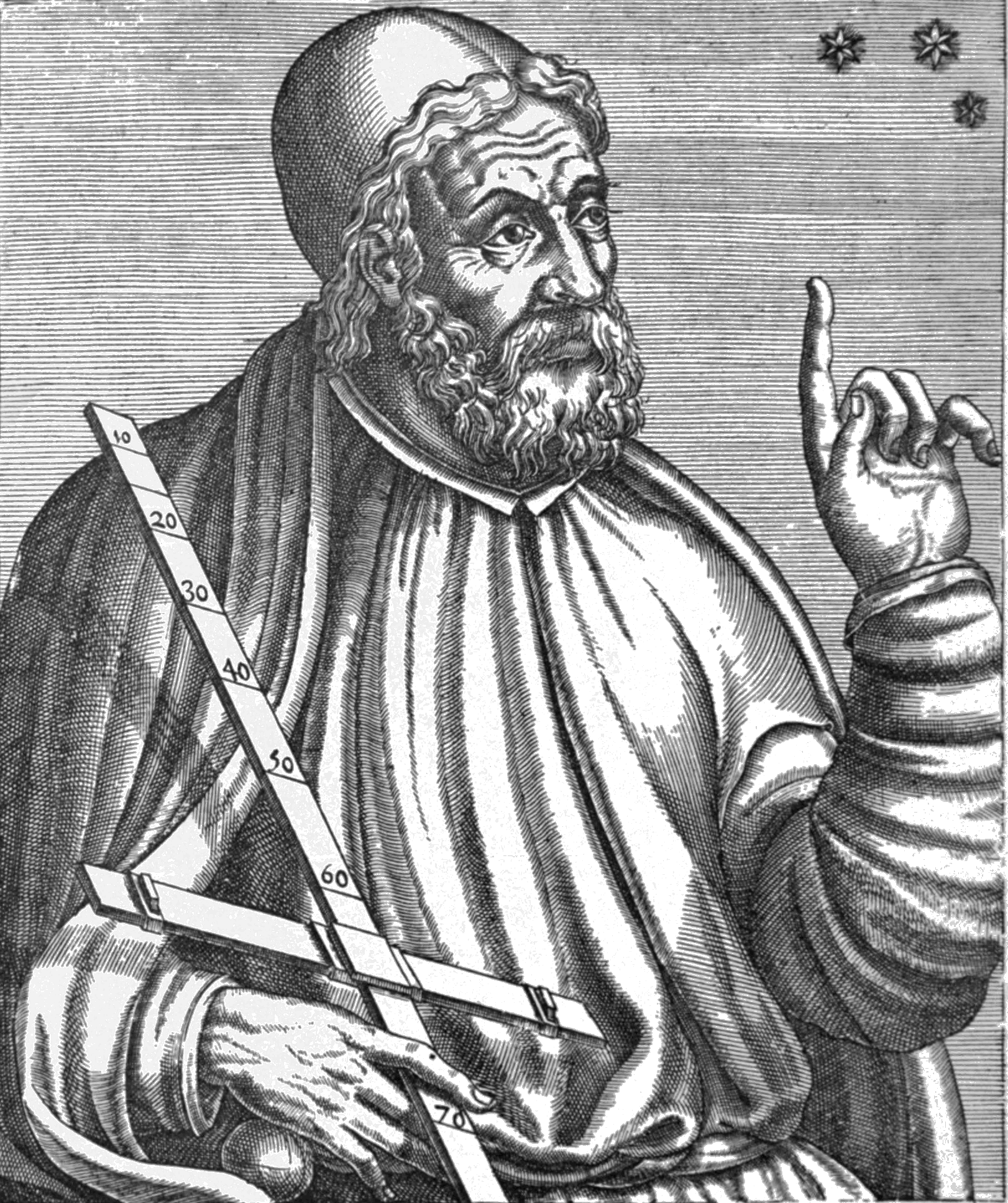
Ptolemäus

  - Almagest (im Deutschen: Almagest)
- Nikolaus Kopernikus (übersetzt von Charles Glenn Wallis) Kopernikus

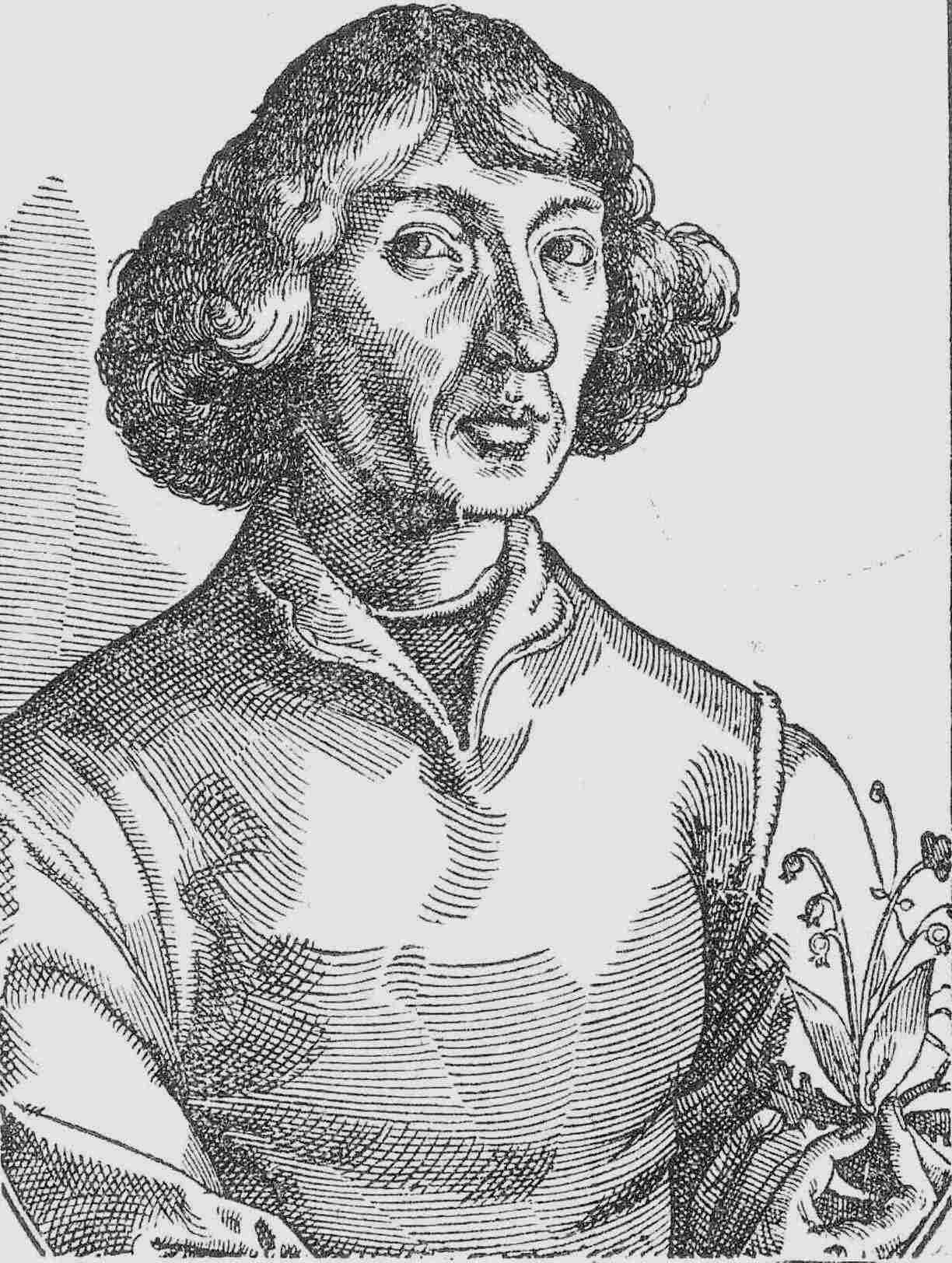
Kopernikus

  - On the Revolutions of Heavenly Spheres (im Lateinischen: De revolutionibus orbium coelestium)
- Johannes Kepler (übersetzt von Charles Glenn Wallis) Kepler

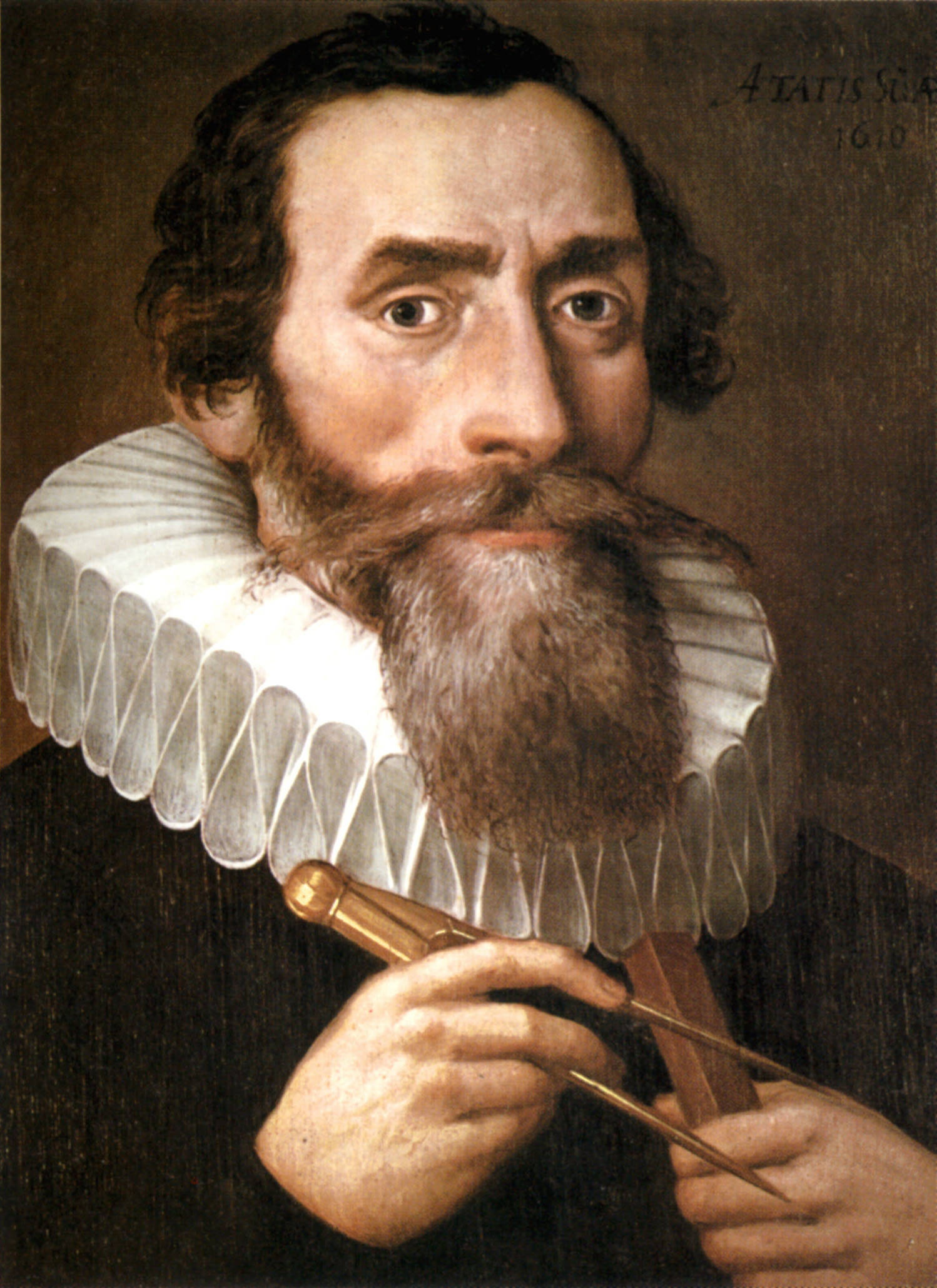
Kepler

  - Epitome of Copernican Astronomy (Bücher IV–V) (im Lateinischen: Epitome Astronomiae Copernicanae)
  - The Harmonies of the World (Buch V) (im Deutschen: Harmonice Mundi)

Band 17
- Plotin (übersetzt von Stephen MacKenna und B. S. Page)
  - The Six Enneads (im Deutschen: Die sechs Enneaden)Plotin: Enneaden

Plotin: Enneaden

Band 18
- Augustinus von Hippo Augustinus: De civitate Dei

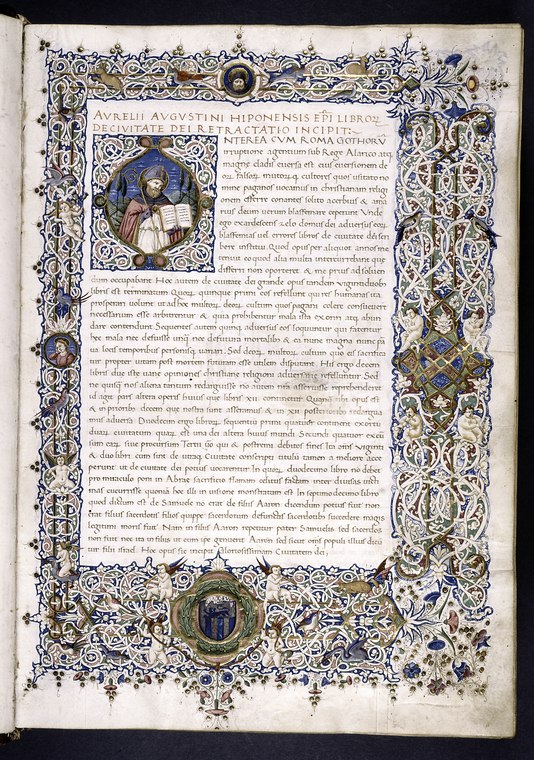
Augustinus: De civitate Dei

  - The Confessions (im Deutschen: Confessiones)
  - The City of God (im Deutschen: De civitate Dei)
  - On Christian Doctrine (im Deutschen: De doctrina christiana)

Band 19
- Thomas von Aquin Thomas von Aquin

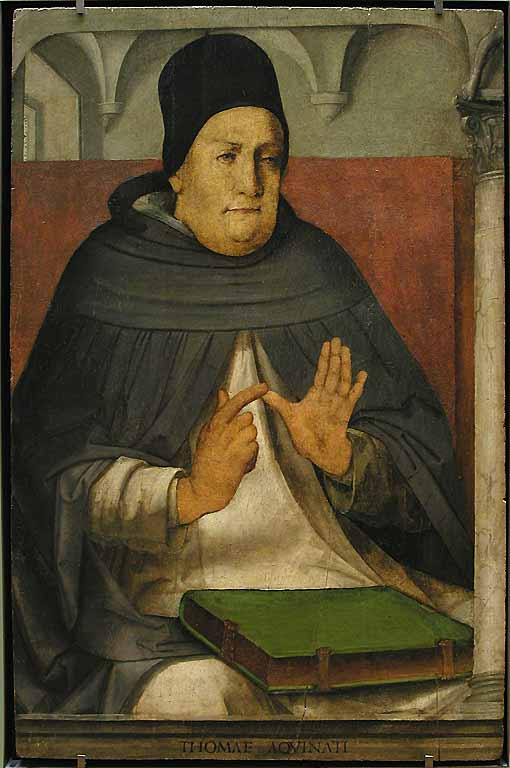
Thomas von Aquin

  - Summa Theologica, erster Teil komplett, Auszüge aus dem zweiten Teil, übersetzt von den Fathers of the English Dominican Province und durchgesehen von Daniel J. Sullivan (im Lateinischen: Summa theologica)

Band 20
- Thomas von Aquin
  - Summa Theologica, Auszüge aus dem zweiten und dritten Teil sowie Supplement, übersetzt von den Fathers of the English Dominican Province und durchgesehen von Daniel J. Sullivan (im Deutschen: Summa theologica)

Band 21
- Dante Alighieri Dante

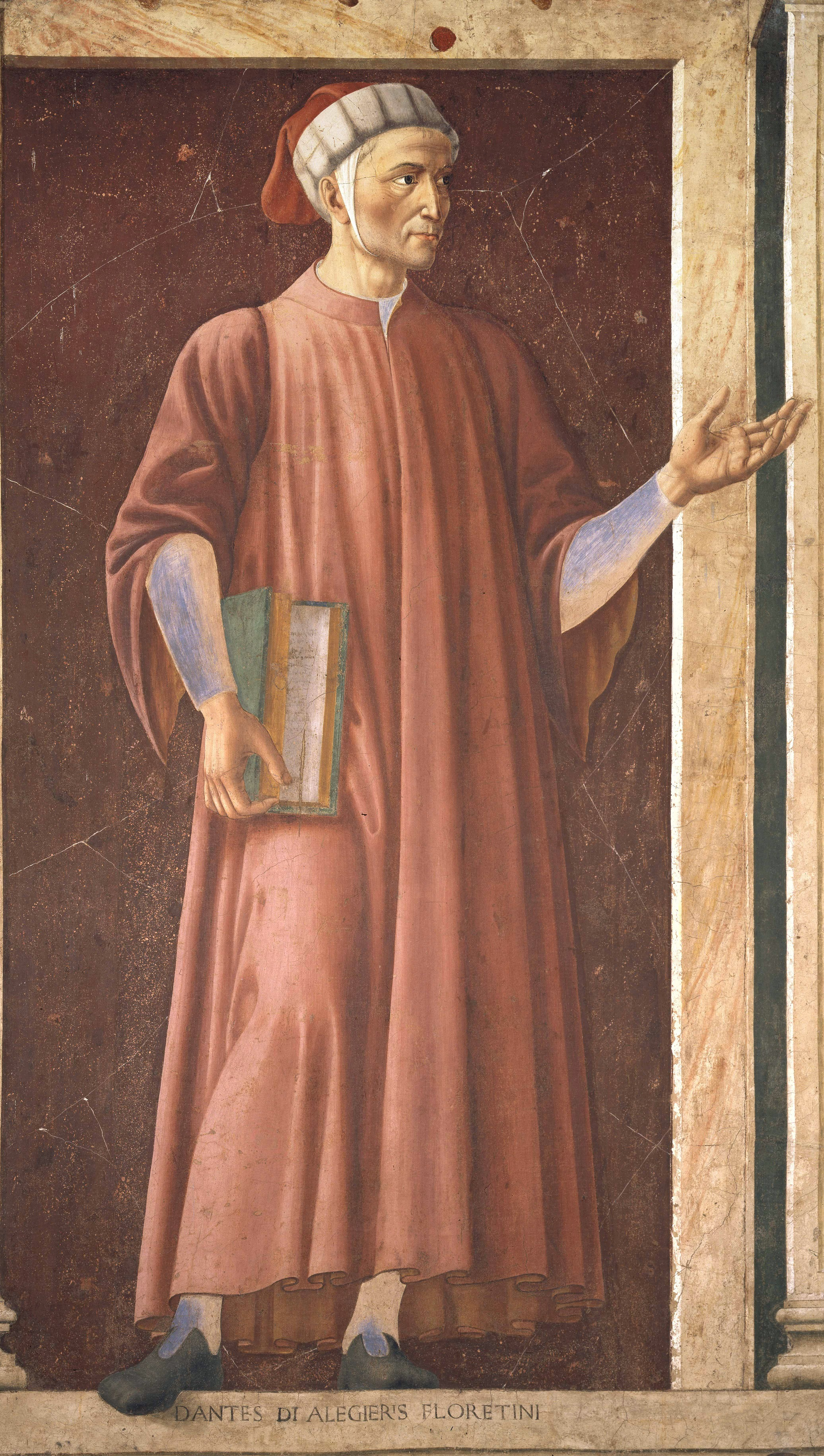
Dante

  - The Divine Comedy (übersetzt ins Englische von Charles Eliot Norton) (im Deutschen: Göttliche Komödie)

Band 22
- Geoffrey Chaucer
  - Troilus and Criseyde (im Deutschen: Troilus and Criseyde)
  - The Canterbury Tales (im Deutschen: Canterbury Tales)

Band 23
- Niccolò Machiavelli Machiavelli

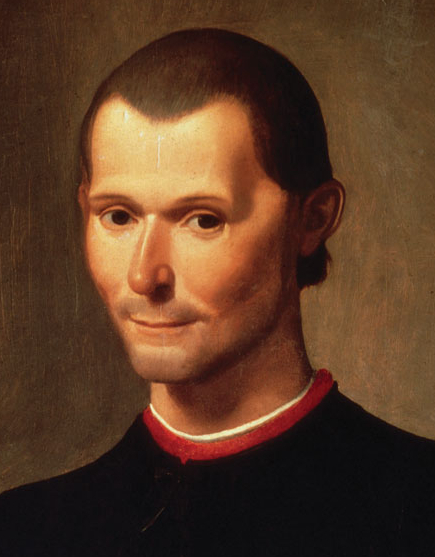
Machiavelli

  - The Prince (im Deutschen: Der Fürst)
- Thomas Hobbes Hobbes

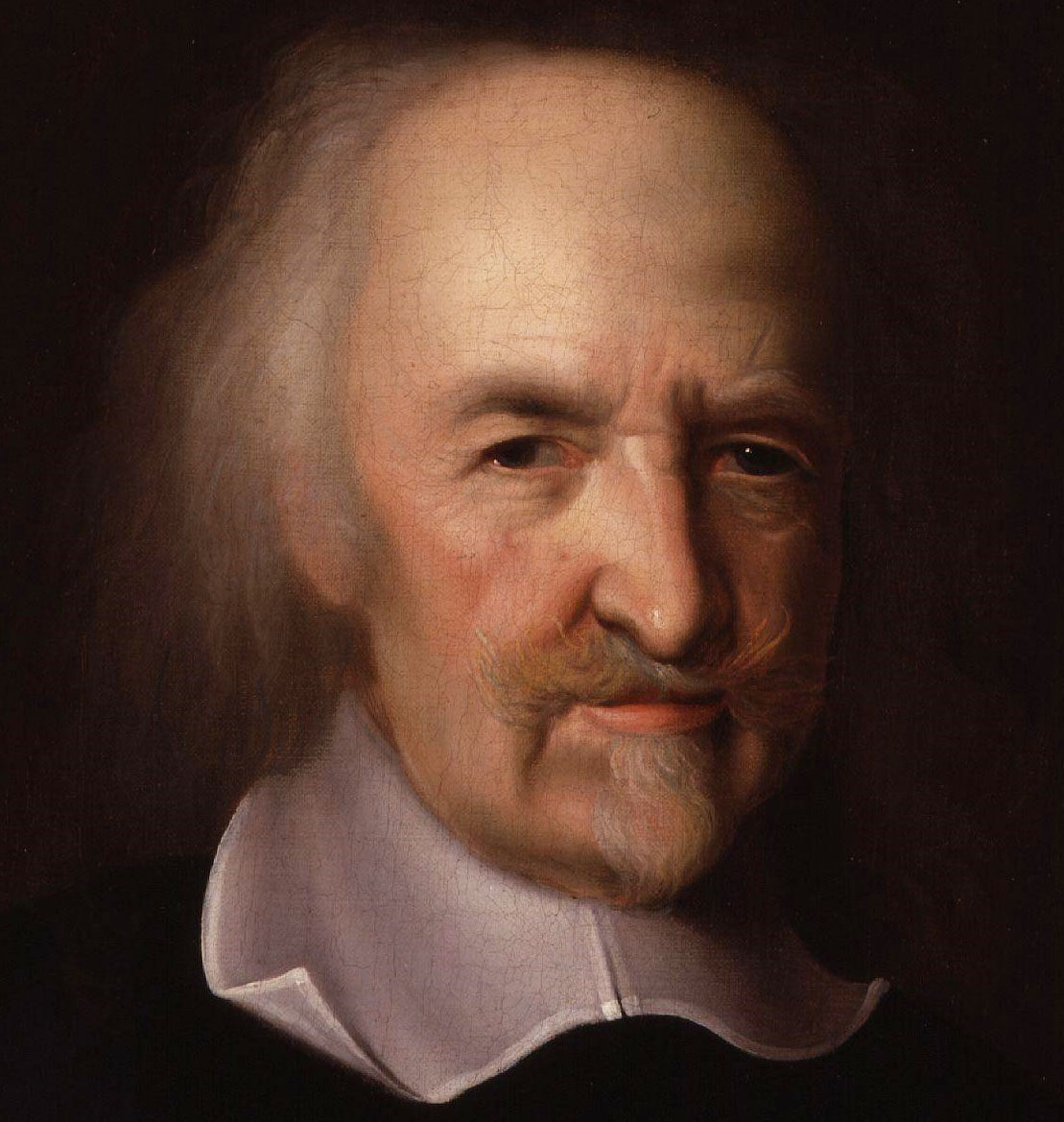
Hobbes

  - Leviathan (im Deutschen: Leviathan)

Band 24
- François Rabelais Rabelais

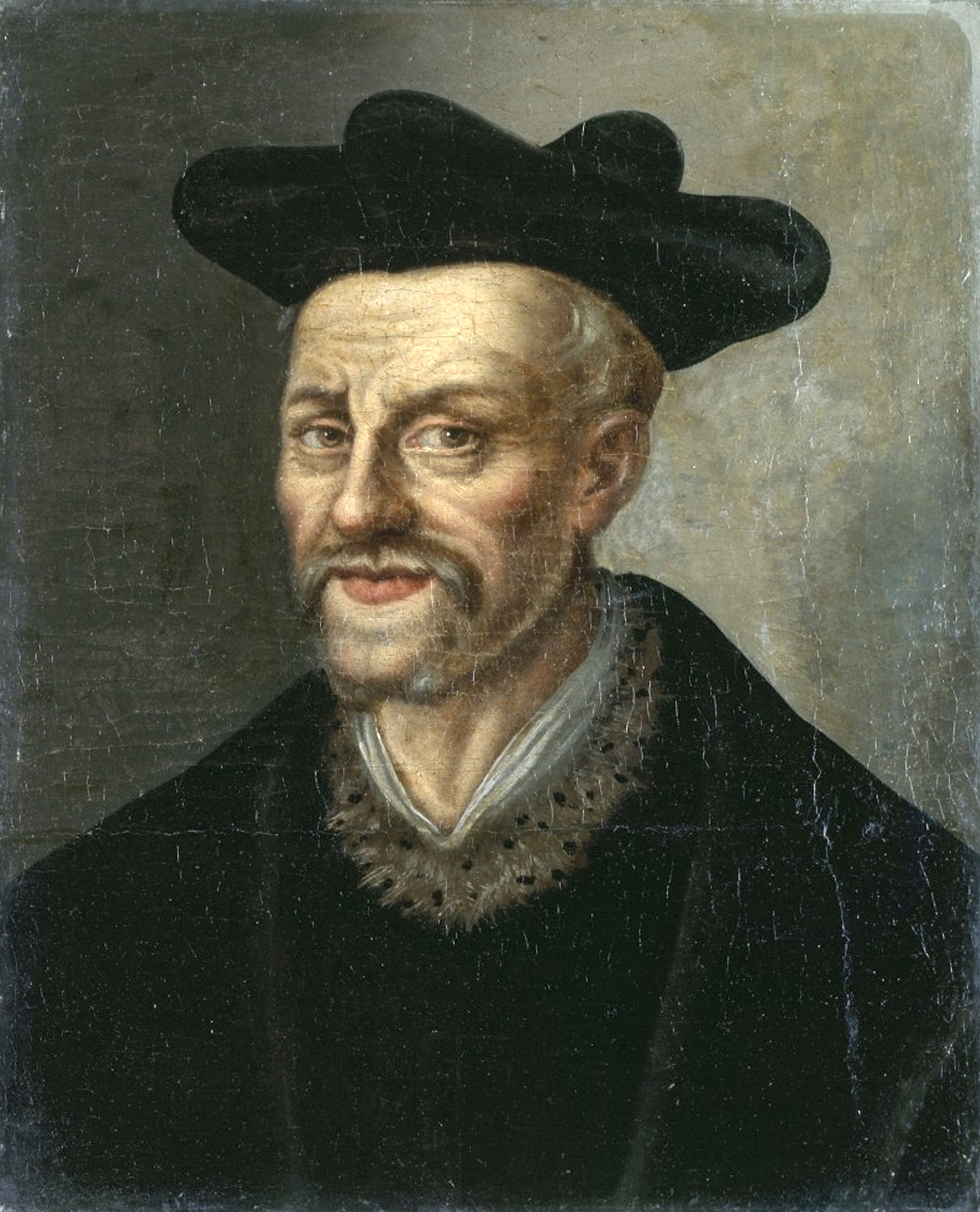
Rabelais

  - Gargantua and Pantagruel (im Deutschen: Gargantua und Pantagruel)

Band 25
- Michel de Montaigne Montaigne
  - Essays (im Deutschen: Essais)

Band 26
- William Shakespeare Shakespeare

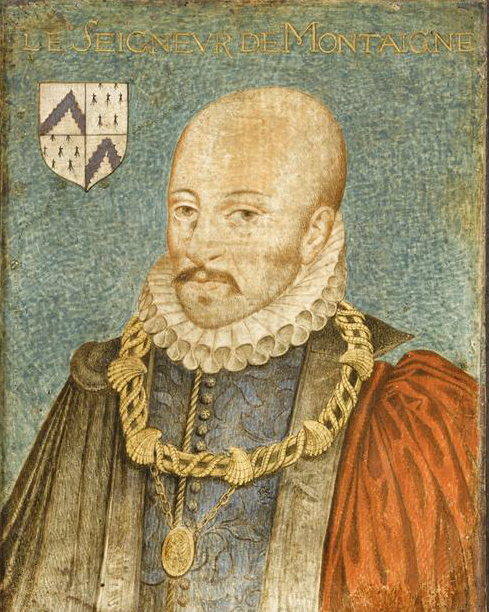
Montaigne

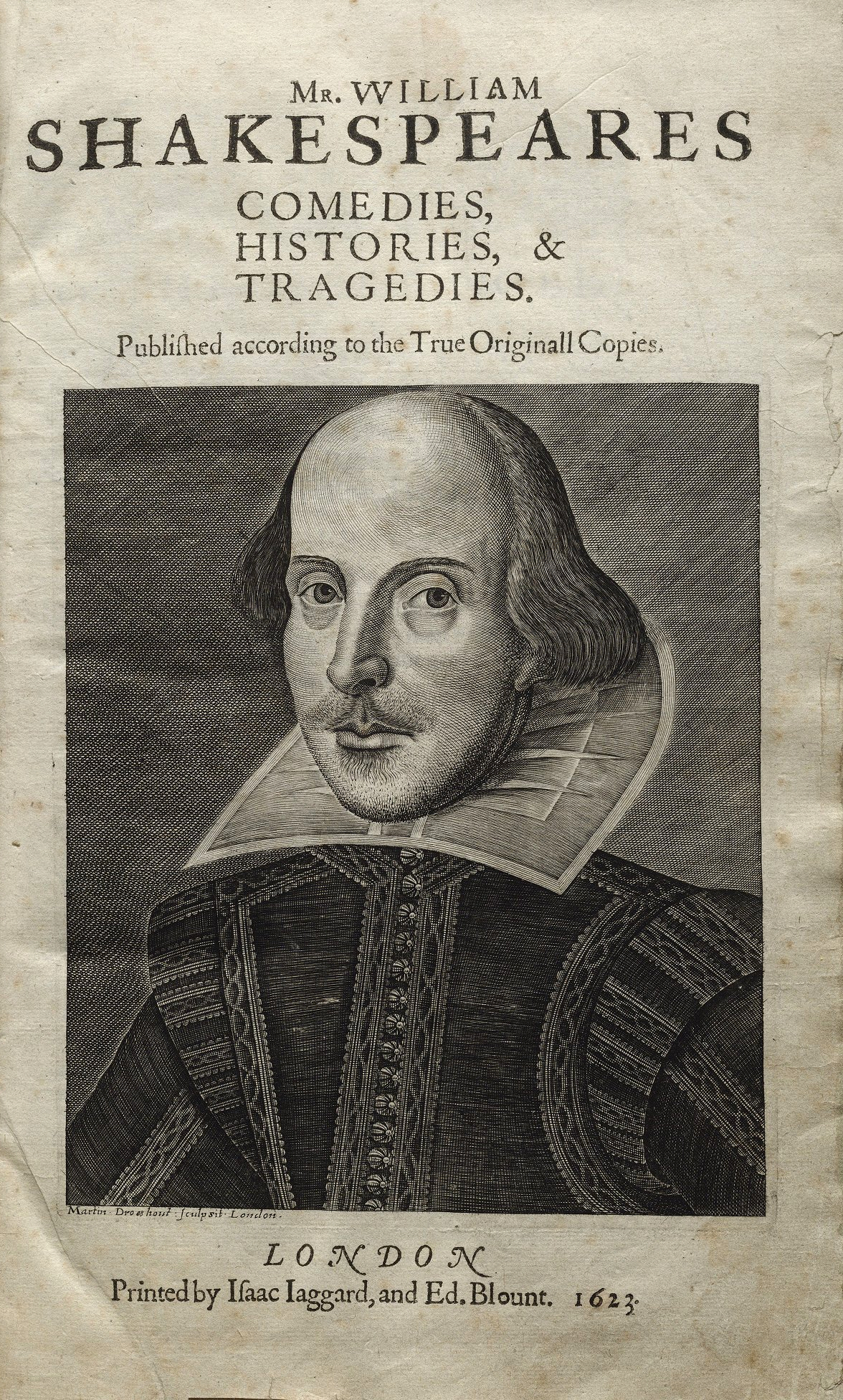
Shakespeare

  - The First Part of King Henry the Sixth (im Deutschen: Heinrich VI., Teil 1)
  - The Second Part of King Henry the Sixth (im Deutschen: Heinrich VI., Teil 2)
  - The Third Part of King Henry the Sixth (im Deutschen: Heinrich VI., Teil 3)
  - The Tragedy of Richard the Third (im Deutschen: Richard III.)
  - The Comedy of Errors (im Deutschen: Die Komödie der Irrungen)
  - Titus Andronicus (im Deutschen: Titus Andronicus)
  - The Taming of the Shrew (im Deutschen: Der Widerspenstigen Zähmung)
  - The Two Gentlemen of Verona (im Deutschen: Zwei Herren aus Verona)
  - Love's Labour's Lost (im Deutschen: Verlorene Liebesmüh)
  - Romeo and Juliet (im Deutschen: Romeo und Julia)
  - The Tragedy of King Richard the Second (im Deutschen: Richard II.)
  - A Midsummer Night's Dream (im Deutschen: Ein Sommernachtstraum)
  - The Life and Death of King John (im Deutschen: König Johann)
  - The Merchant of Venice (im Deutschen: Der Kaufmann von Venedig)
  - The First Part of King Henry the Fourth (im Deutschen: Heinrich IV., Teil 1)
  - The Second Part of King Henry the Fourth (im Deutschen: Heinrich IV., Teil 2)
  - Much Ado About Nothing (im Deutschen: Viel Lärm um nichts)
  - The Life of King Henry the Fifth (im Deutschen: Heinrich V.)
  - Julius Caesar (im Deutschen: Julius Caesar)
  - As You Like It (im Deutschen: Wie es euch gefällt)

Band 27
- William Shakespeare
  - Twelfth Night; or, What You Will (im Deutschen: Was ihr wollt)
  - The Tragedy of Hamlet, Prince of Denmark (im Deutschen: Hamlet)
  - The Merry Wives of Windsor (im Deutschen: Die lustigen Weiber von Windsor)
  - Troilus and Cressida (im Deutschen: Troilus und Cressida)
  - All's Well That Ends Well (im Deutschen: Ende gut, alles gut)
  - Measure for Measure (im Deutschen: Maß für Maß)
  - Othello, the Moor of Venice (im Deutschen: Othello)
  - King Lear (im Deutschen: König Lear)
  - Macbeth (im Deutschen: Macbeth)
  - Antony and Cleopatra (im Deutschen: Antonius und Cleopatra)
  - Coriolanus (im Deutschen: Coriolanus)
  - Timon of Athens (im Deutschen: Timon von Athen)
  - Pericles, Prince of Tyre (im Deutschen: Perikles, Prinz von Tyrus)
  - Cymbeline (im Deutschen: Cymbeline)
  - The Winter's Tale (im Deutschen: Das Wintermärchen)
  - The Tempest (im Deutschen: Der Sturm)
  - The Famous History of the Life of King Henry the Eighth (im Deutschen: Heinrich VIII.)
  - Sonnets (im Deutschen: Sonette)

Band 28
- William Gilbert Gilbert

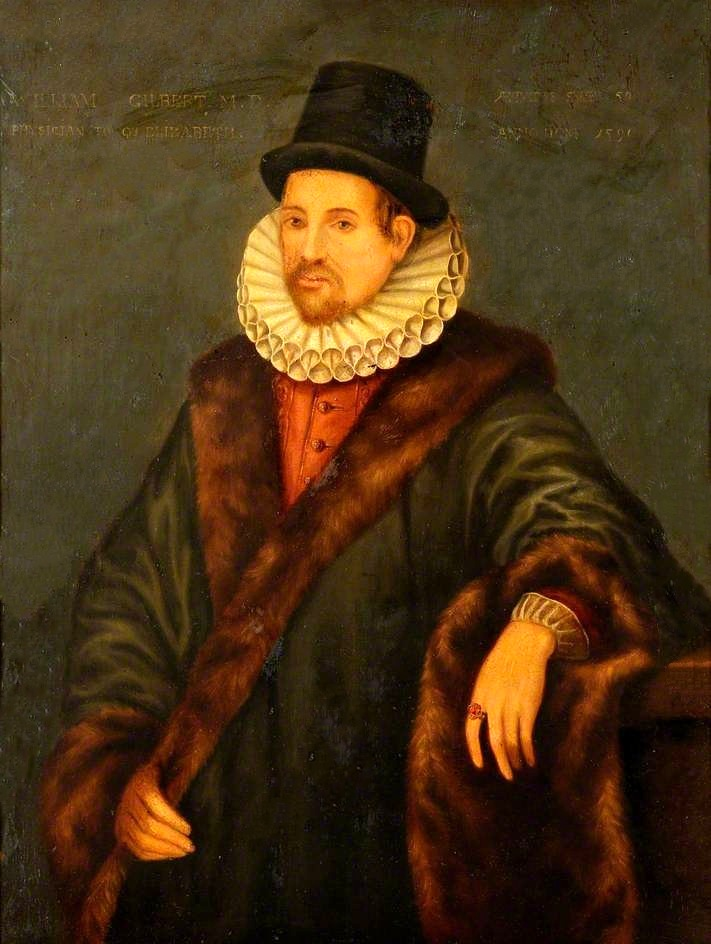
Gilbert

  - On the Loadstone and Magnetic Bodies (im Lateinischen: De Magnete, Magneticisque Corporibus, et de Magno Magnete Tellure)
- Galileo Galilei Galilei

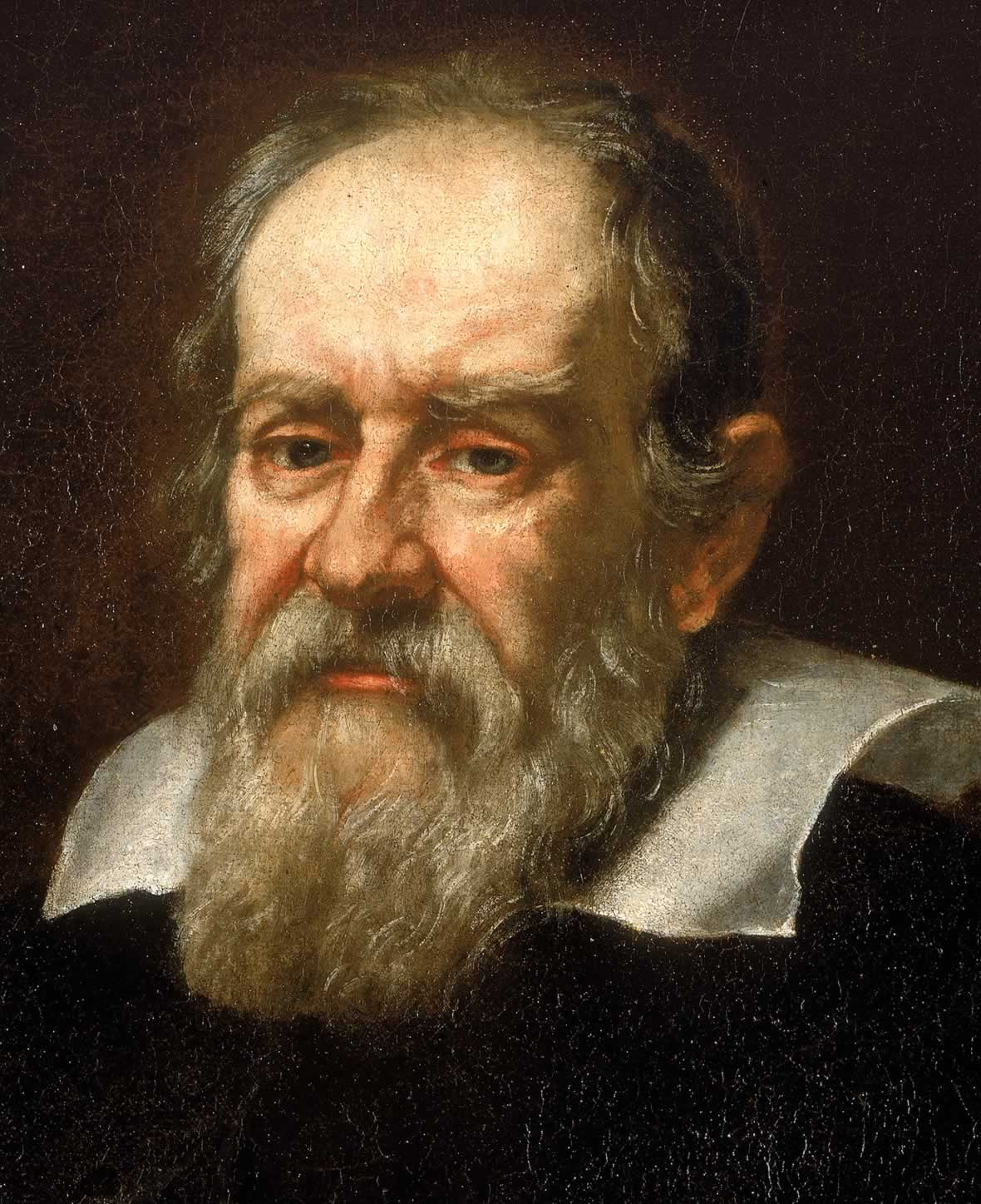
Galilei

  - Dialogues Concerning the Two New Sciences (im Italienischen: Discorsi e Dimostrazioni Matematiche Intorno a Due Nuove Scienze)
- William Harvey Harvey

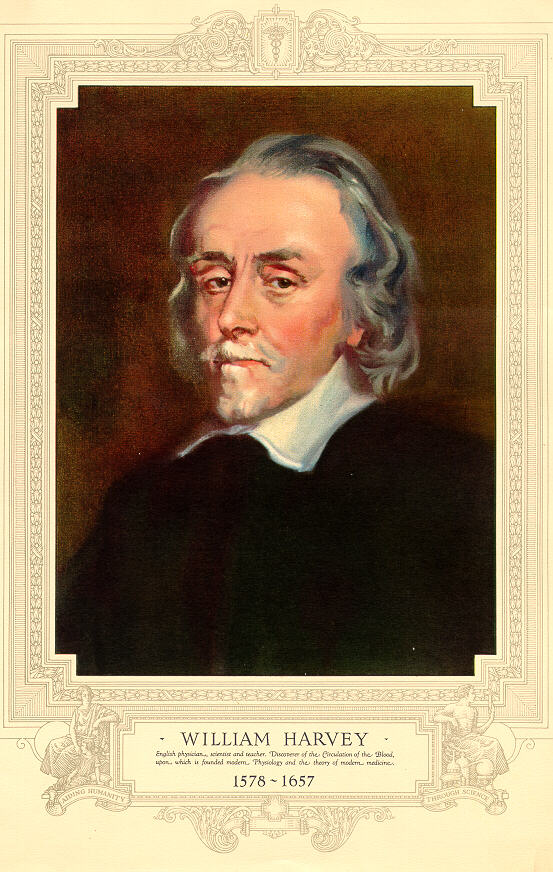
Harvey

  - On the Motion of the Heart and Blood in Animals (im Lateinischen: Exercitatio anatomica de motu cordis et sanguinis in animalibus)
  - On the Circulation of Blood
  - On the Generation of Animals

Band 29
- Miguel de Cervantes Cervantes

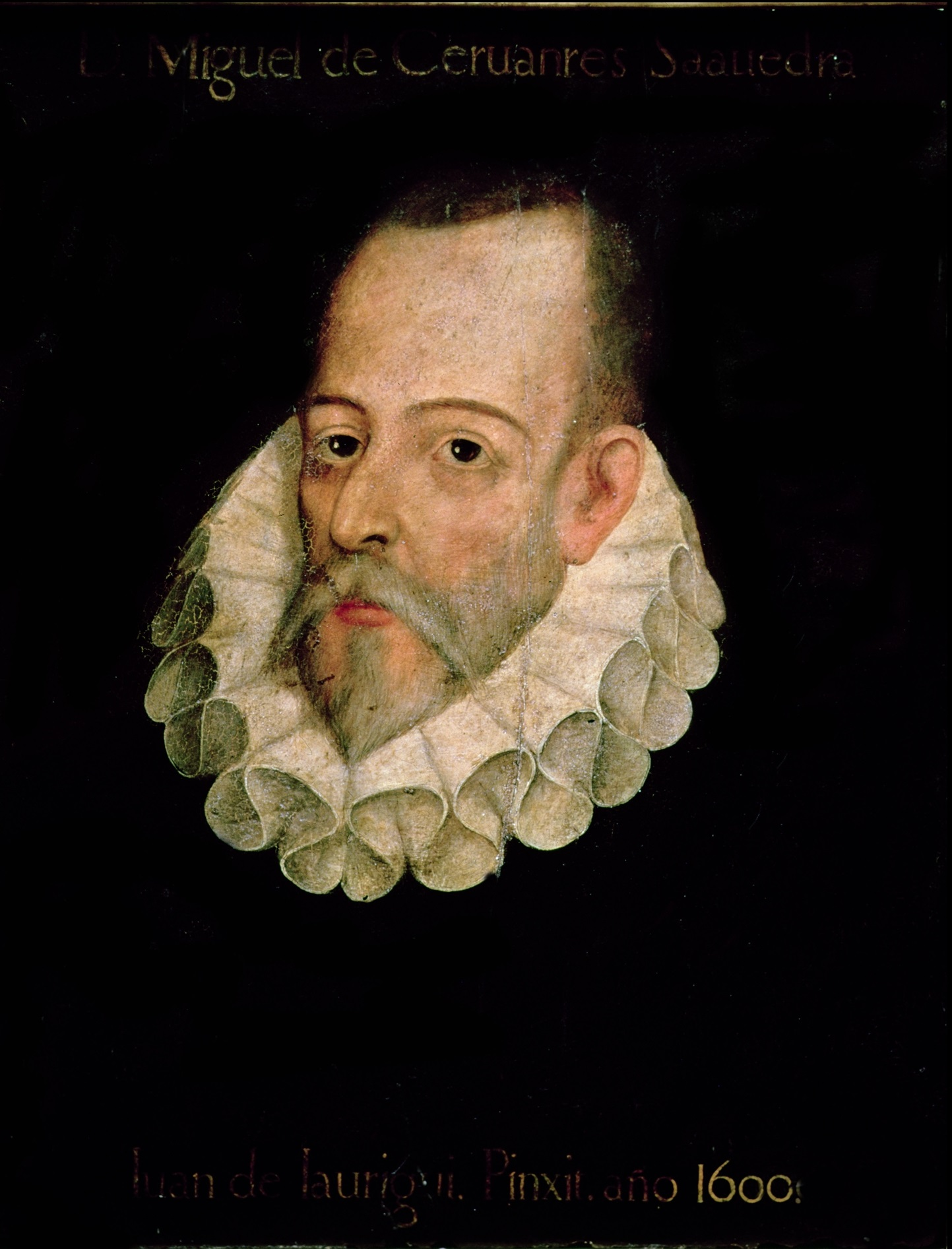
Cervantes

  - The History of Don Quixote de la Mancha (im Deutschen: Don Quijote)

Band 30
- Sir Francis Bacon Bacon

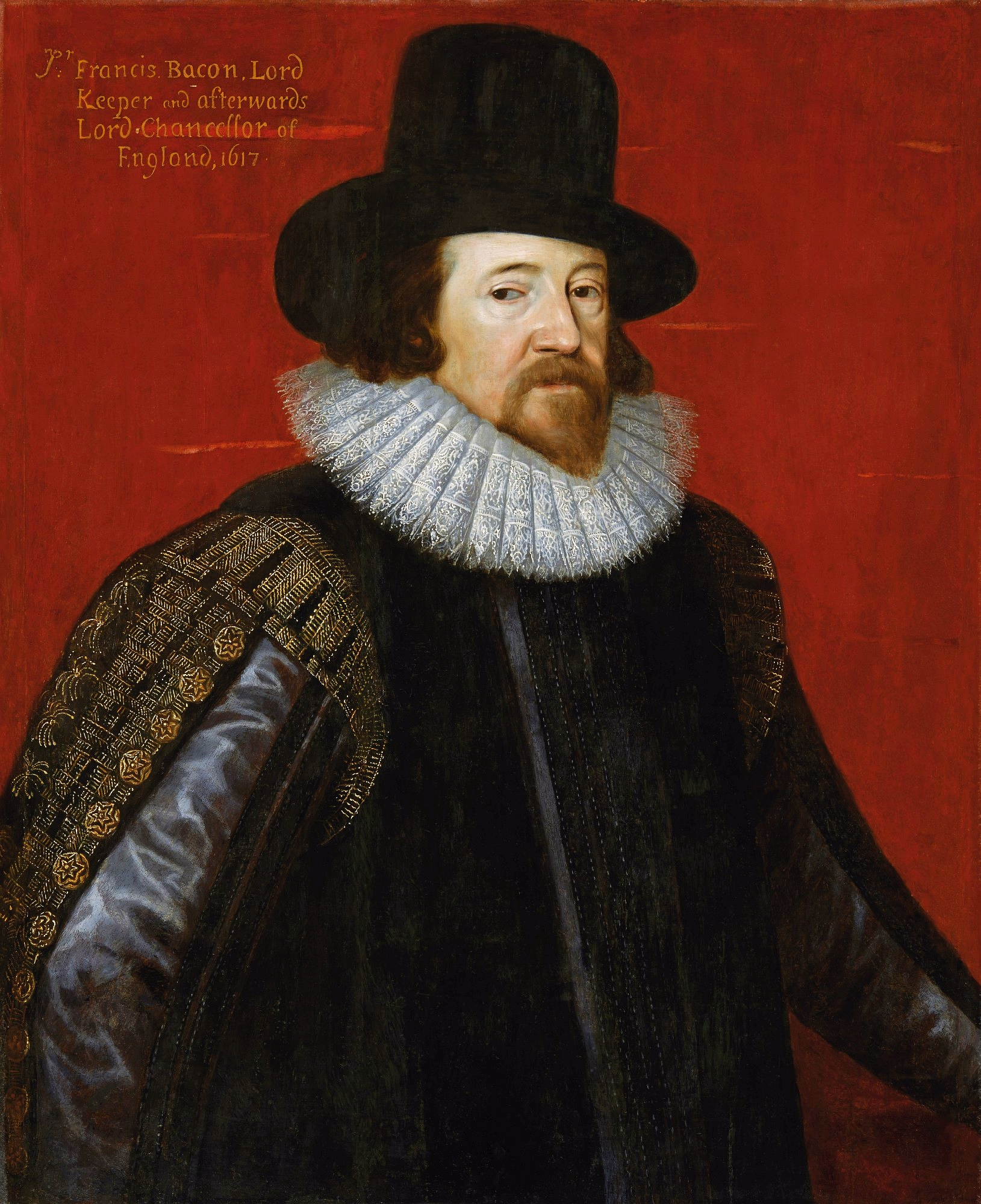
Bacon

  - The Advancement of Learning (voller englischer Titel: Of the Proficience and Advancement of Learning, Divine and Human)
  - Novum Organum (im Lateinischen: Novum Organum)
  - New Atlantis (im Lateinischen: Nova Atlantis)

Band 31
- René Descartes Descartes

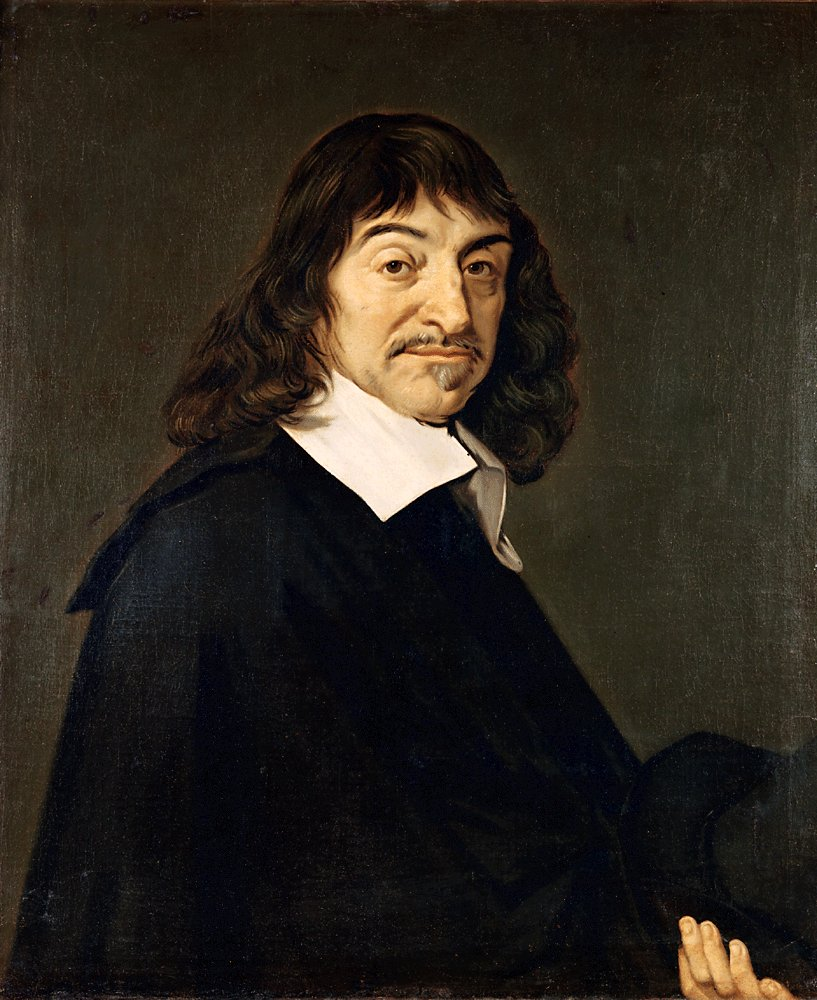
Descartes

  - Rules for the Direction of the Mind (im Lateinischen: Regulae ad directionem ingenii)
  - Discourse on the Method (im Französischen: Discours de la méthode)
  - Meditations on First Philosophy (im Lateinischen: Meditationes de prima philosophia)
  - Einwände gegen die Meditationes und Antworten
  - The Geometry (im Französischen: La Géométrie)
- Baruch de Spinoza Spinoza

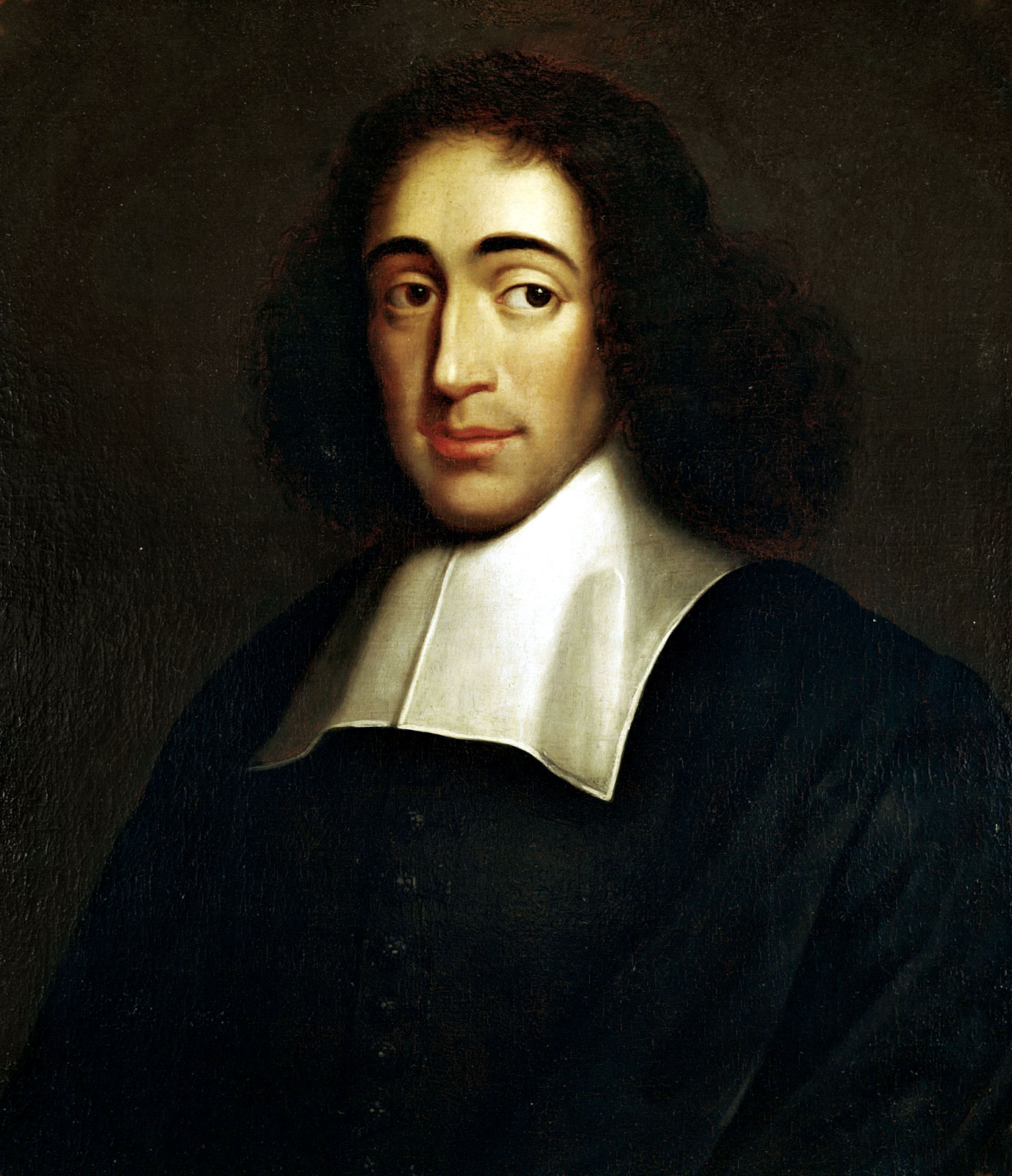
Spinoza

  - Ethics (im Lateinischen: Ethica, ordine geometrico demonstrata)

Band 32
- John Milton Milton
  - Englische Gedichte
  - Paradise Lost

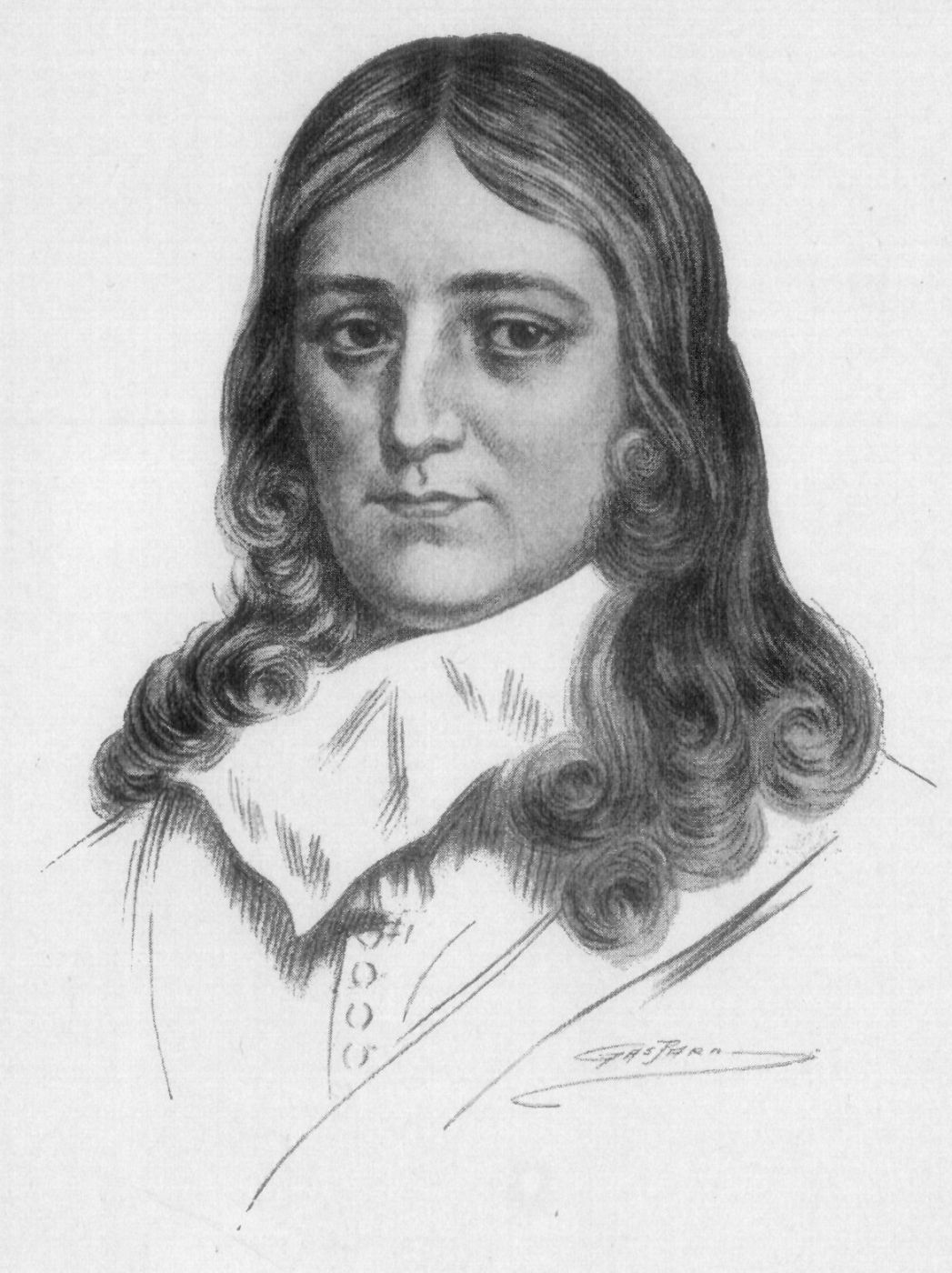
Milton

  - Samson Agonistes (im Lateinischen: Samson Agonistes)
  - Areopagitica

Band 33
- Blaise Pascal Pascal

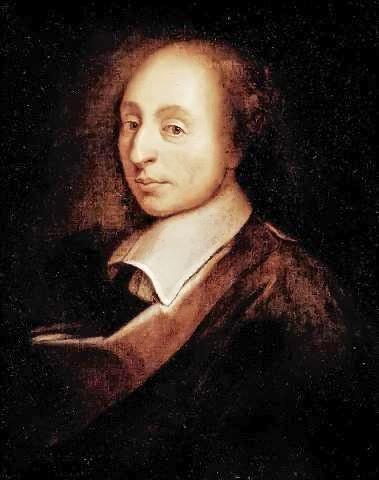
Pascal

  - The Provincial Letters (im Französischen: Lettres provinciales)
  - Pensées (im Französischen: Pensées)
  - wissenschaftliche und mathematische Essays

Band 34
- Isaac Newton Newton

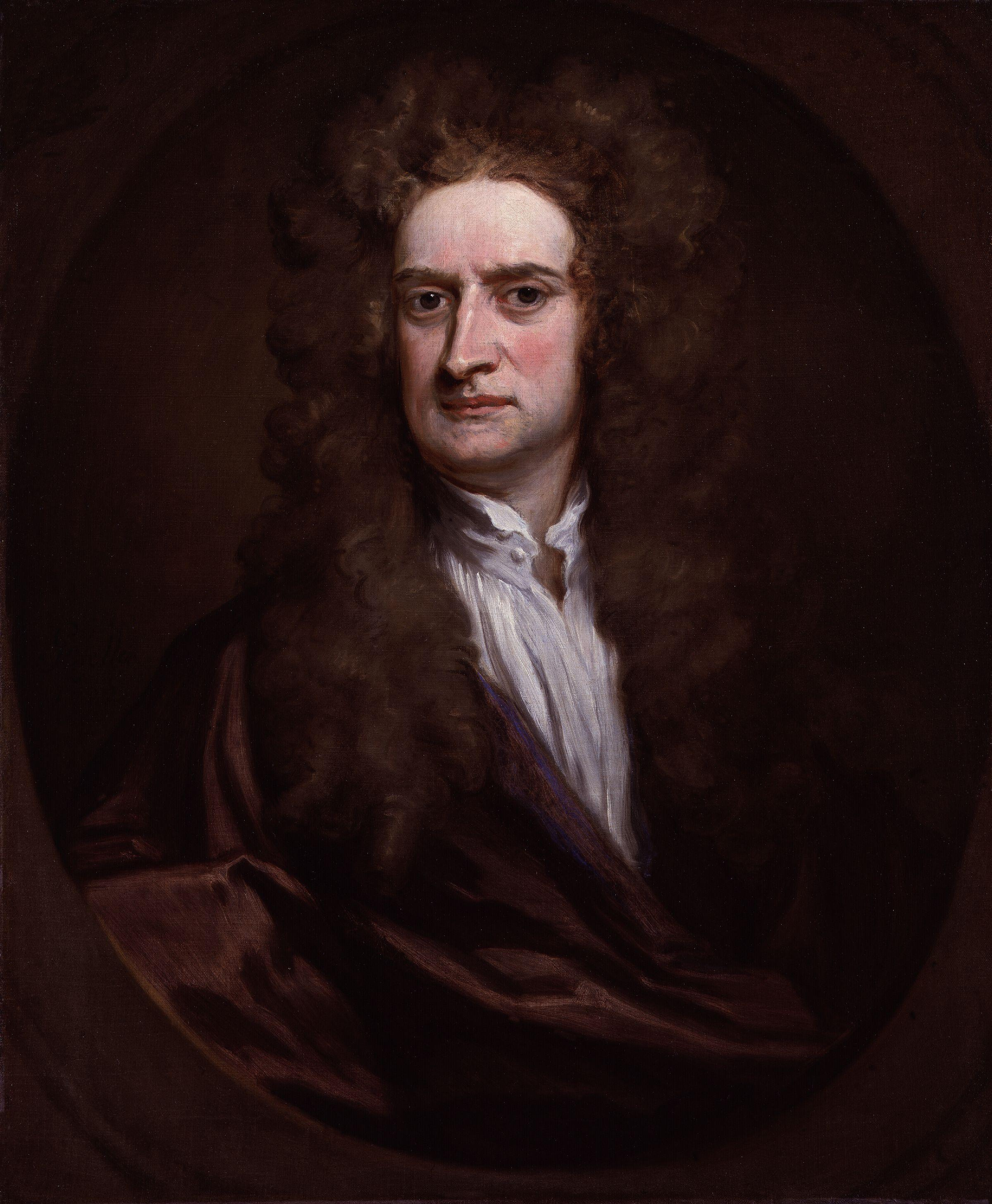
Newton

  - Mathematical Principles of Natural Philosophy (im Lateinischen: Philosophiae Naturalis Principia Mathematica)
  - Optics (im Lateinischen: Opticks)
- Christian Huygens Huygens

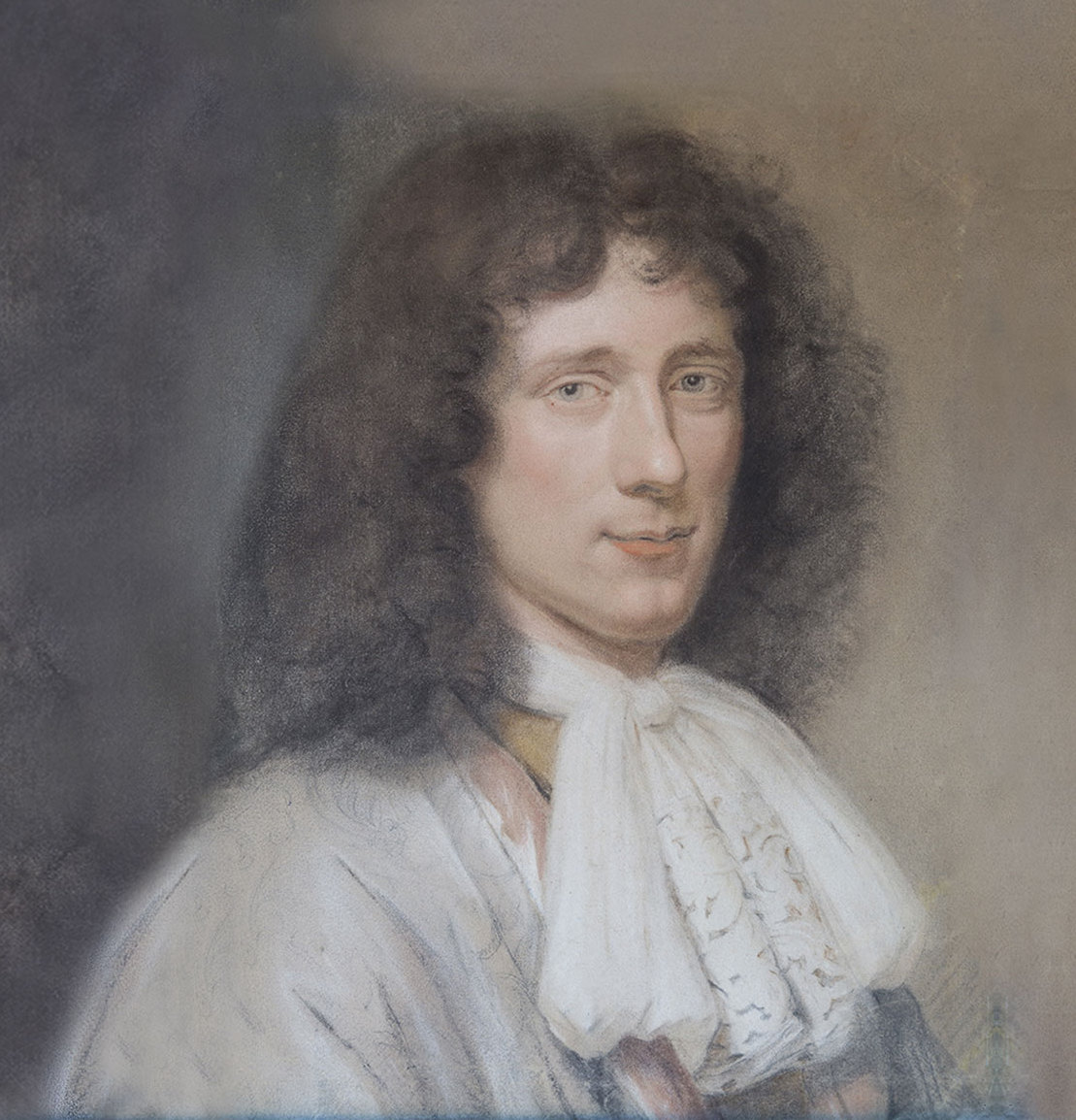
Huygens

  - Treatise on Light (im Französischen: Traité de la lumière)

Band 35
- John Locke Locke

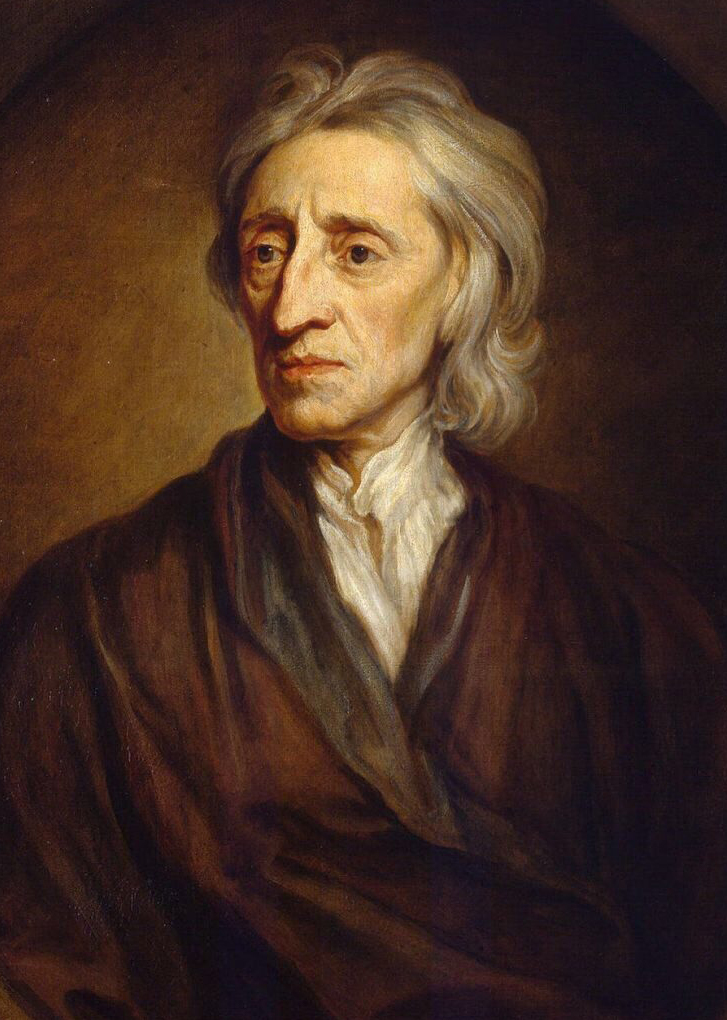
Locke

  - A Letter Concerning Toleration (im Deutschen: Brief über die Toleranz)
  - Concerning Civil Government, Second Essay (im Deutschen: Zwei Abhandlungen über die Regierung)
  - An Essay Concerning Human Understanding (im Deutschen: Eine Abhandlung über den menschlichen Verstand)
- George Berkeley Berkeley

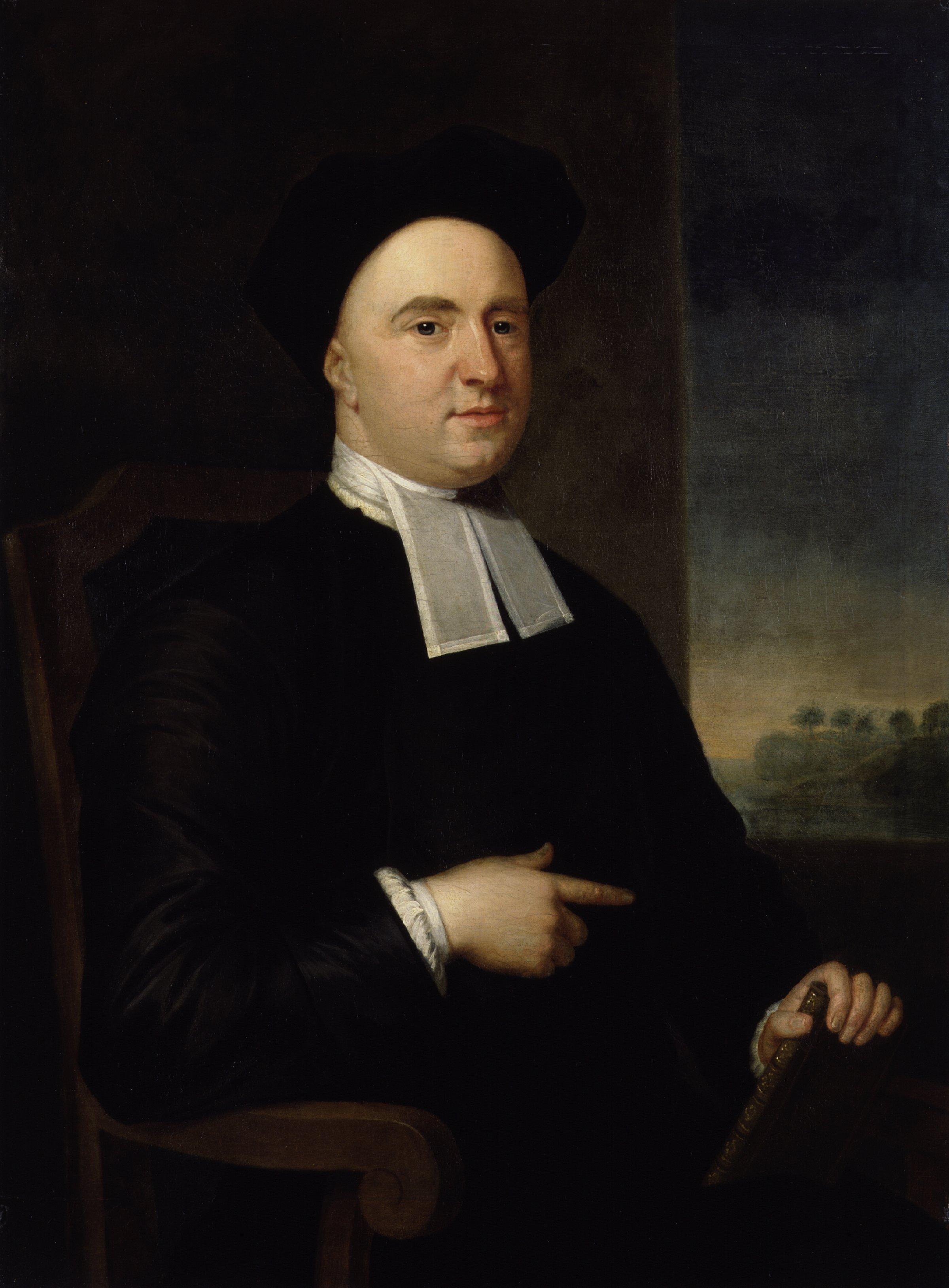
Berkeley

  - The Principles of Human Knowledge (im Deutschen: Eine Abhandlung über die Prinzipien der menschlichen Erkenntnis)
- David Hume Hume

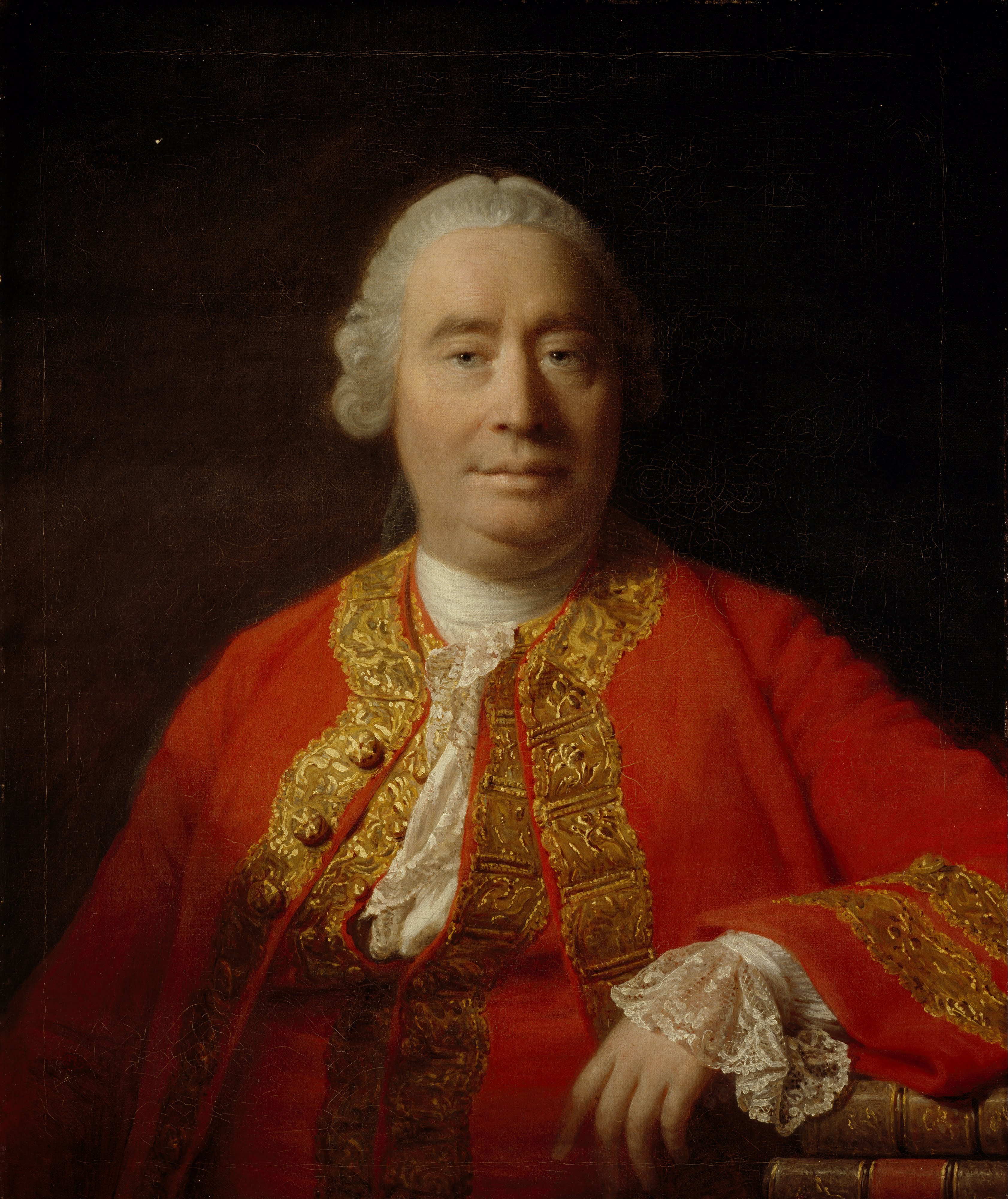
Hume

  - An Enquiry Concerning Human Understanding (im Deutschen: Eine Untersuchung über den menschlichen Verstand)

Band 36
- Jonathan Swift Swift

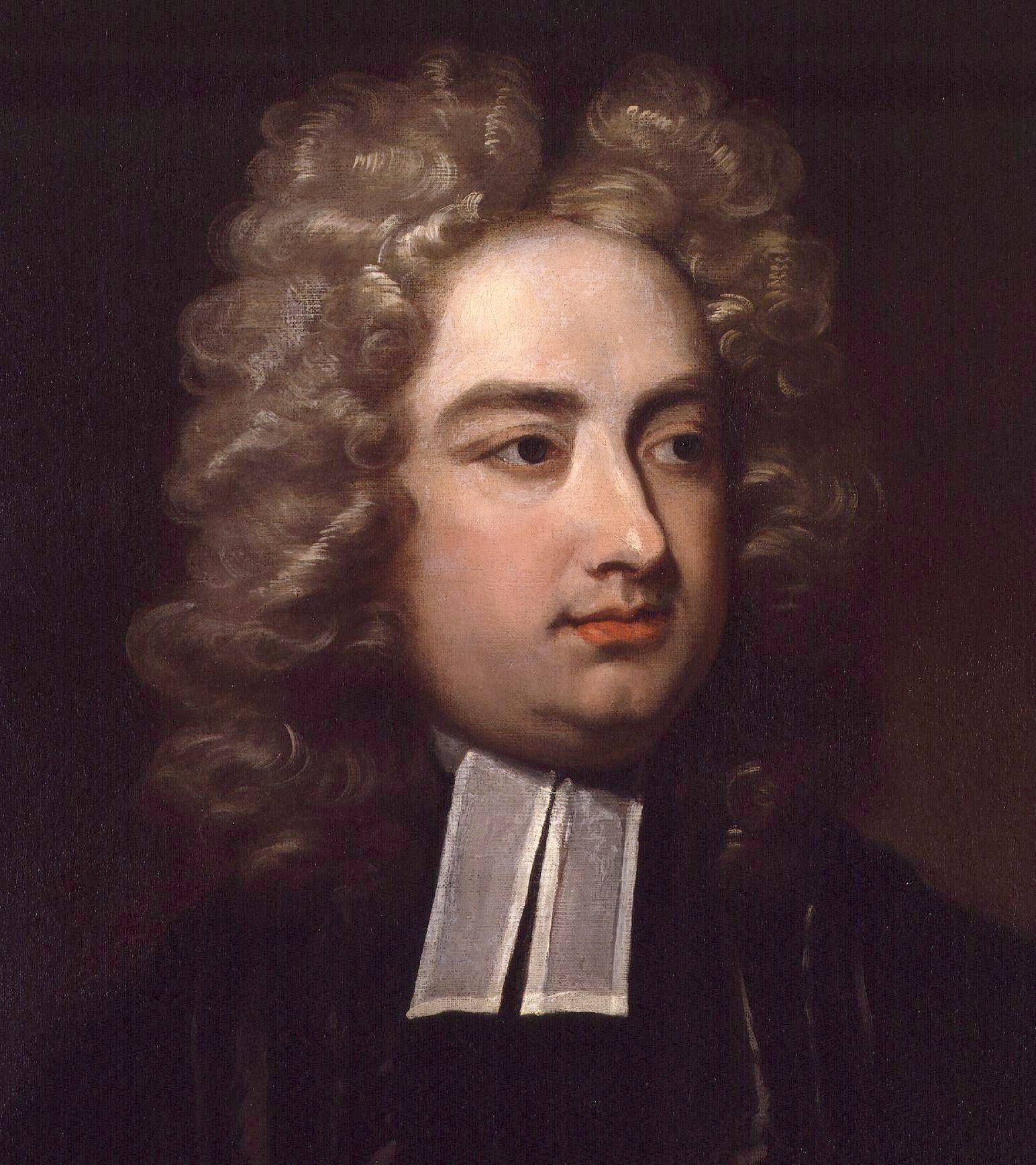
Swift

  - Gulliver's Travels (im Deutschen: Gullivers Reisen)
- Laurence Sterne Sterne

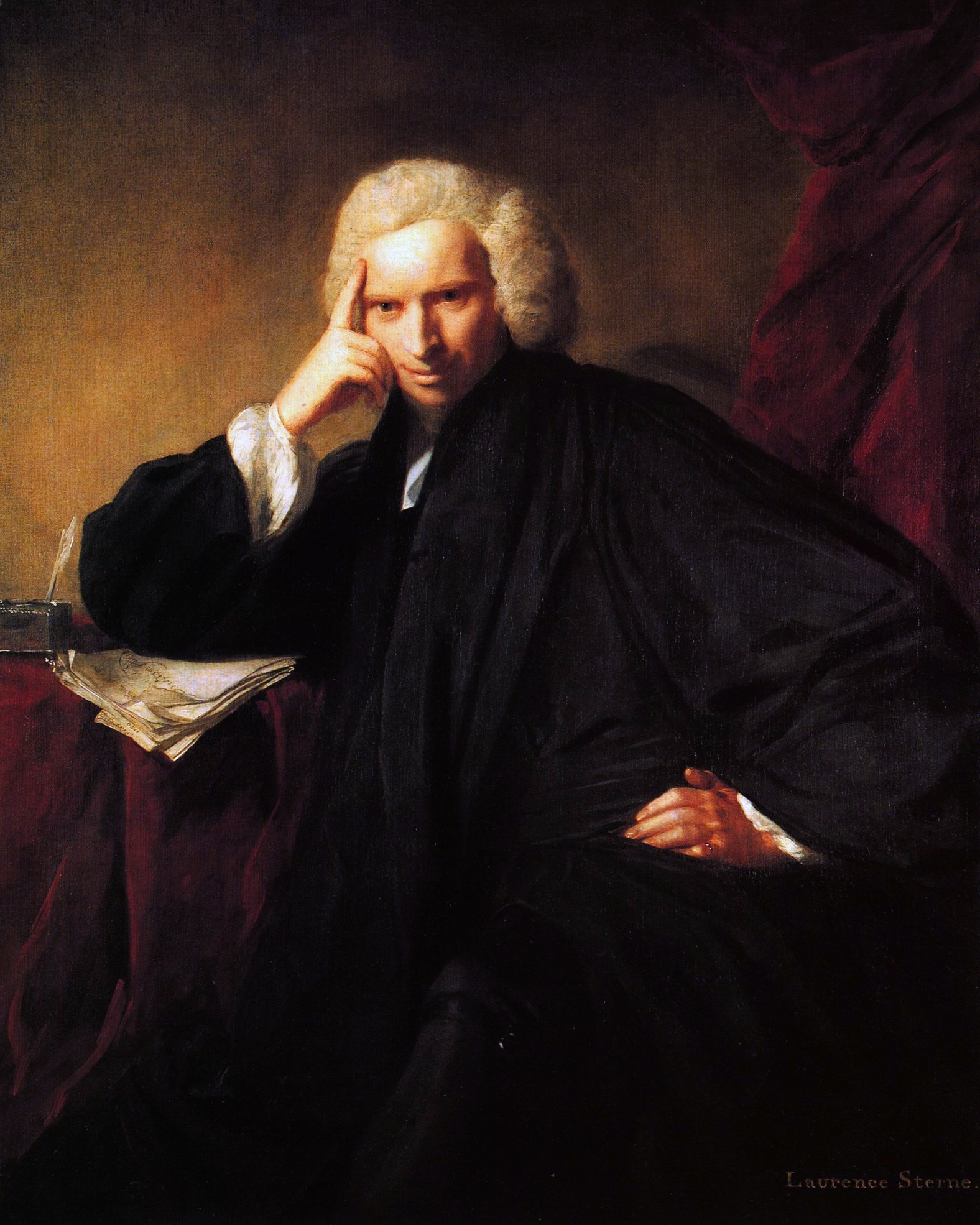
Sterne

  - The Life and Opinions of Tristram Shandy, Gentleman (im Deutschen: Leben und Ansichten von Tristram Shandy, Gentleman)

Band 37
- Henry Fielding Fielding

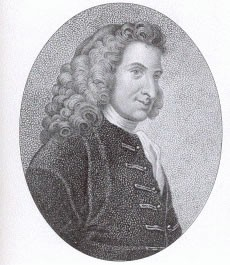
Fielding

  - The History of Tom Jones, a Foundling (im Deutschen: Tom Jones: Die Geschichte eines Findelkindes)

Band 38
- Charles de Secondat, Baron de Montesquieu Montes-quieu

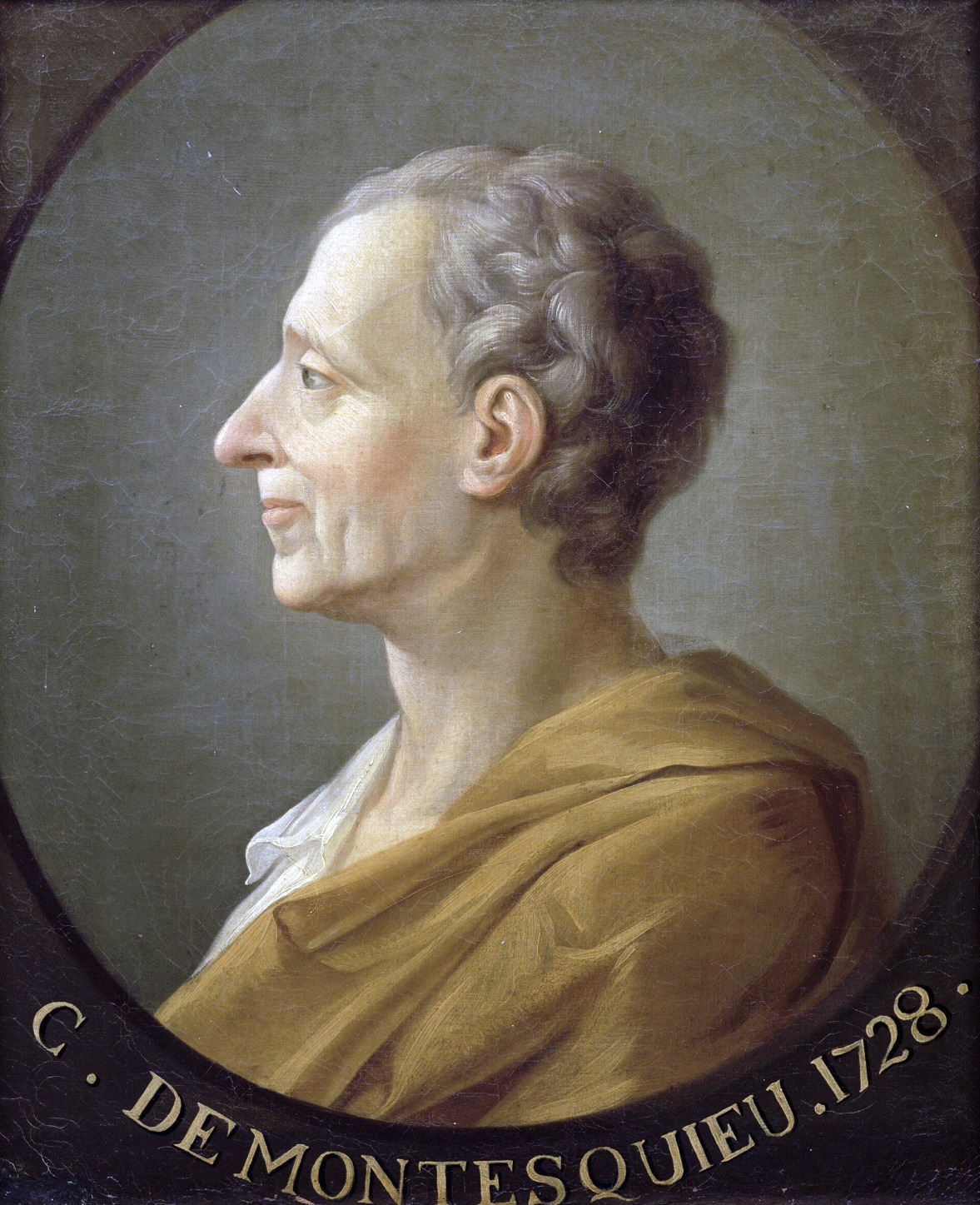
Montes-quieu

  - The Spirit of the Laws (im Deutschen: Vom Geist der Gesetze)
- Jean-Jacques Rousseau Rousseau

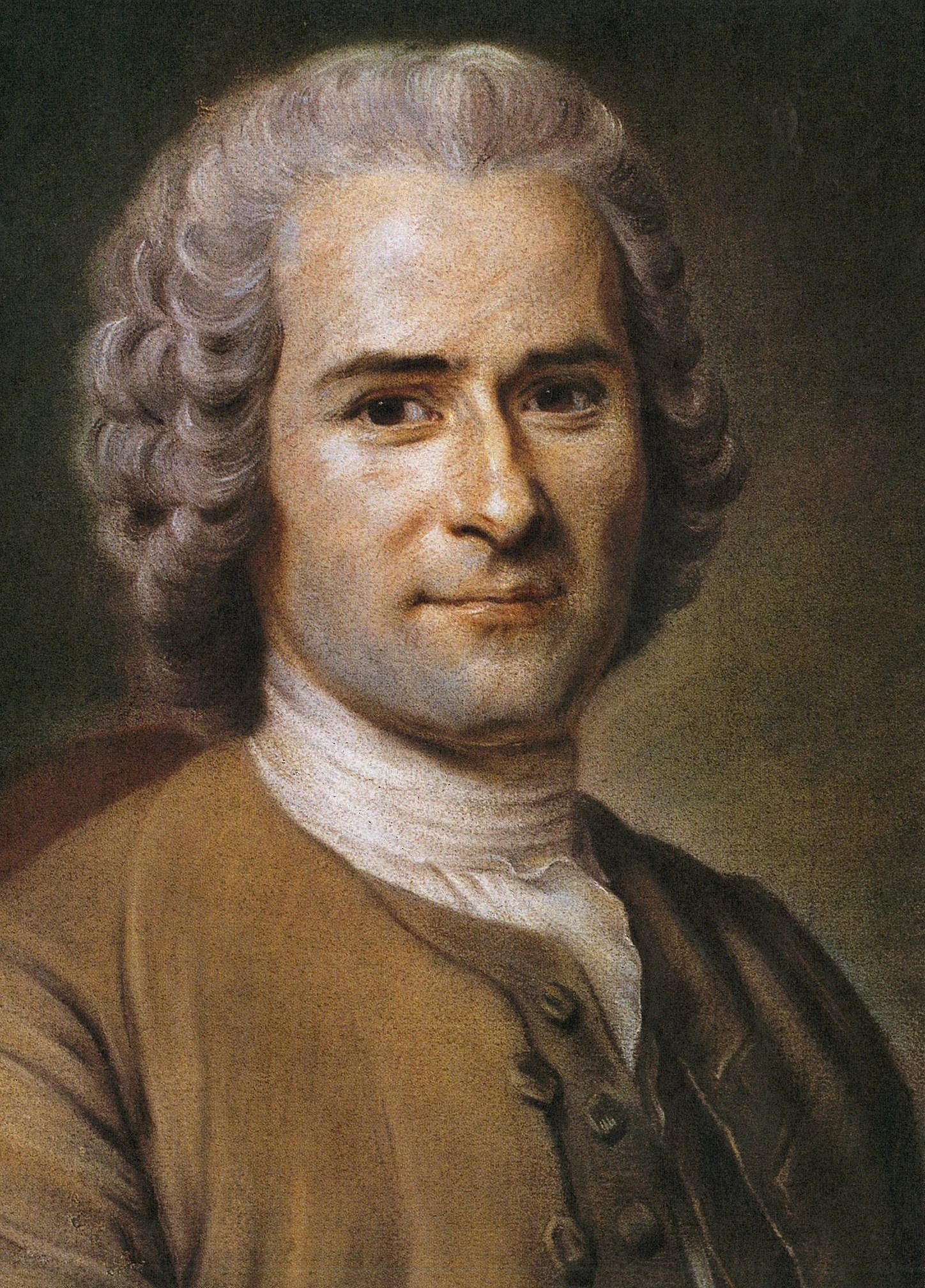
Rousseau

  - A Discourse on the Origin of Inequality (im Deutschen: Abhandlung über den Ursprung und die Grundlagen der Ungleichheit unter den Menschen)
  - A Discourse on Political Economy (im Französischen: Économie politique)
  - The Social Contract (im Deutschen: Vom Gesellschaftsvertrag oder Prinzipien des Staatsrechtes)

Band 39
- Adam Smith Smith

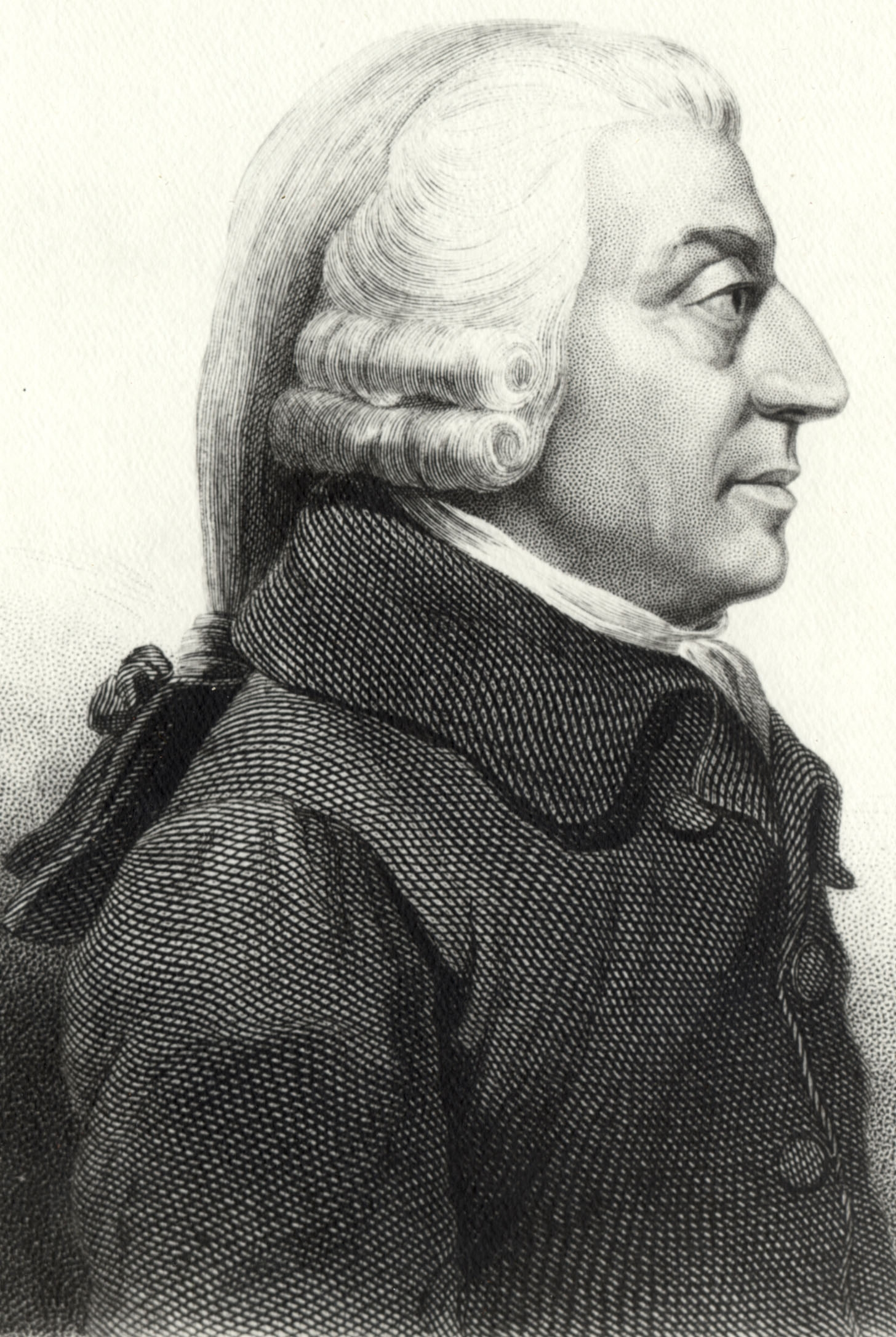
Smith

  - An Inquiry into the Nature and Causes of the Wealth of Nations (im Deutschen: Der Wohlstand der Nationen)

Band 40
- Edward Gibbon

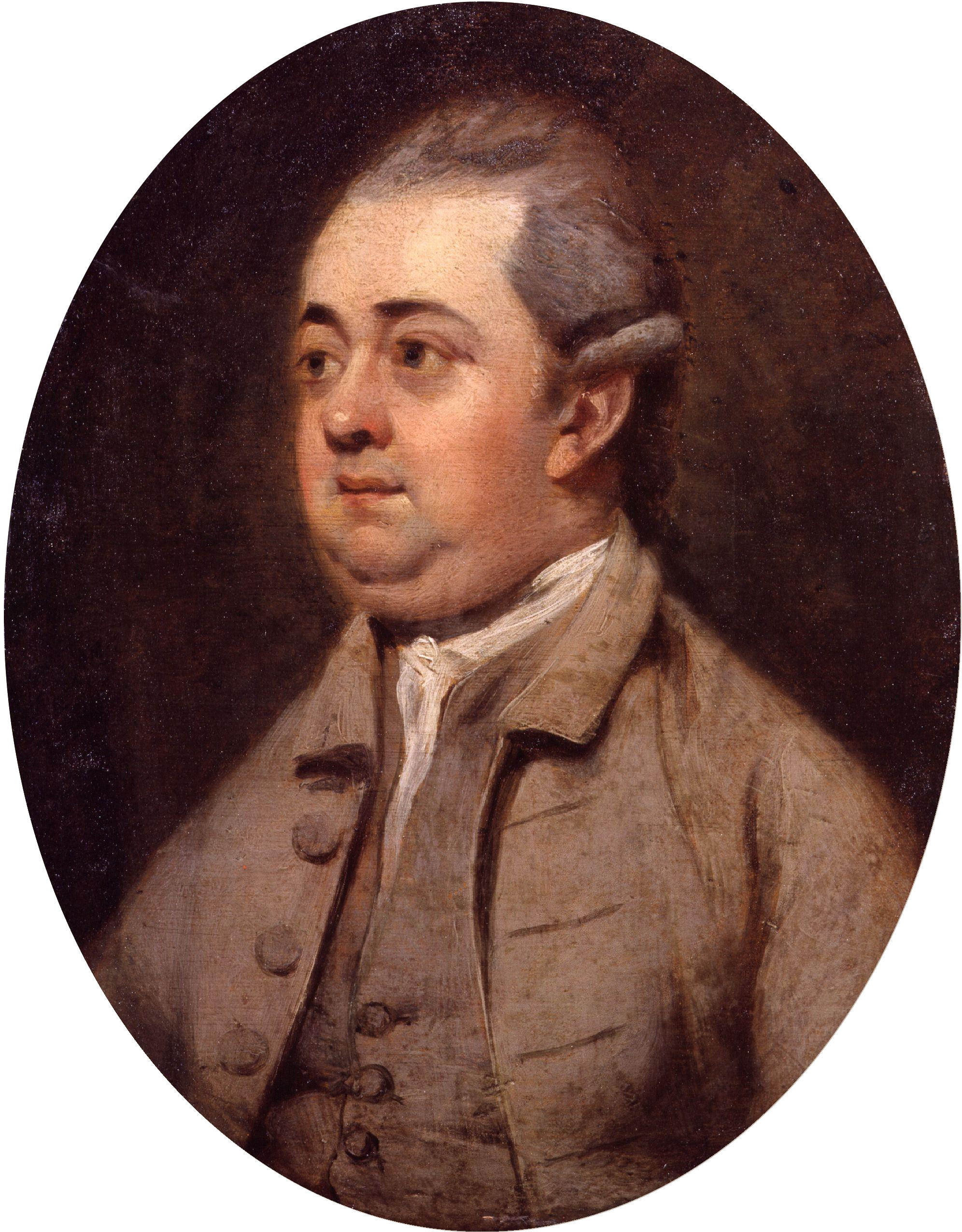
Gibbon

  - The History of the Decline and Fall of the Roman Empire (Teil 1)

Band 41
- Edward Gibbon Gibbon
  - The History of the Decline and Fall of the Roman Empire (Teil 2)

Band 42
- Immanuel Kant Kant

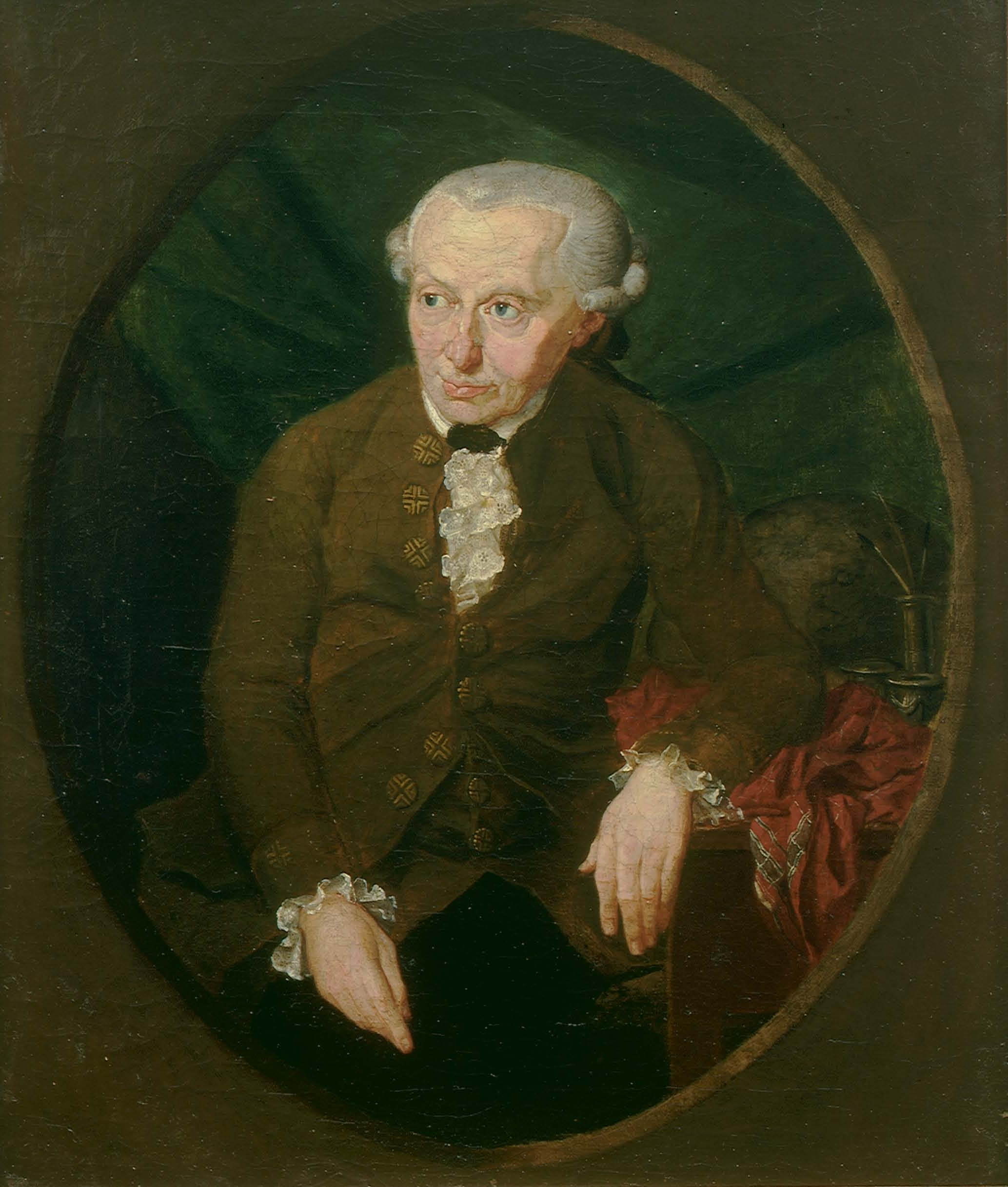
Kant

  - Critique of Pure Reason (im Deutschen: Kritik der reinen Vernunft)
  - Fundamental Principles of the Metaphysic of Morals (im Deutschen: Grundlegung zur Metaphysik der Sitten)
  - Critique of Practical Reason (im Deutschen: Kritik der praktischen Vernunft)
  - Auszüge aus The Metaphysics of Morals (im Deutschen: Die Metaphysik der Sitten)
  - The Critique of Judgement (im Deutschen: Kritik der Urteilskraft)

Band 43
- Dokumente des US-amerikanischen Staates
  - Declaration of Independence (im Deutschen: Unabhängigkeitserklärung der Vereinigten Staaten)
  - Articles of Confederation (im Deutschen: Konföderationsartikel)
  - The Constitution of the United States of America (im Deutschen: Verfassung der Vereinigten Staaten)
- Alexander Hamilton, James Madison, John Jay JayMadisonHamilton

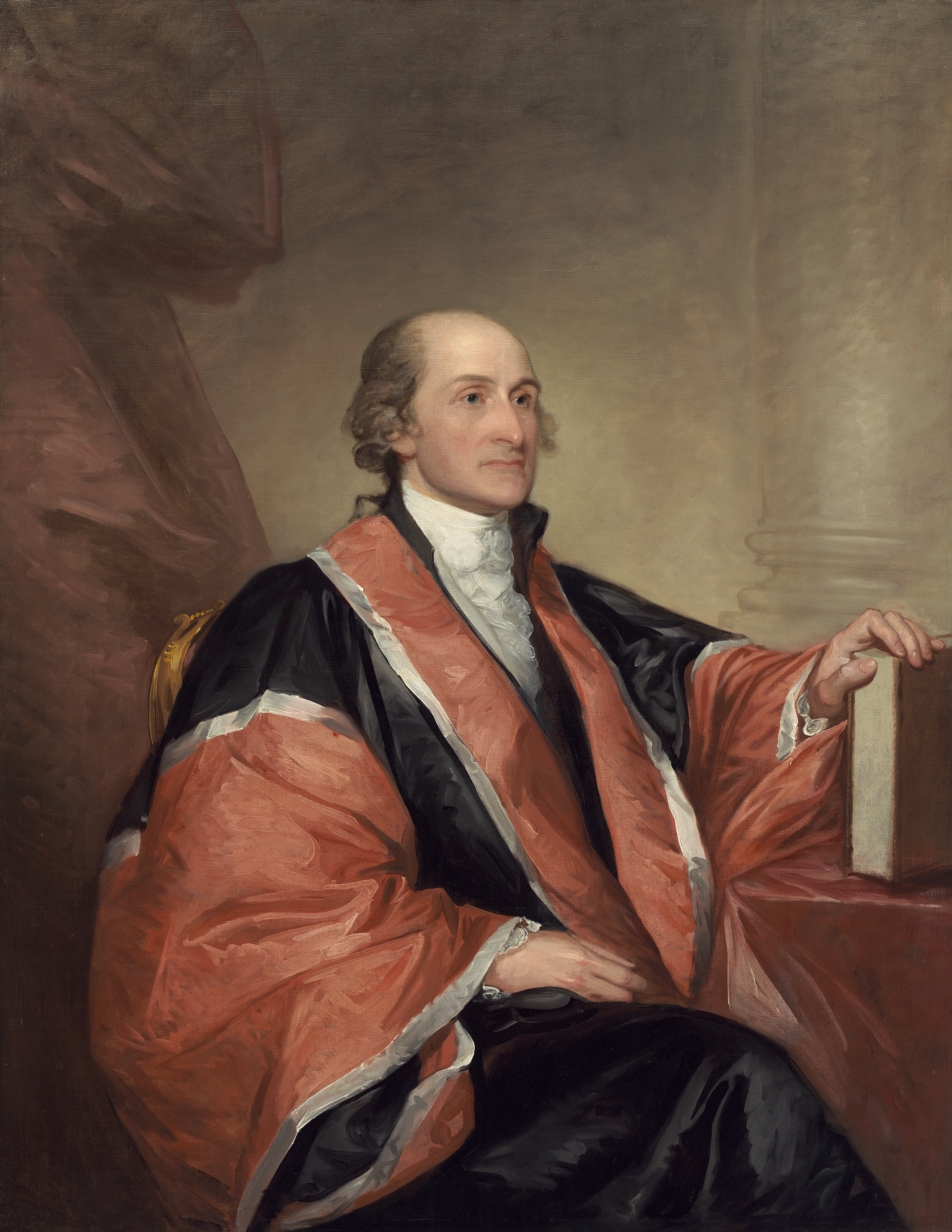
Jay

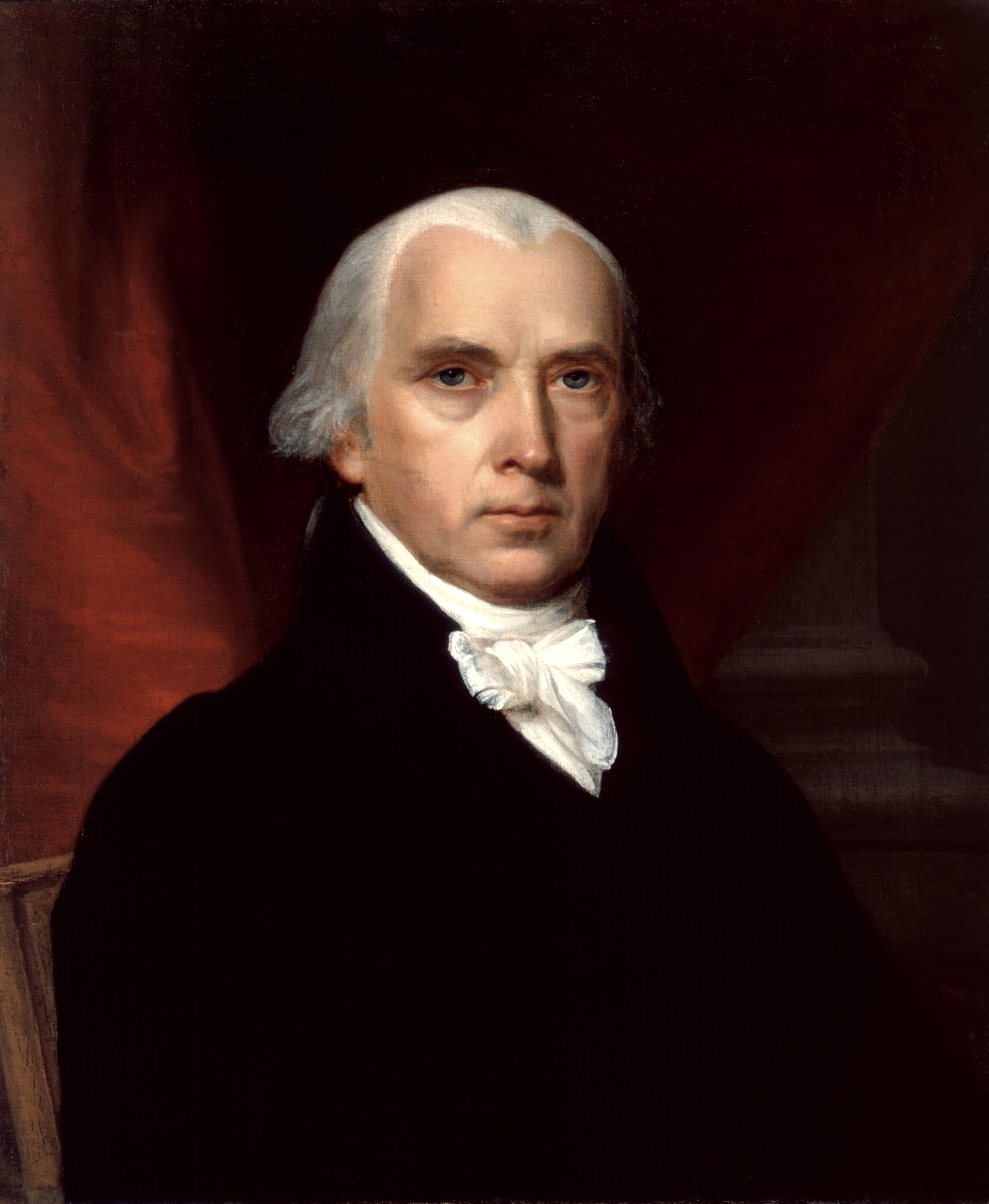
Madison

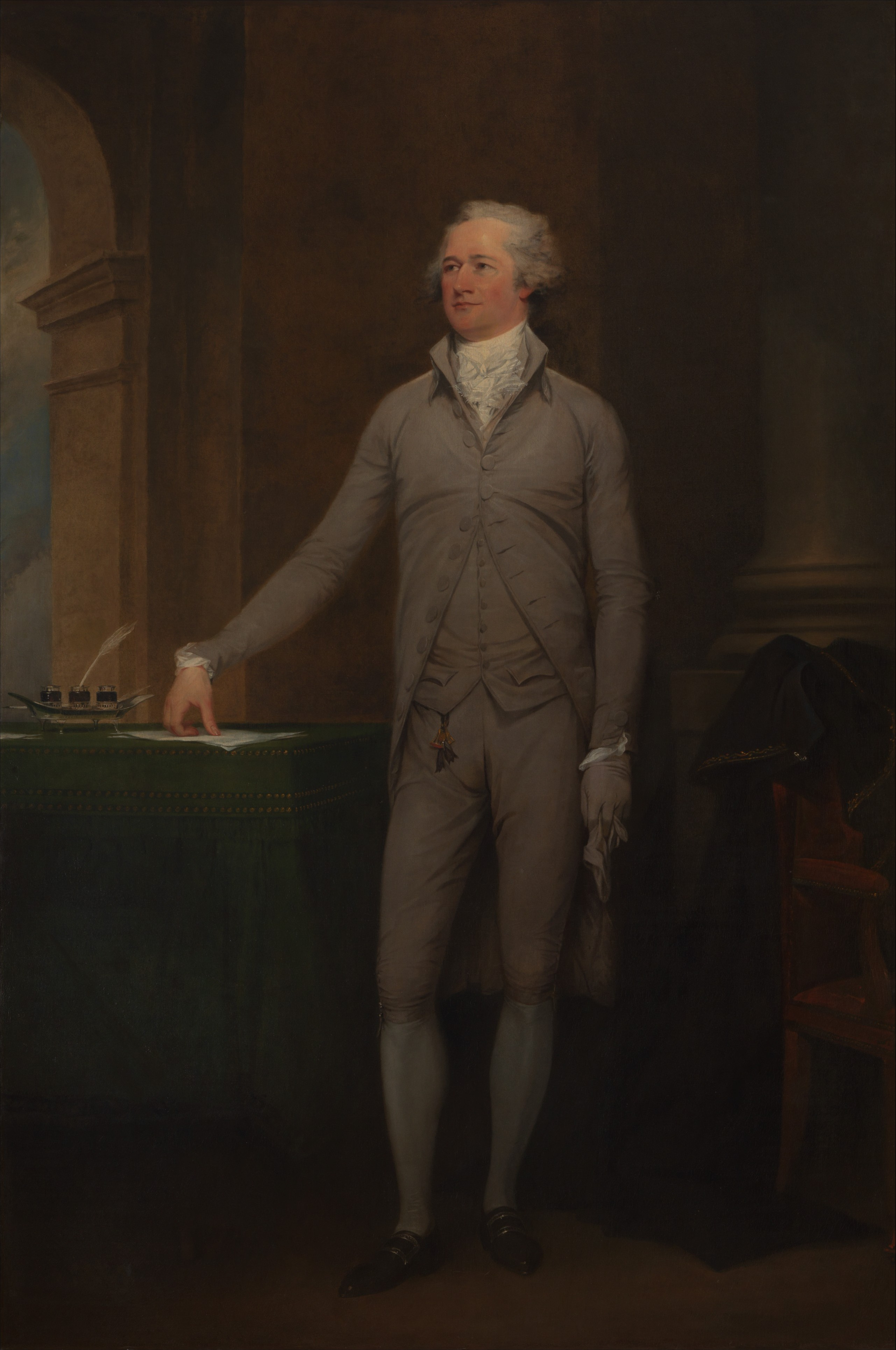
Hamilton

  - The Federalist (im Deutschen: Föderalistenartikel)
- John Stuart Mill Mill
  - On Liberty

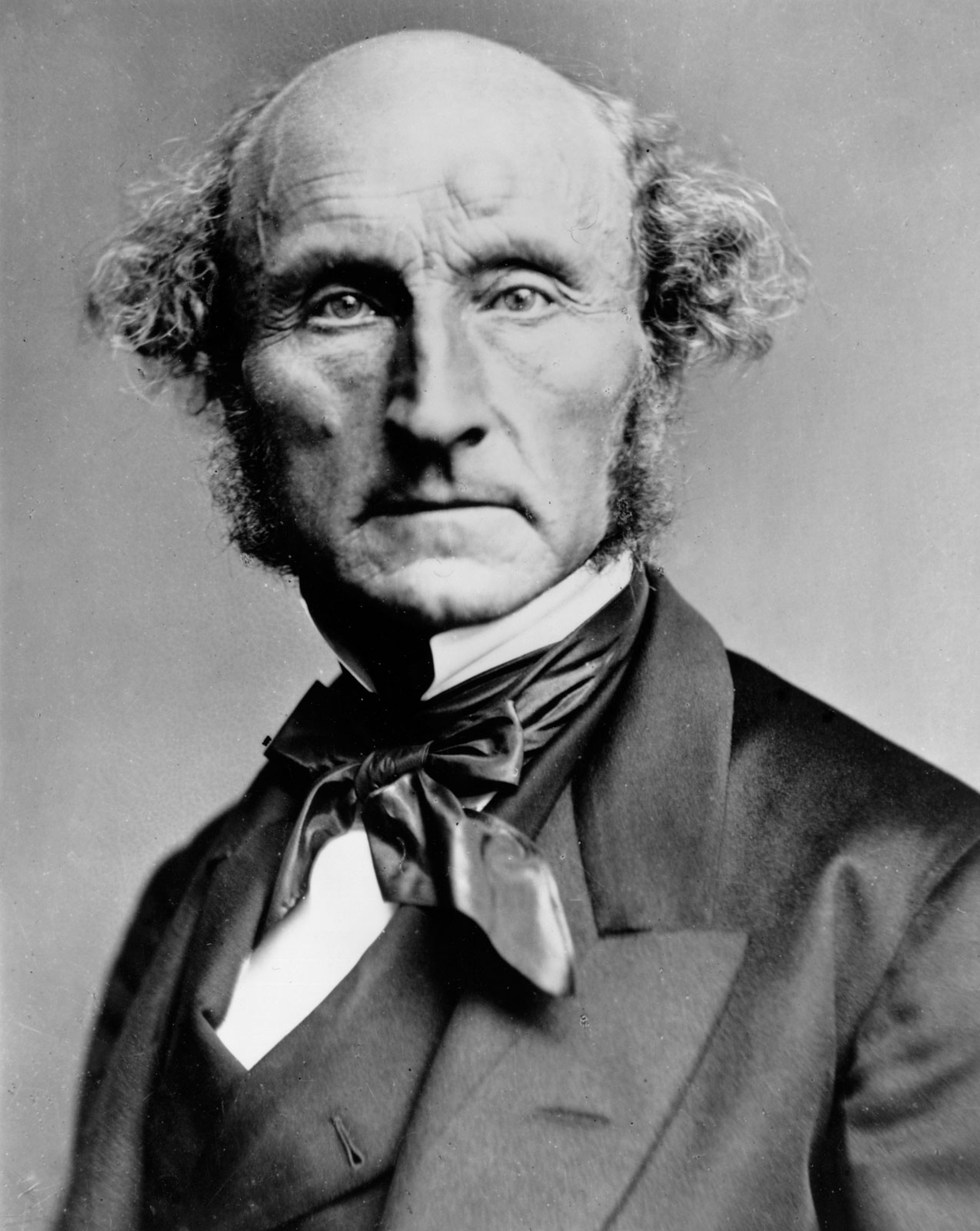
Mill

  - Considerations on Representative Government
  - Utilitarianism (im Deutschen: Der Utilitarismus)

Band 44
- James Boswell Boswell

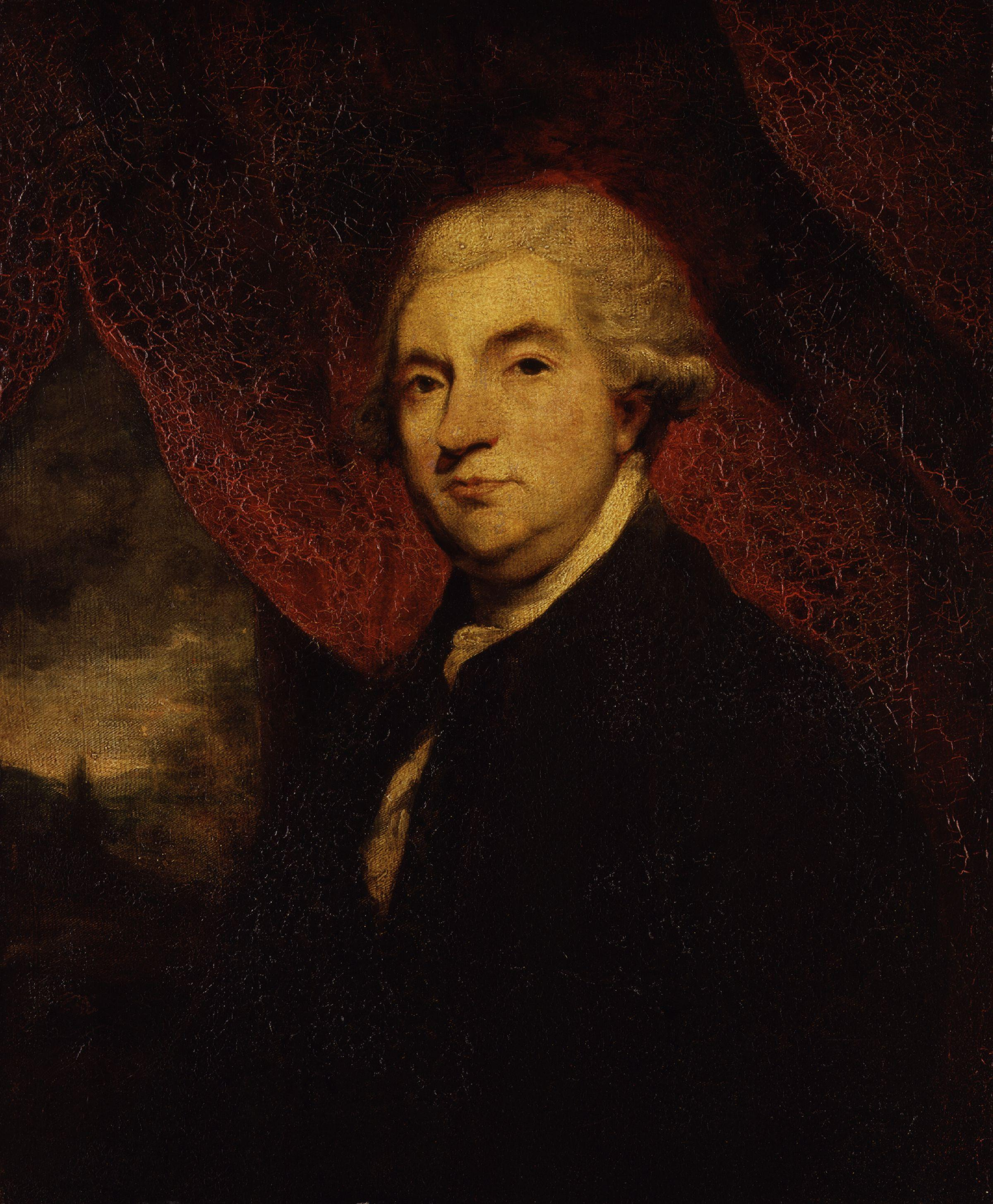
Boswell

  - The Life of Samuel Johnson, LL.D. (im Deutschen: Dr. Samuel Johnson. Leben und Meinungen)

Band 45
- Antoine Laurent de Lavoisier Lavoisier

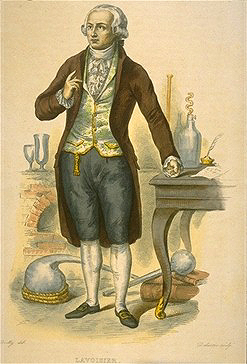
Lavoisier

  - Elements of Chemistry (im Französischen: Traité Élémentaire de Chimie)
- Joseph Fourier Fourier

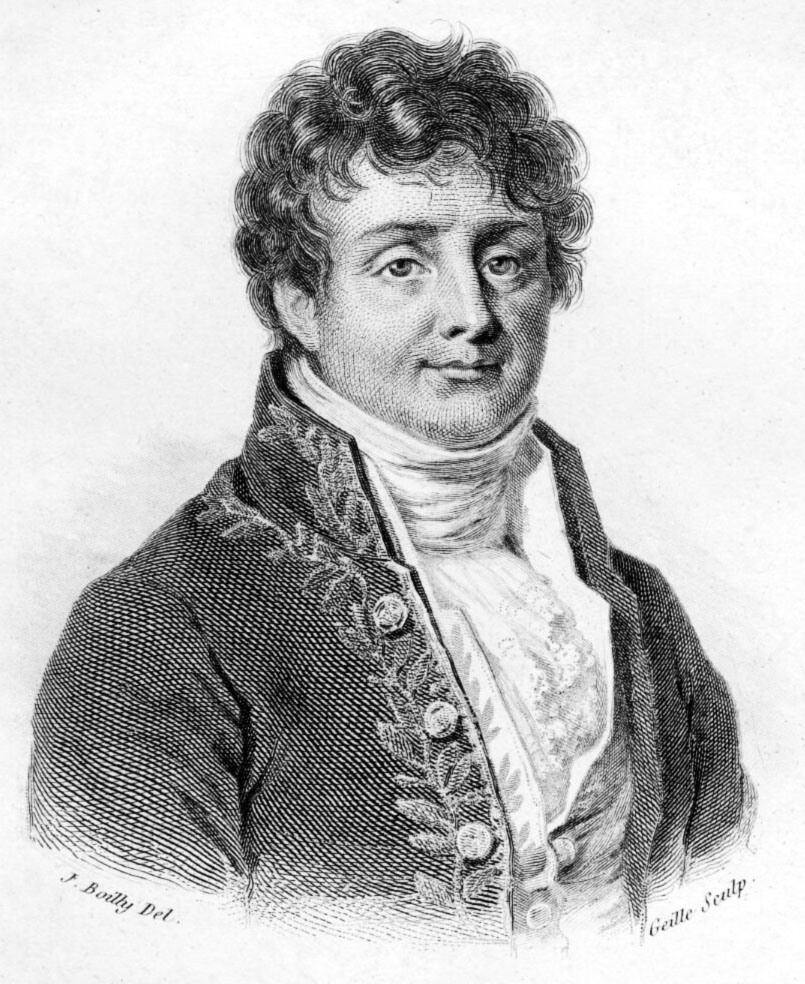
Fourier

  - Analytical Theory of Heat (im Französischen: Théorie analytique de la chaleur)
- Michael Faraday Faraday

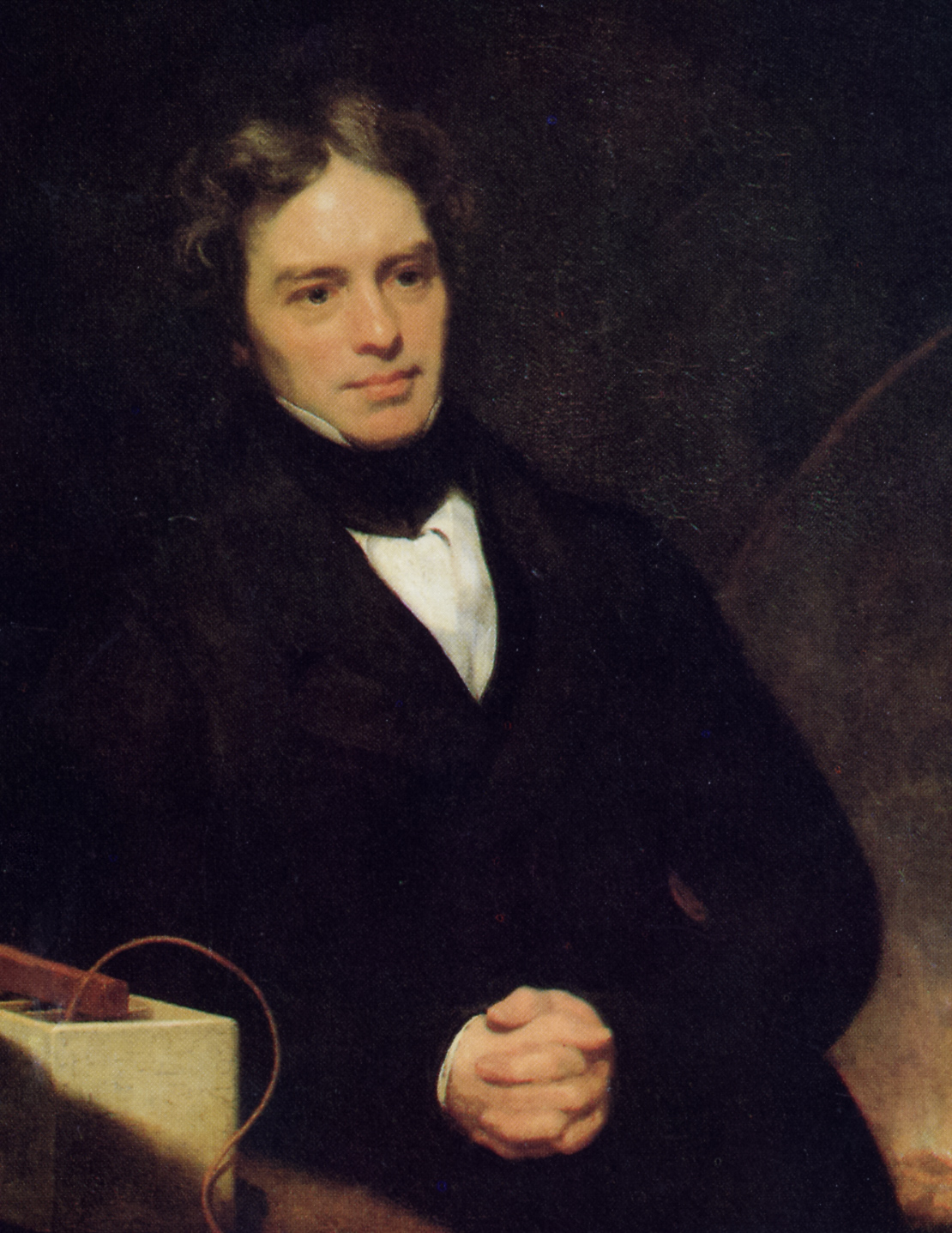
Faraday

  - Experimental Researches in Electricity

Band 46
- Georg Wilhelm Friedrich Hegel Hegel

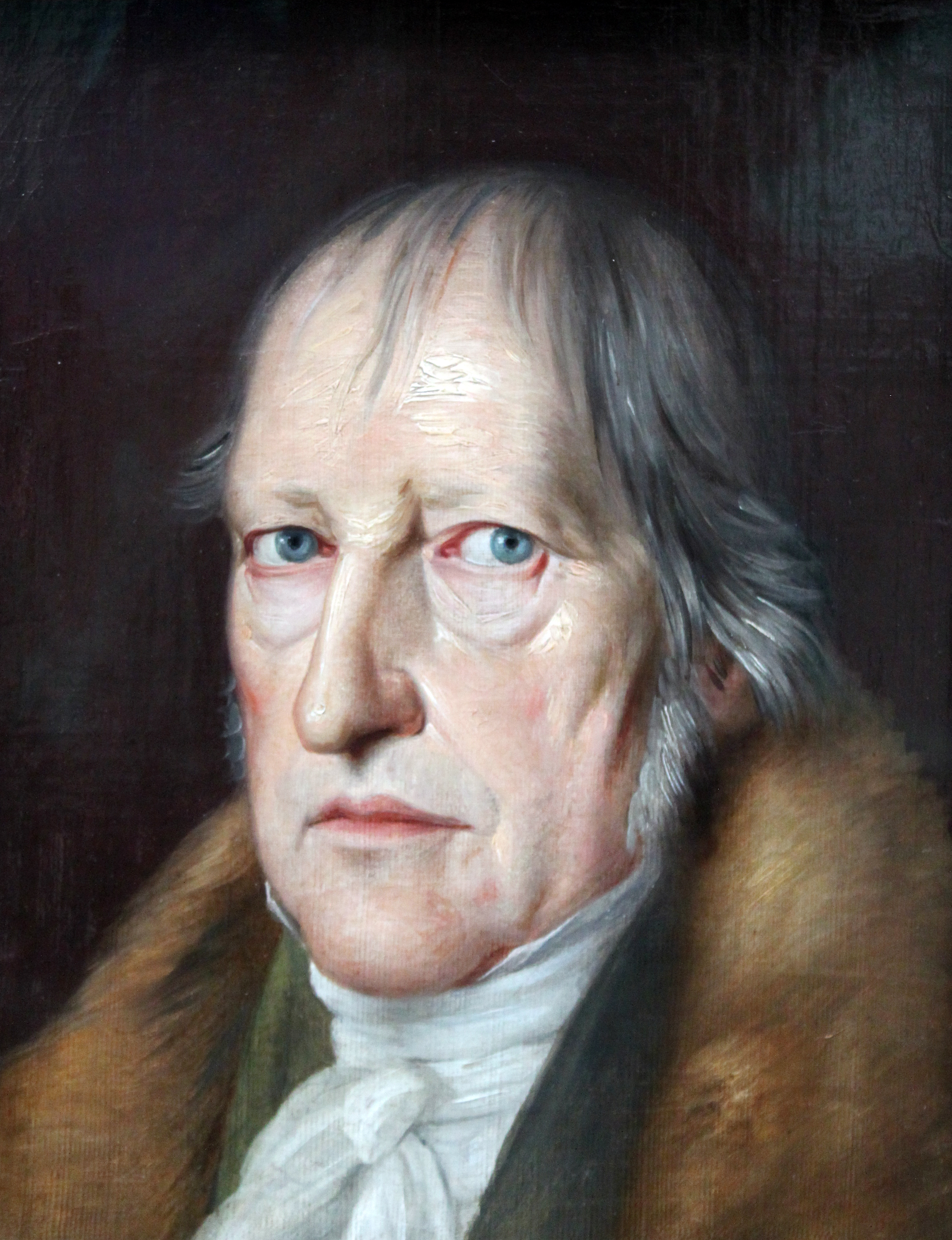
Hegel

  - The Philosophy of Right (im Deutschen: Grundlinien der Philosophie des Rechts)
  - The Philosophy of History (im Deutschen: Vorlesungen über die Philosophie der Geschichte)

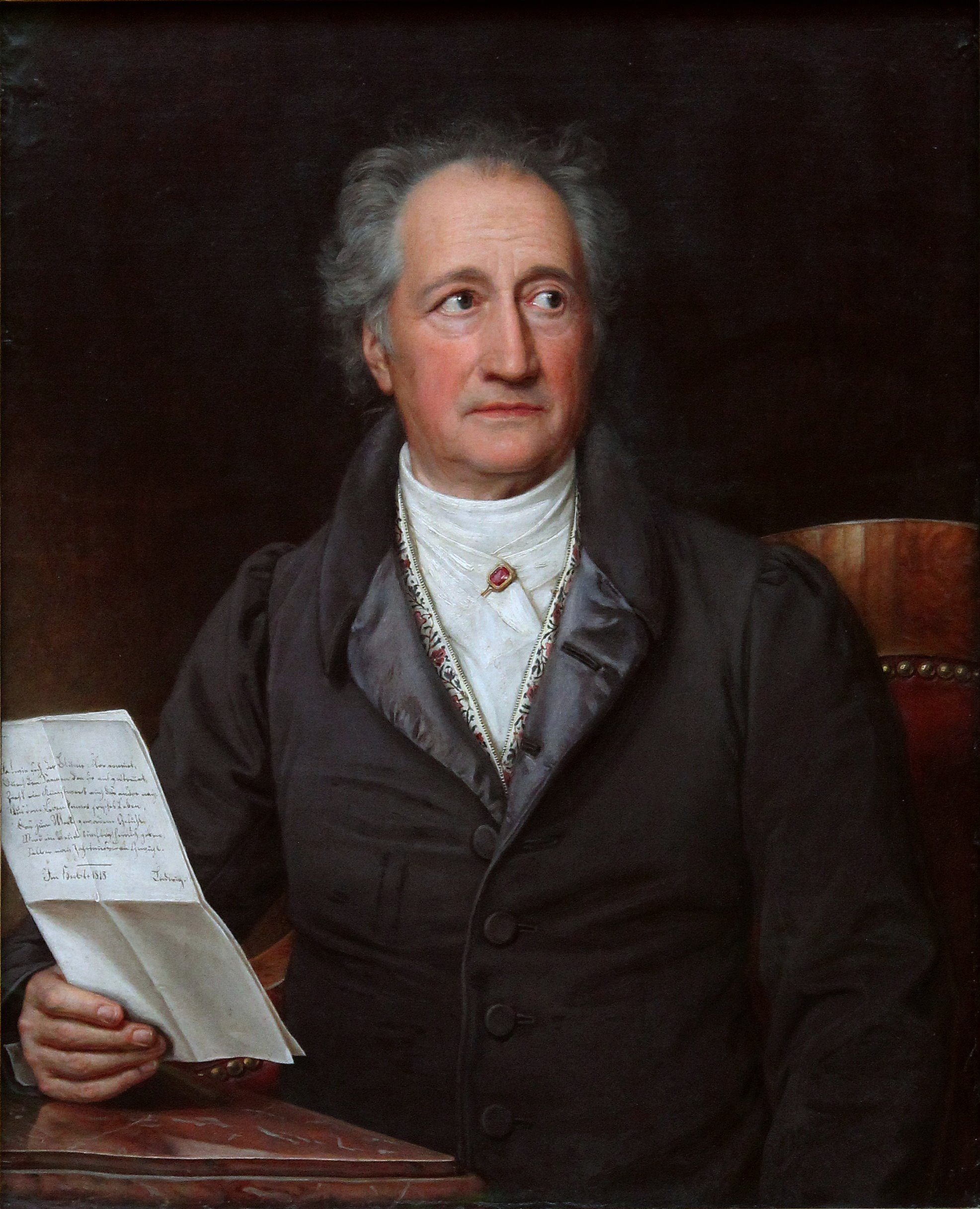
Goethe

Band 47
- Johann Wolfgang von Goethe Goethe
  - Faust

Band 48
- Herman Melville Melville

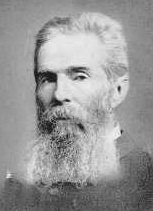
Melville

  - Moby Dick; or, The Whale (im Deutschen: Moby-Dick)

Band 49
- Charles Darwin Darwin

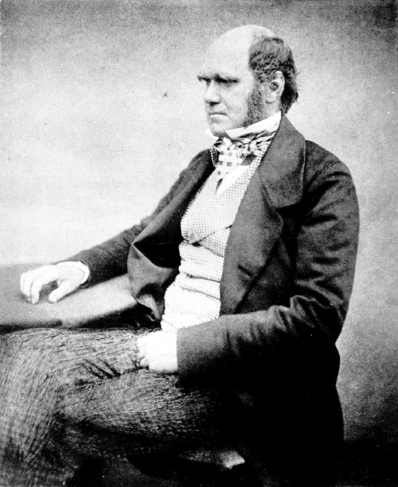
Darwin

  - The Origin of Species by Means of Natural Selection (im Deutschen: Über die Entstehung der Arten)
  - The Descent of Man, and Selection in Relation to Sex (im Deutschen: Die Abstammung des Menschen und die geschlechtliche Zuchtwahl)

Band 50
- Karl Marx Marx

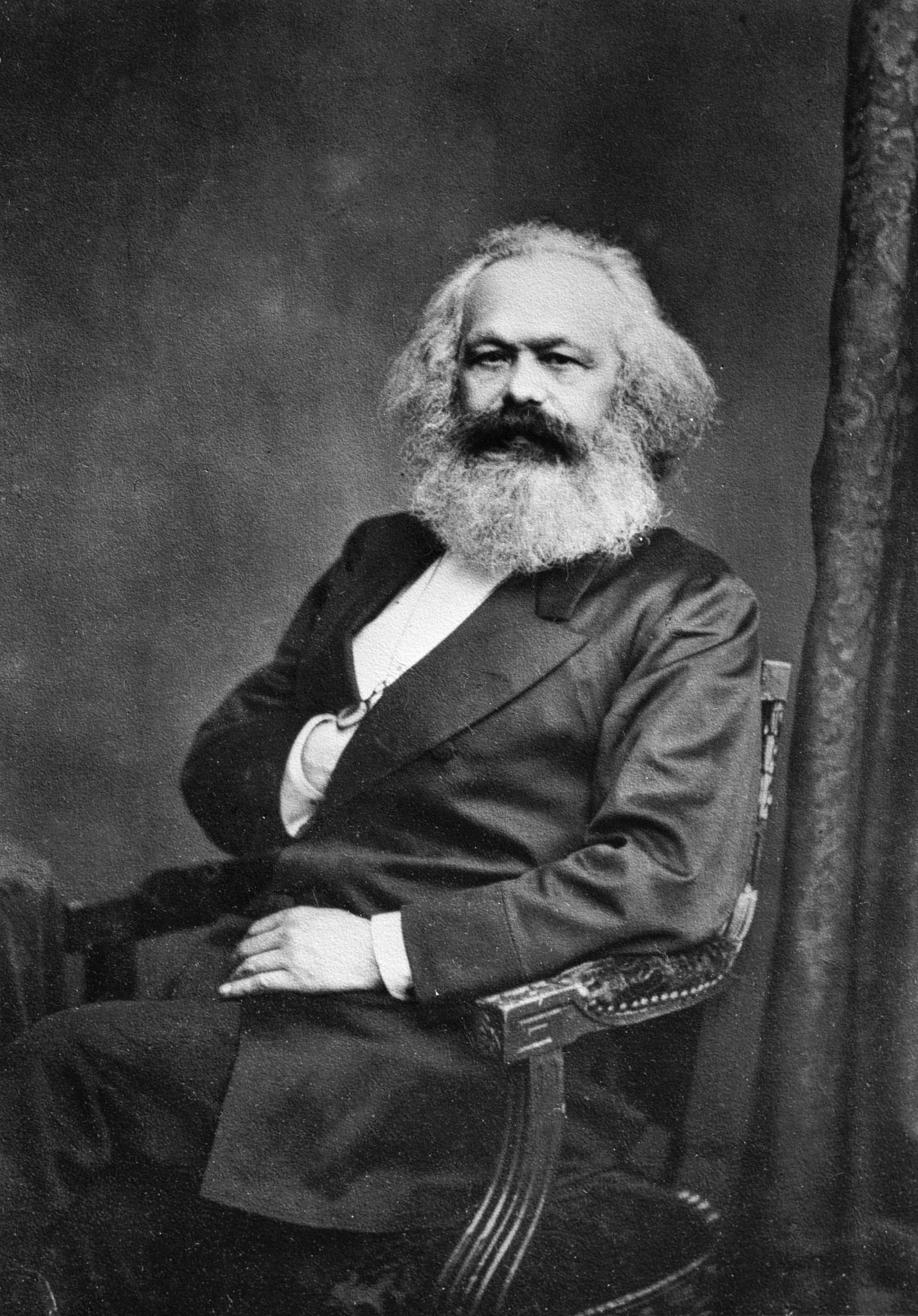
Marx

  - Capital (im Deutschen: Das Kapital)
- Karl Marx und Friedrich Engels
  - Manifesto of the Communist Party (im Deutschen: Manifest der Kommunistischen Partei)

Band 51
- Lew Nikolajewitsch Tolstoi Tolstoi

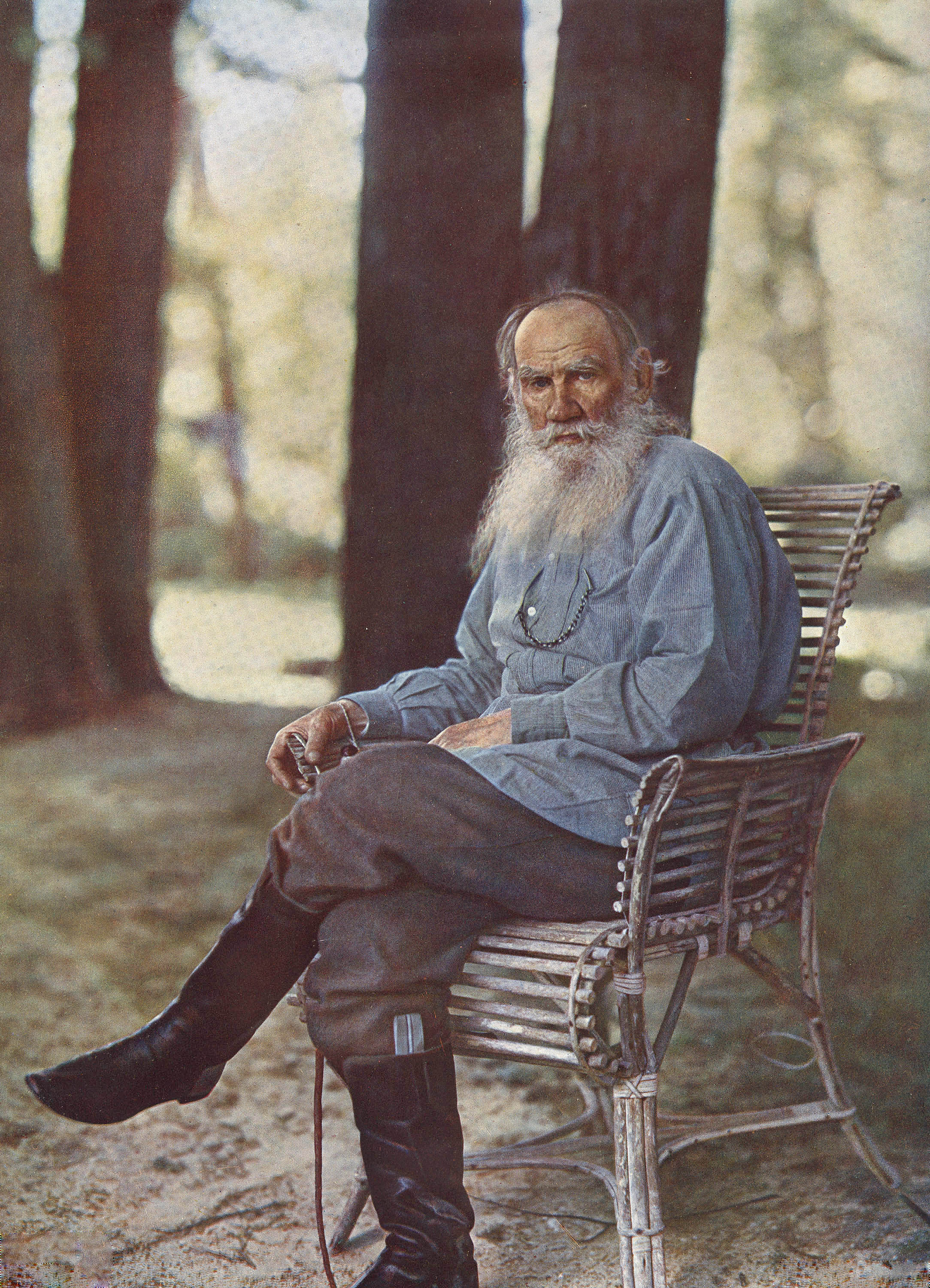
Tolstoi

  - War and Peace (im Deutschen: Krieg und Frieden)

Band 52
- Fjodor Michailowitsch Dostojewski Dostojewski

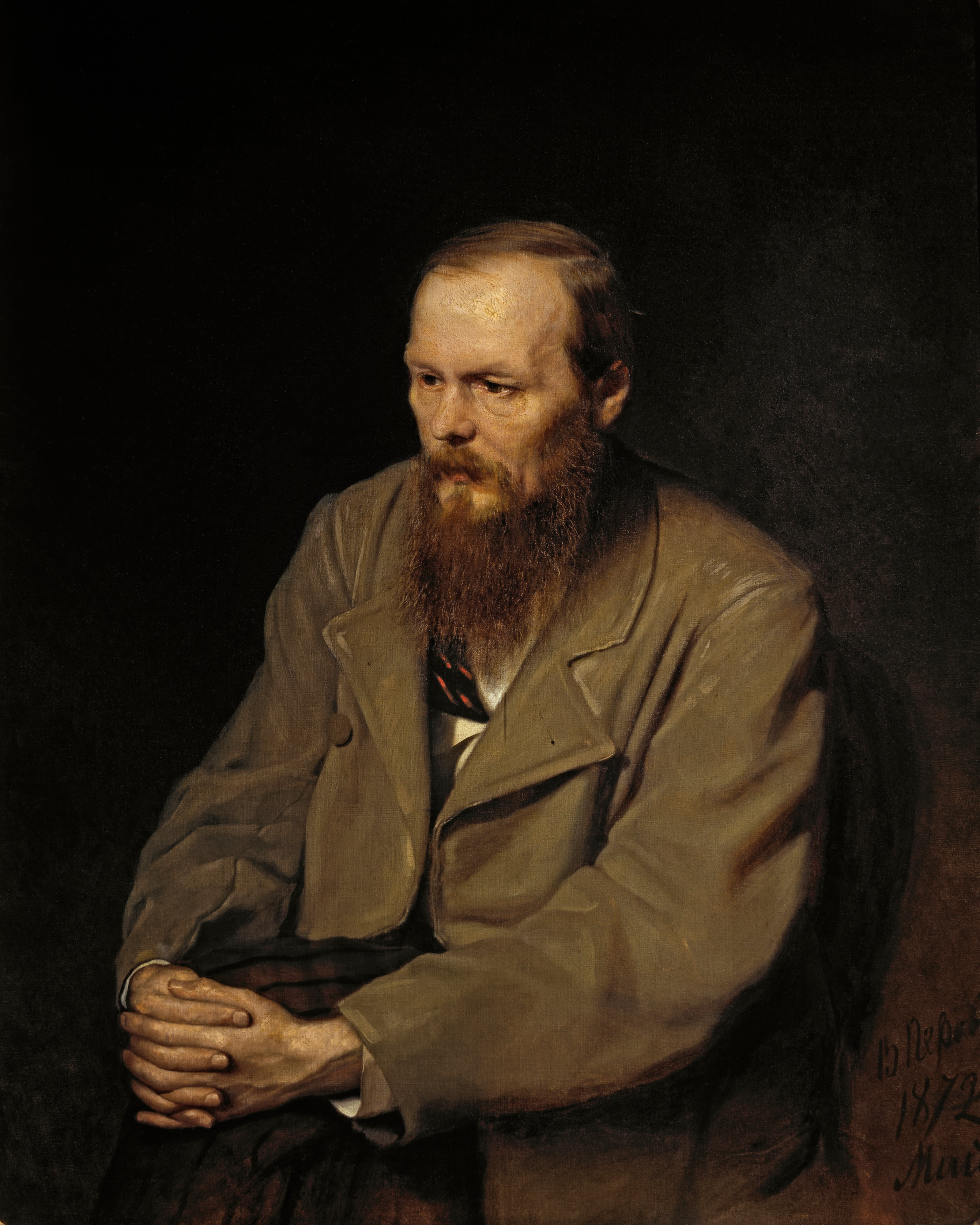
Dostojewski

  - The Brothers Karamazov (im Deutschen: Die Brüder Karamasow)

Band 53
- William James
  - The Principles of Psychology

Band 54
- Sigmund Freud Freud

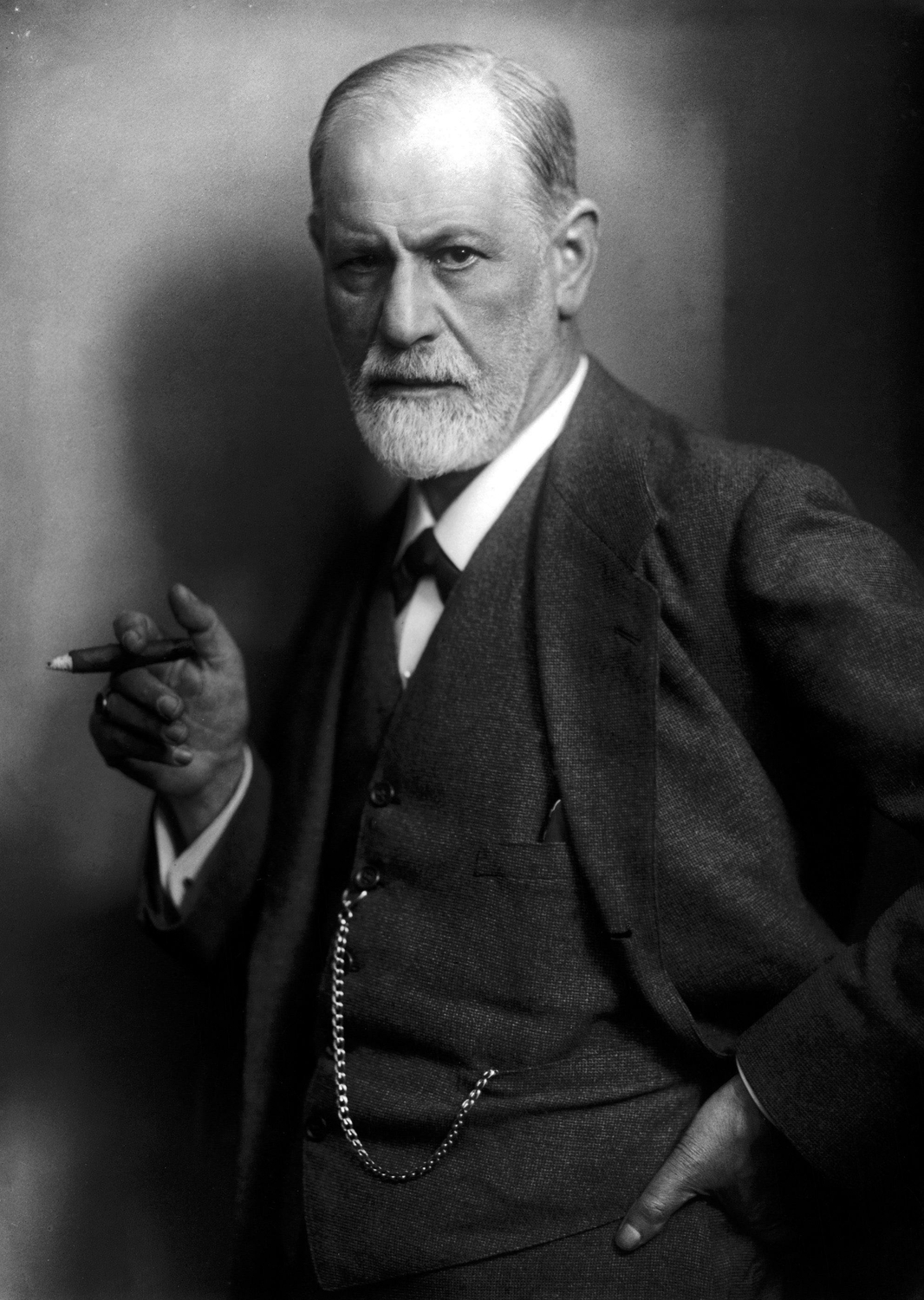
Freud

  - The Origin and Development of Psycho-Analysis (im Deutschen: Über Psychoanalyse. Fünf Vorlesungen)
  - Selected Papers on Hysteria (im Deutschen: Studien über Hysterie)
  - The Sexual Enlightenment of Children (im Deutschen: Zur sexuellen Aufklärung der Kinder)
  - The Future Prospects of Psycho-Analytic Therapy (im Deutschen: Die Zukünftigen Chancen der psychoanalytischen Therapie)
  - Observations on „Wild“ Psycho-Analysis (im Deutschen: Über „wilde“ Psychoanalyse)
  - The Interpretation of Dreams (im Deutschen: Die Traumdeutung)
  - On Narcissism (im Deutschen: Zur Einführung des Narzißmus)
  - Instincts and Their Vicissitudes (im Deutschen: Triebe und Triebschicksale)
  - Repression (im Deutschen: Die Verdrängung)
  - The Unconscious (im Deutschen: Das Unbewusste (Freud))
  - A General Introduction to Psycho-Analysis (im Deutschen: Vorlesungen zur Einführung in die Psychoanalyse)
  - Beyond the Pleasure Principle (im Deutschen: Jenseits des Lustprinzips)
  - Group Psychology and the Analysis of the Ego (im Deutschen: Massenpsychologie und Ich-Analyse)
  - The Ego and the Id (im Deutschen: Das Ich und das Es)
  - Inhibitions, Symptoms, and Anxiety (im Deutschen: Hemmung, Symptom und Angst (Freud))
  - Thoughts for the Times on War and Death (im Deutschen: Zeitgemäßes über Krieg und Tod)
  - Civilization and Its Discontents (im Deutschen: Das Unbehagen in der Kultur)
  - New Introductory Lectures on Psycho-Analysis (im Deutschen: Neue Folge der Vorlesungen zur Einführung in die Psychoanalyse (Freud))

### Zweite Ausgabe
Die zweite Ausgabe der Great Books of the Western World, erschienen 1990, verzeichnete eine Erweiterung der Buchreihe von vierundfünfzig auf sechzig Bände mit aktualisierten Übersetzungen. Die sechs neuen Bände beinhalten Werke des 20. Jahrhunderts, in der Erstausgabe war Sigmund Freud für diesen Zeitraum der einzige Vertreter gewesen. Die ursprünglichen vierundfünfzig Bände der Buchreihe wurden neu arrangiert, mit mehr Zusatzmaterial aus dem 20. Jahrhundert versehen und es wurden vier Texte gelöscht und zwar: On Conic Sections (im Deutschen: Über Kegelschnitte) von Apollonius, Tristram Shandy (im Deutschen: Leben und Ansichten von Tristram Shandy, Gentleman) von Laurence Sterne, Tom Jones (im Deutschen: Tom Jones: Die Geschichte eines Findelkindes) von Henry Fielding und Analytical Theory of Heat (im Französischen: Théorie analytique de la chaleur) von Joseph Fourier.

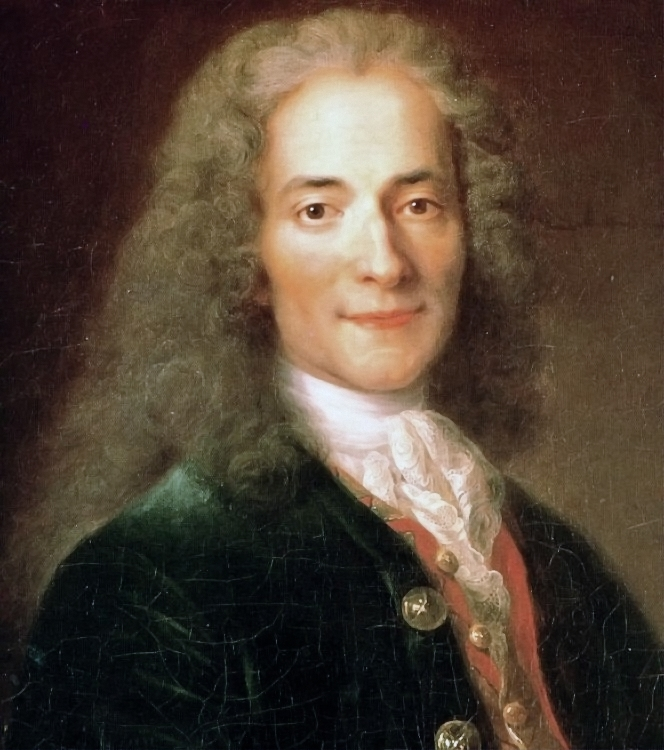
Voltaire

Später bedauerte Mortimer Adler, dass er On Conic Sections und Tom Jones fallen gelassen hatte. Adler war auch mit der Aufnahme von Voltaires Candide (im Deutschen: Candide oder der Optimismus) unzufrieden und bemängelte, dass das Syntopicon keine Verweise auf den Koran enthielt. Außerdem kritisierte er, dass die Buchreihe zu stark westeuropäisch geprägt sei und zu wenig Frauen und Minderheiten als Autoren hatte.
Die Bände der zweiten Ausgabe der Great Books of the Western World enthalten die folgenden Werke:
Band 1 – Band 19
- Unveränderter Inhalt

Band 20
- John Calvin Calvin

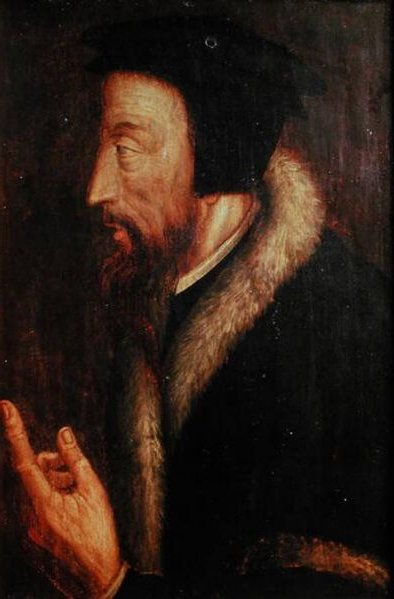
Calvin

  - Institutes of the Christian Religion (Auszüge) (im Lateinischen: Institutio Christianae Religionis)

Band 21 – Band 22
- Unveränderter Inhalt

Band 23
- Erasmus von Rotterdam Erasmus

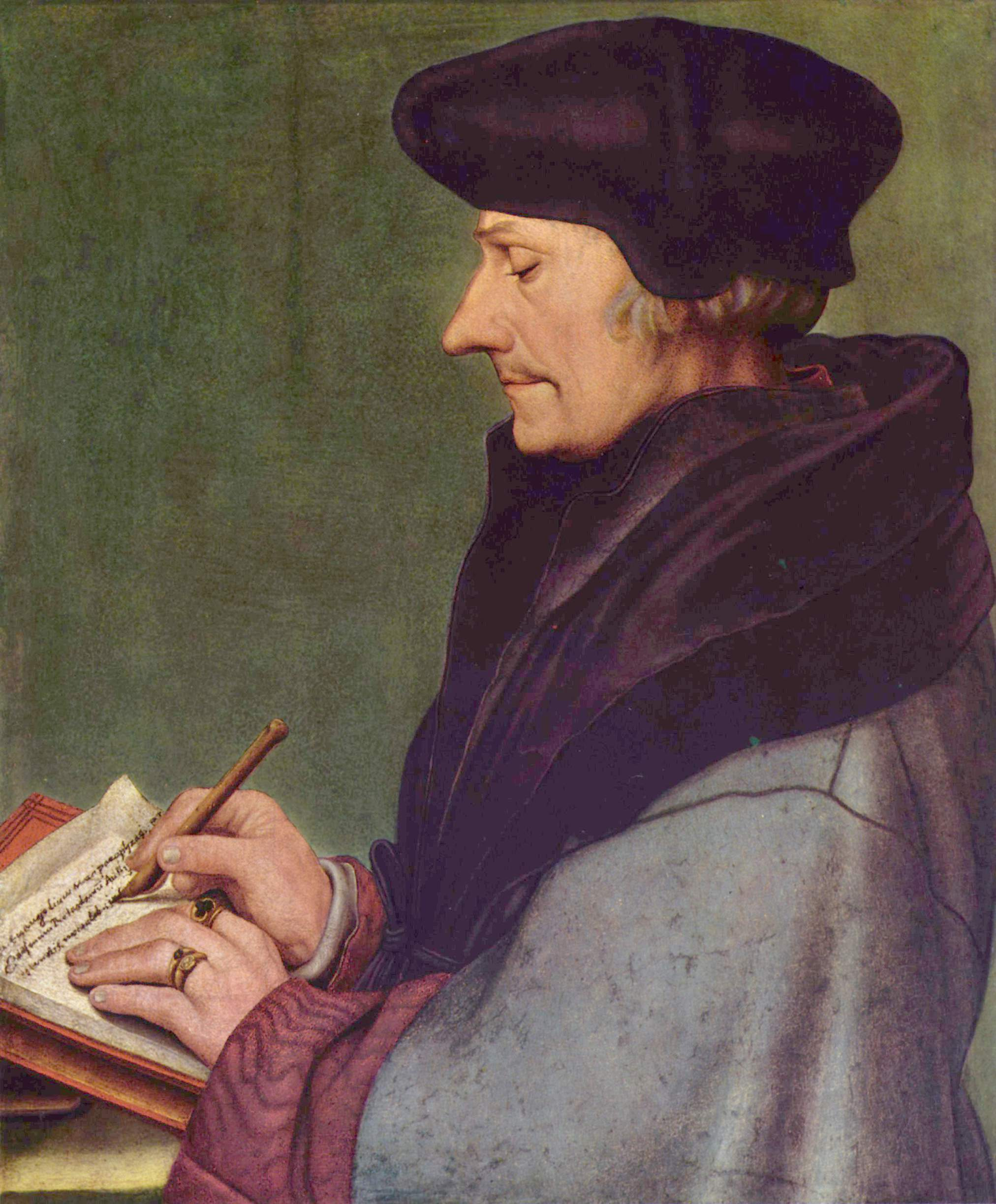
Erasmus

  - The Praise of Folly (im Deutschen: Lob der Torheit)

Band 24 – Band 30
- Unveränderter Inhalt

Band 31
- Molière Molière

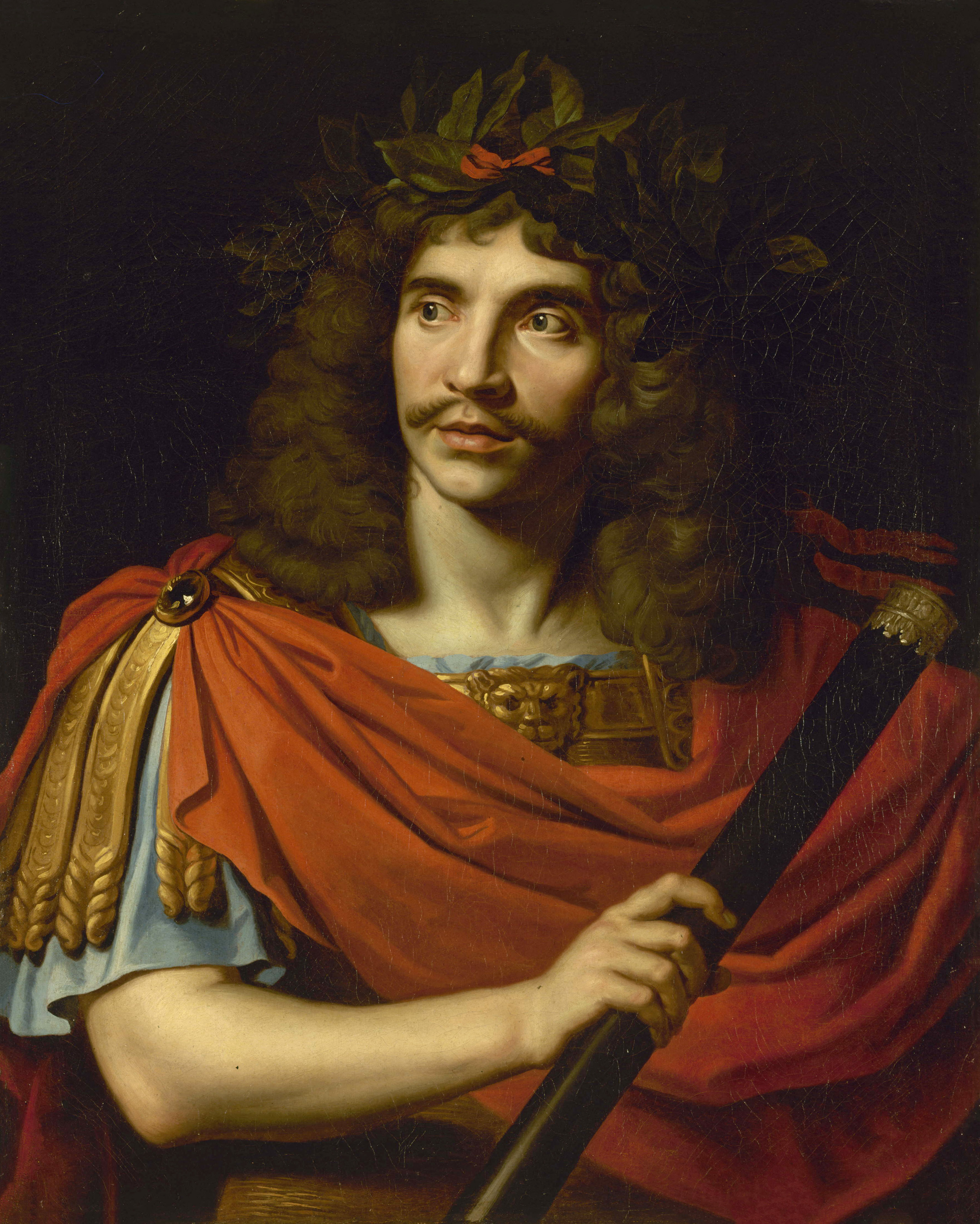
Molière

  - The School for Wives (im Deutschen: Die Schule der Frauen)
  - Die Kritiken zu „Die Schule der Frauen“
  - Tartuffe (im Deutschen: Tartuffe)
  - Don Juan (im Deutschen: Don Juan)
  - The Miser (im Deutschen: Der Geizige)
  - The Would-Be Gentleman (im Deutschen: Der Bürger als Edelmann)
  - The Imaginary Invalid (im Deutschen: Der eingebildet Kranke)
- Jean RacineRacine

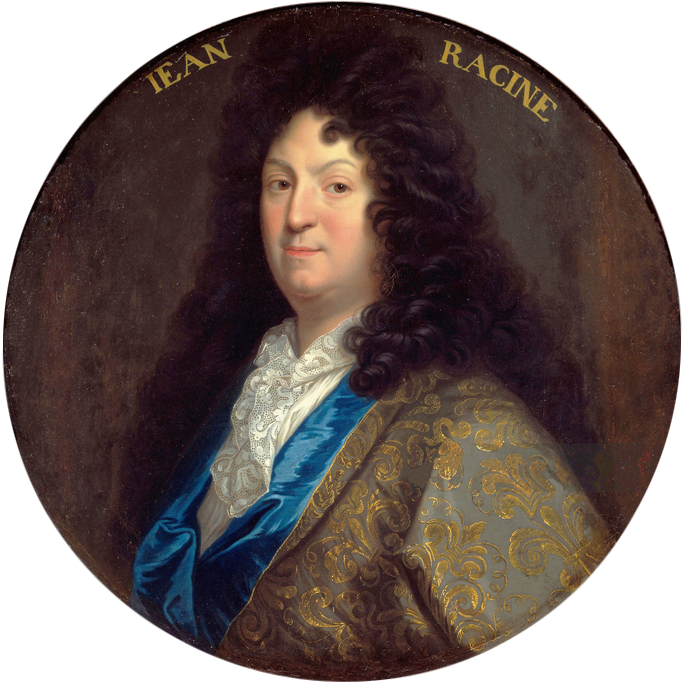
Racine

  - Bérénice (im Französischen: Bérénice)
  - Phèdre (im Französischen: Phèdre)

Band 32 – Band 33
- Unveränderter Inhalt Voltaire

Band 34
- Voltaire
  - Candide (im Deutschen: Candide oder der Optimismus)
- Denis Diderot Diderot

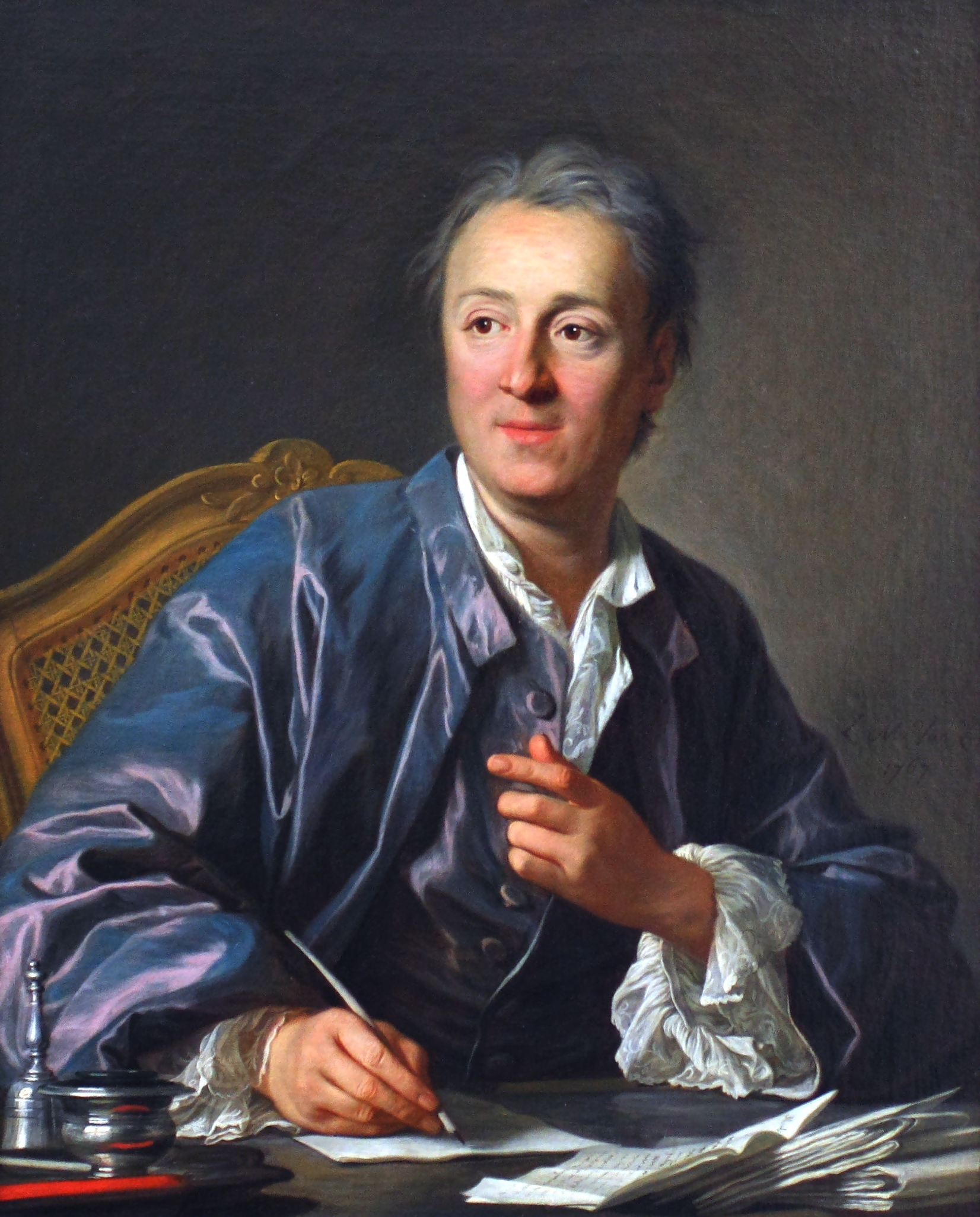
Diderot

  - Rameau's Nephew (im Deutschen: Rameaus Neffe)

Band 35 – Band 42
- Unveränderter Inhalt

Band 43
- Søren Kierkegaard Kierkegaard

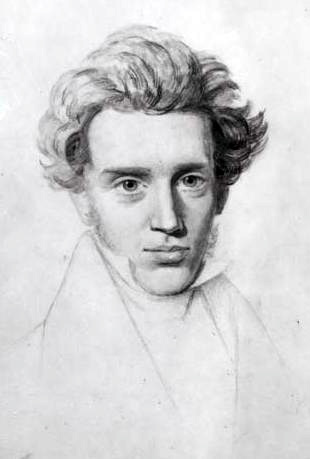
Kierkegaard

  - Fear and Trembling (im Deutschen: Furcht und Zittern)
- Friedrich Nietzsche Nietzsche

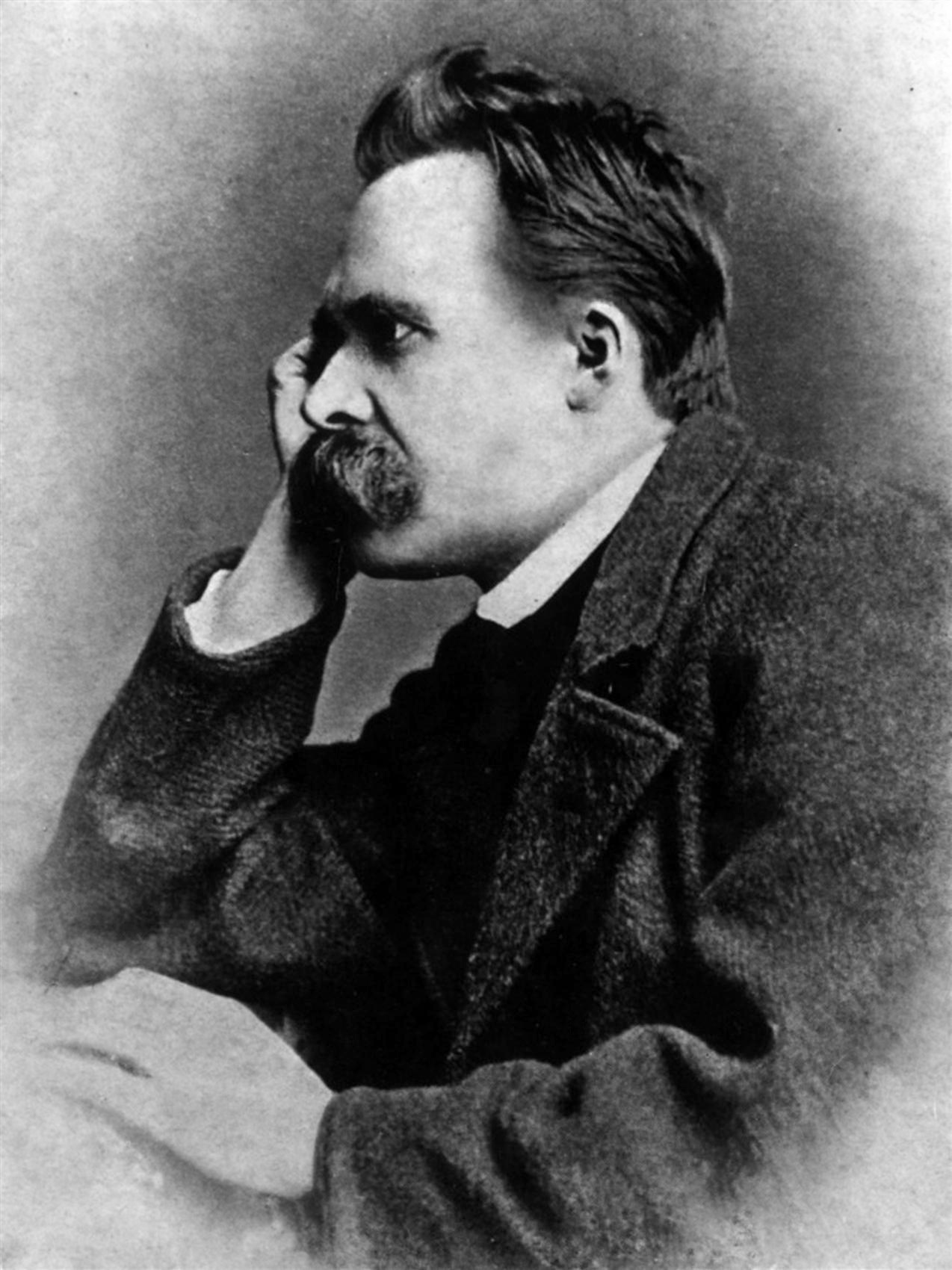
Nietzsche

  - Beyond Good and Evil (im Deutschen: Jenseits von Gut und Böse)

Band 44
- Alexis de Tocqueville Tocqueville

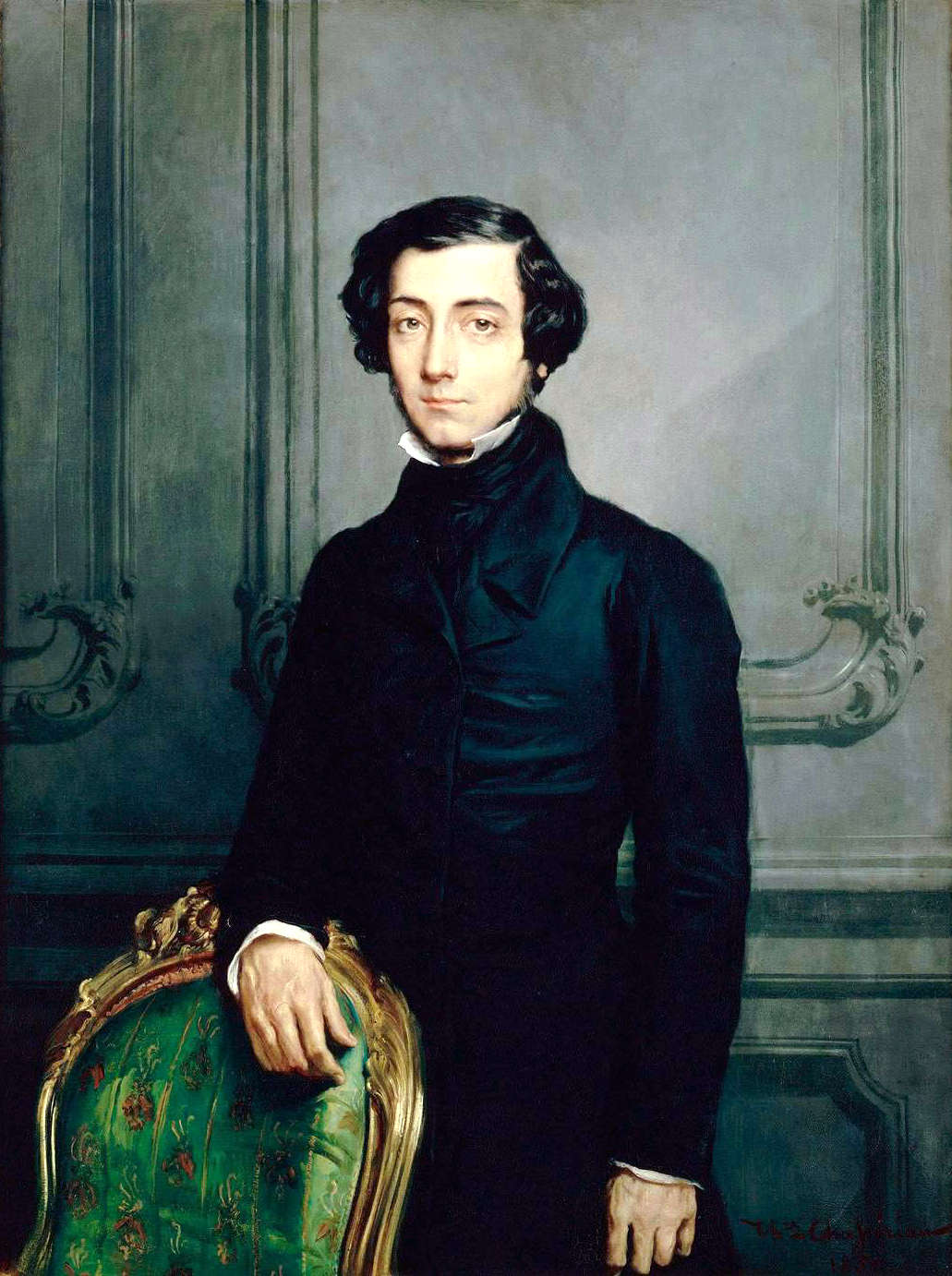
Tocqueville

  - Democracy in America (im Deutschen: Über die Demokratie in Amerika)

Band 45
- Honoré de Balzac Balzac

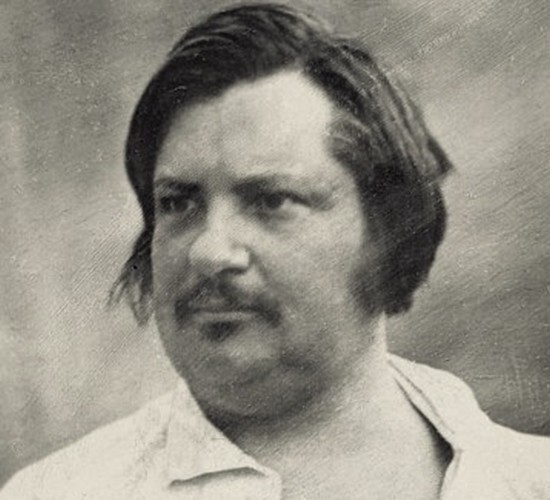
Balzac

  - Cousin Bette (im Französischen: La Cousine Bette)

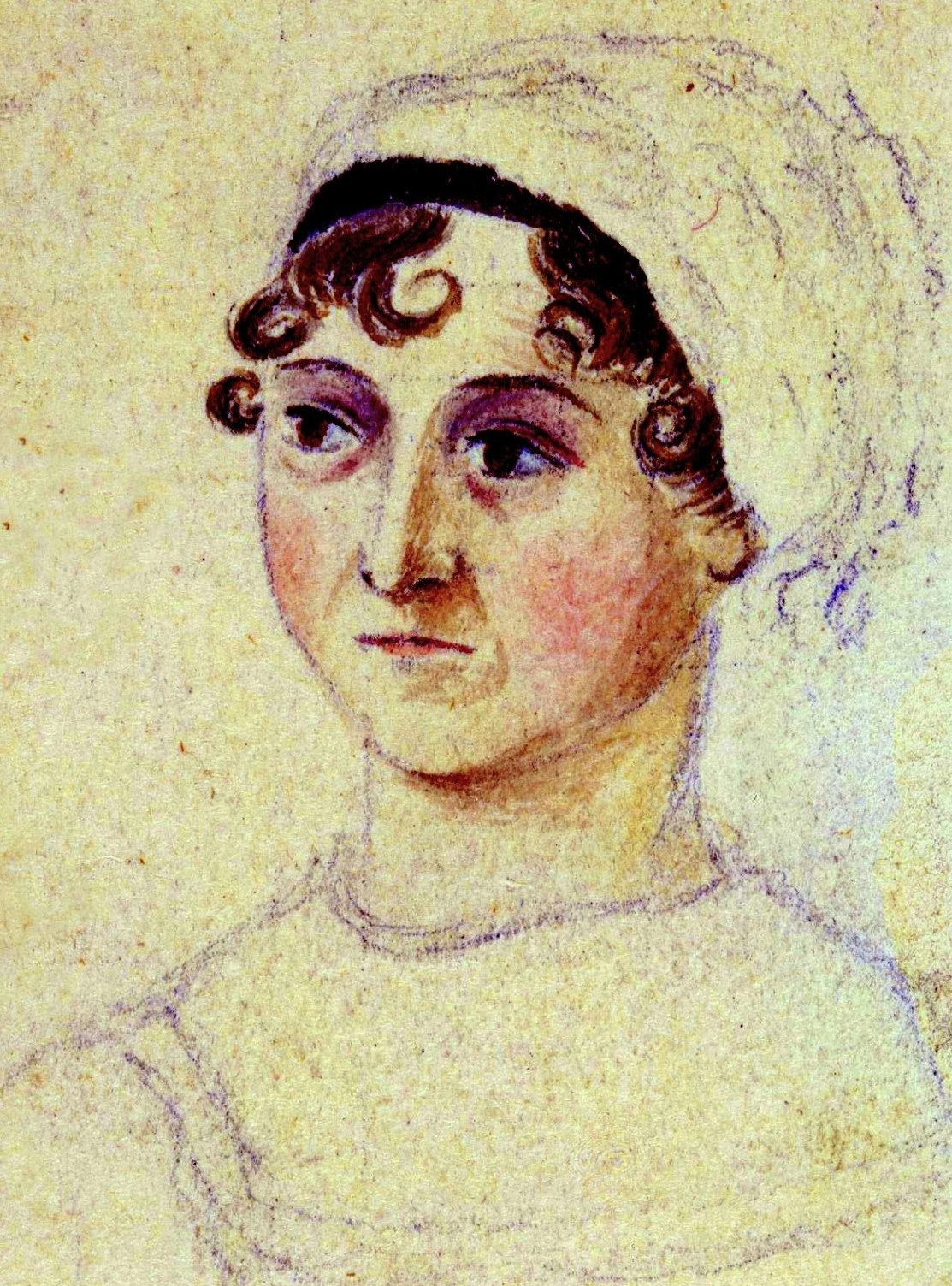
Austen

Band 46
- Jane Austen Austen
  - Emma
- George Eliot Eliot
  - Middlemarch

Band 47
- Charles Dickens Dickens

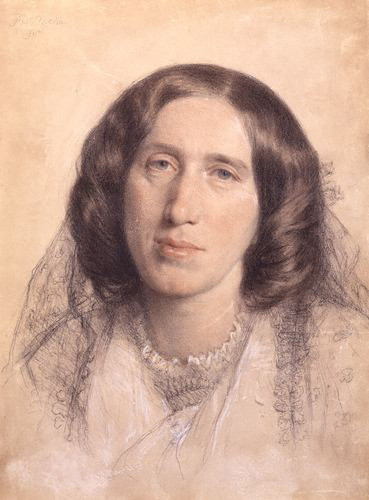
Eliot

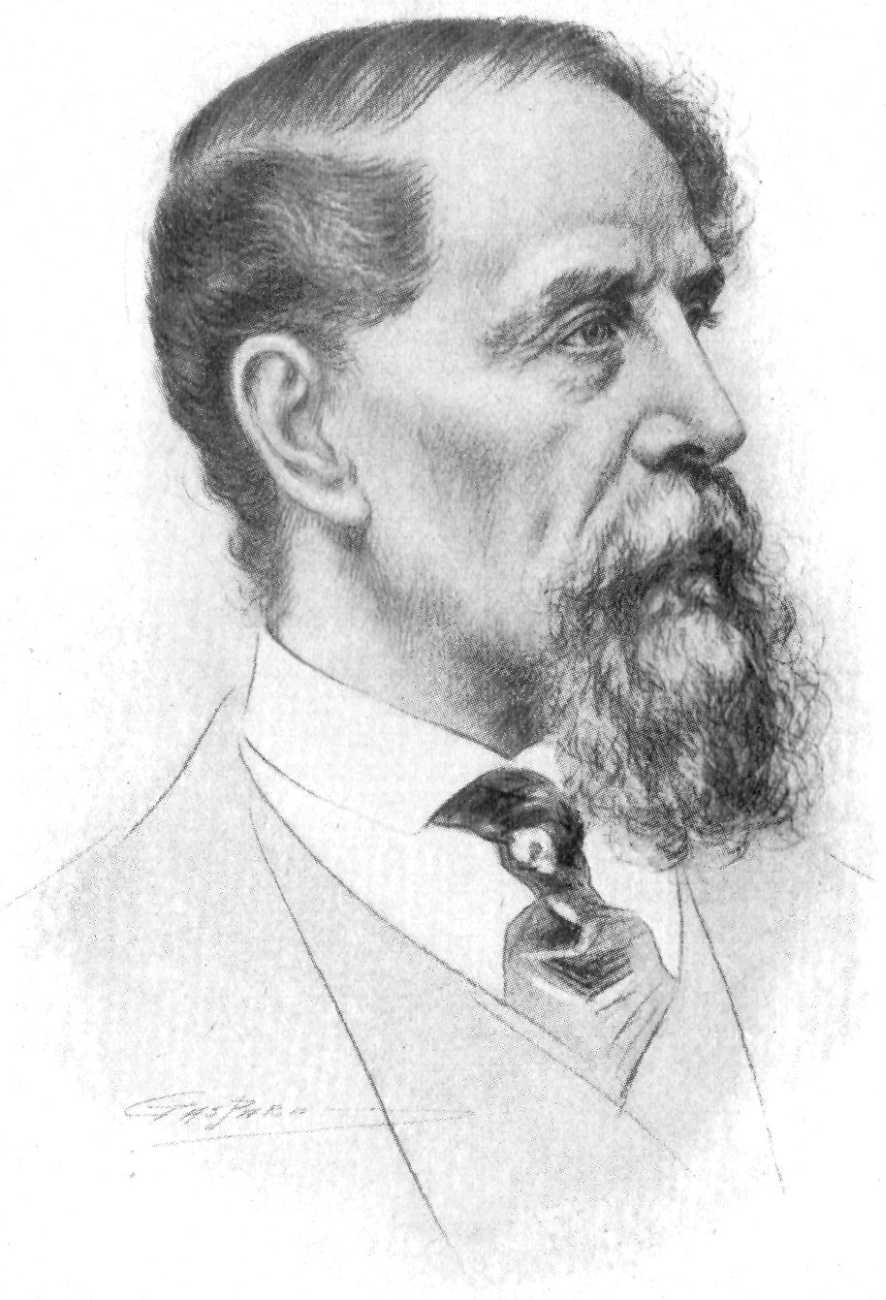
Dickens

  - Little Dorrit (im Deutschen: Klein Dorrit)

Band 48
- Mark Twain Twain

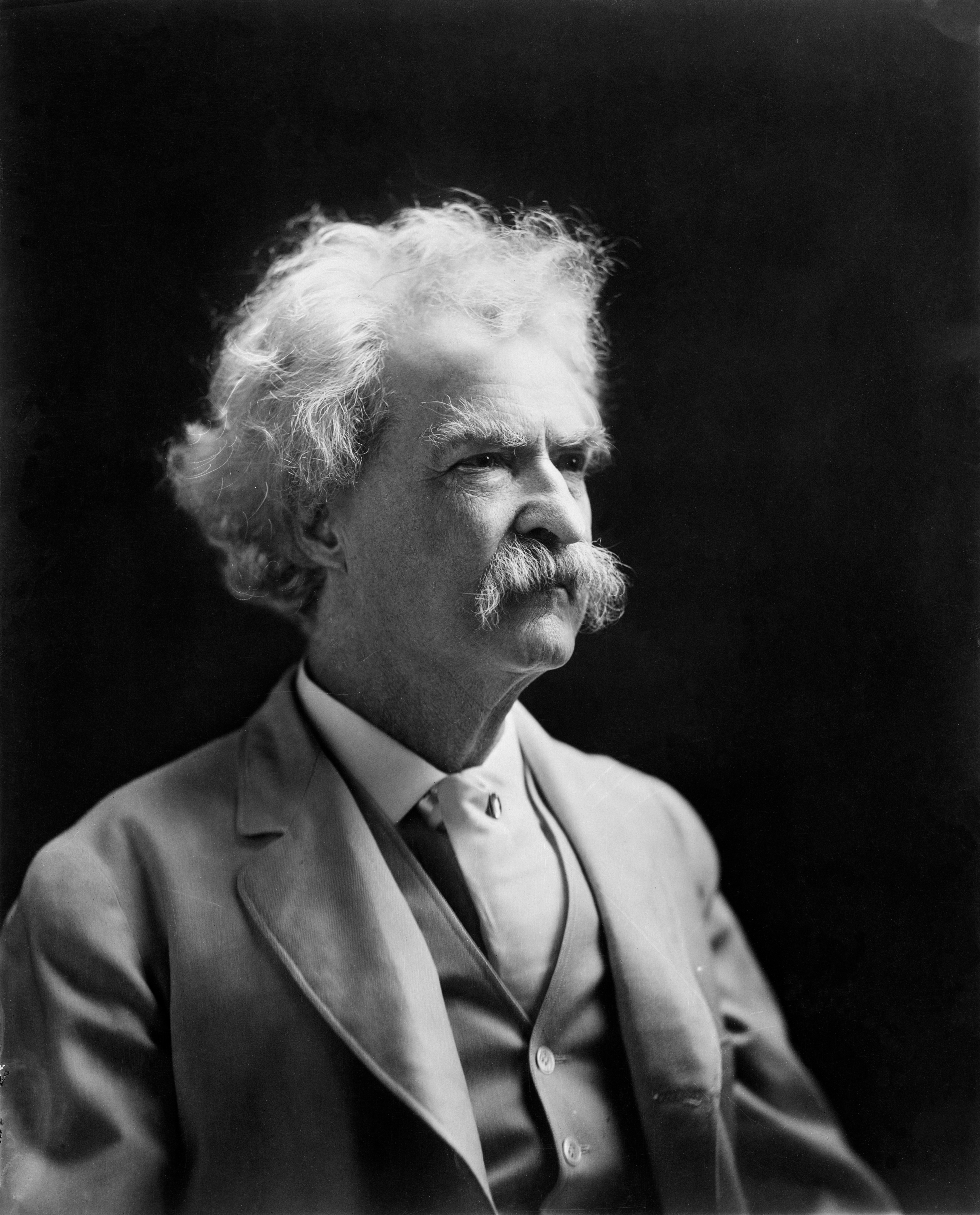
Twain

  - Huckleberry Finn (im Deutschen: Die Abenteuer des Huckleberry Finn)

Band 49 – Band 51
- Unveränderter Inhalt

Band 52
- Henrik Ibsen Ibsen

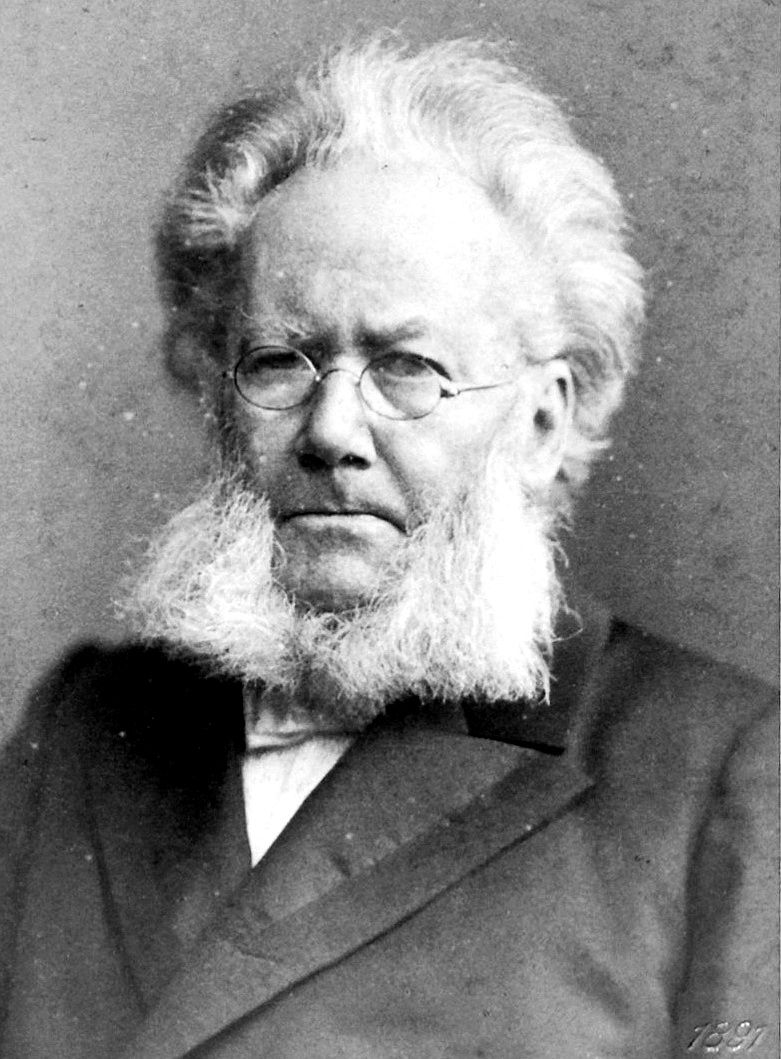
Ibsen

  - A Doll's House (im Deutschen: Nora oder Ein Puppenheim)
  - The Wild Duck (im Deutschen: Die Wildente)
  - Hedda Gabler
  - The Master Builder (im Deutschen: Baumeister Solness)

Band 53 – Band 54
- Unveränderter Inhalt

Band 55
- William James W. James

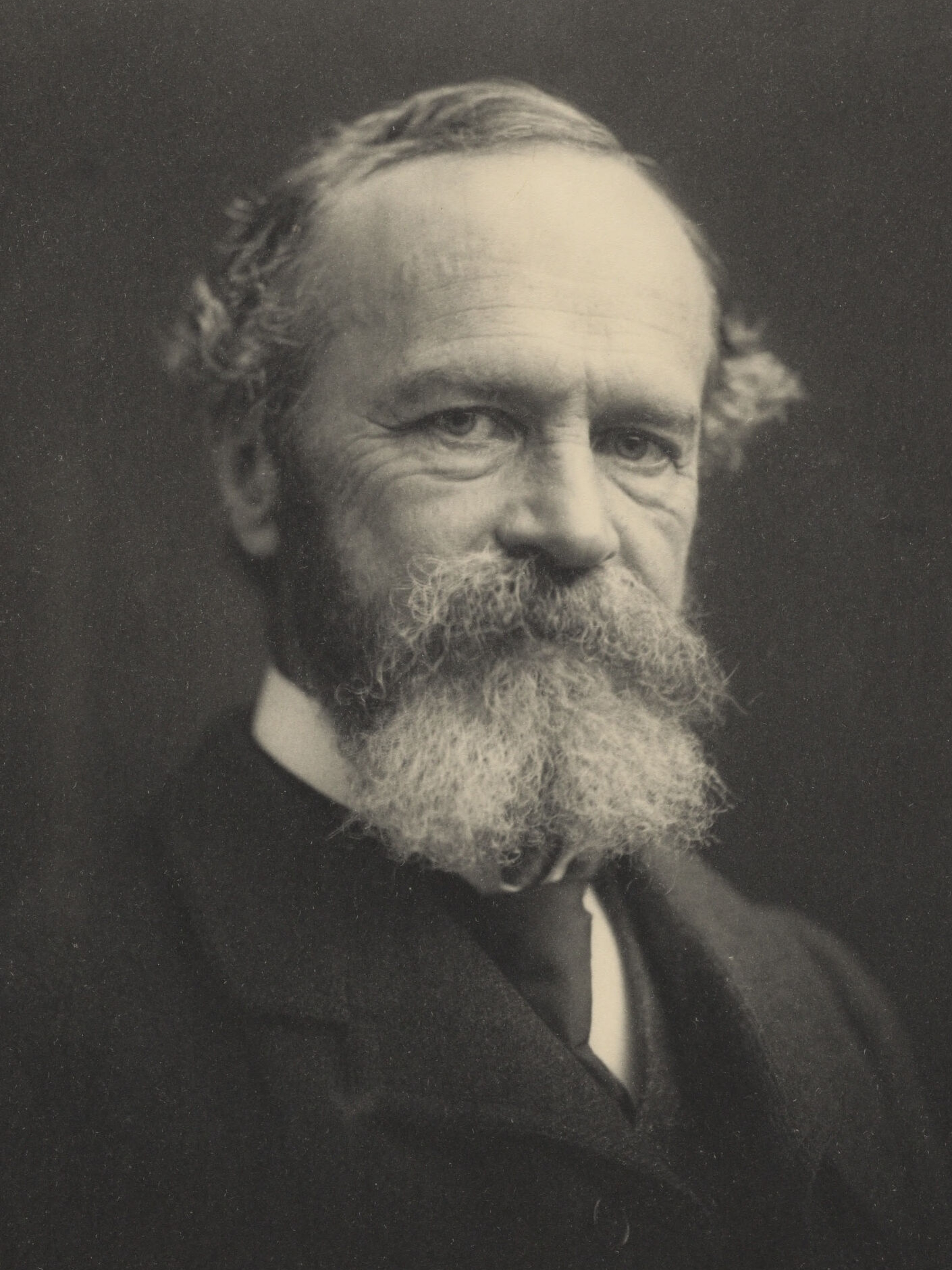
W. James

  - Pragmatism (im Deutschen: Pragmatismus: Ein neuer Name für einige alte Denkweisen)
- Henri Bergson Bergson

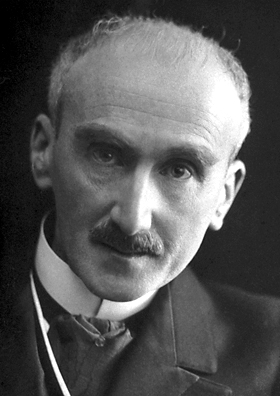
Bergson

  - An Introduction to Metaphysics (im Französischen: Introduction à la Métaphysique)

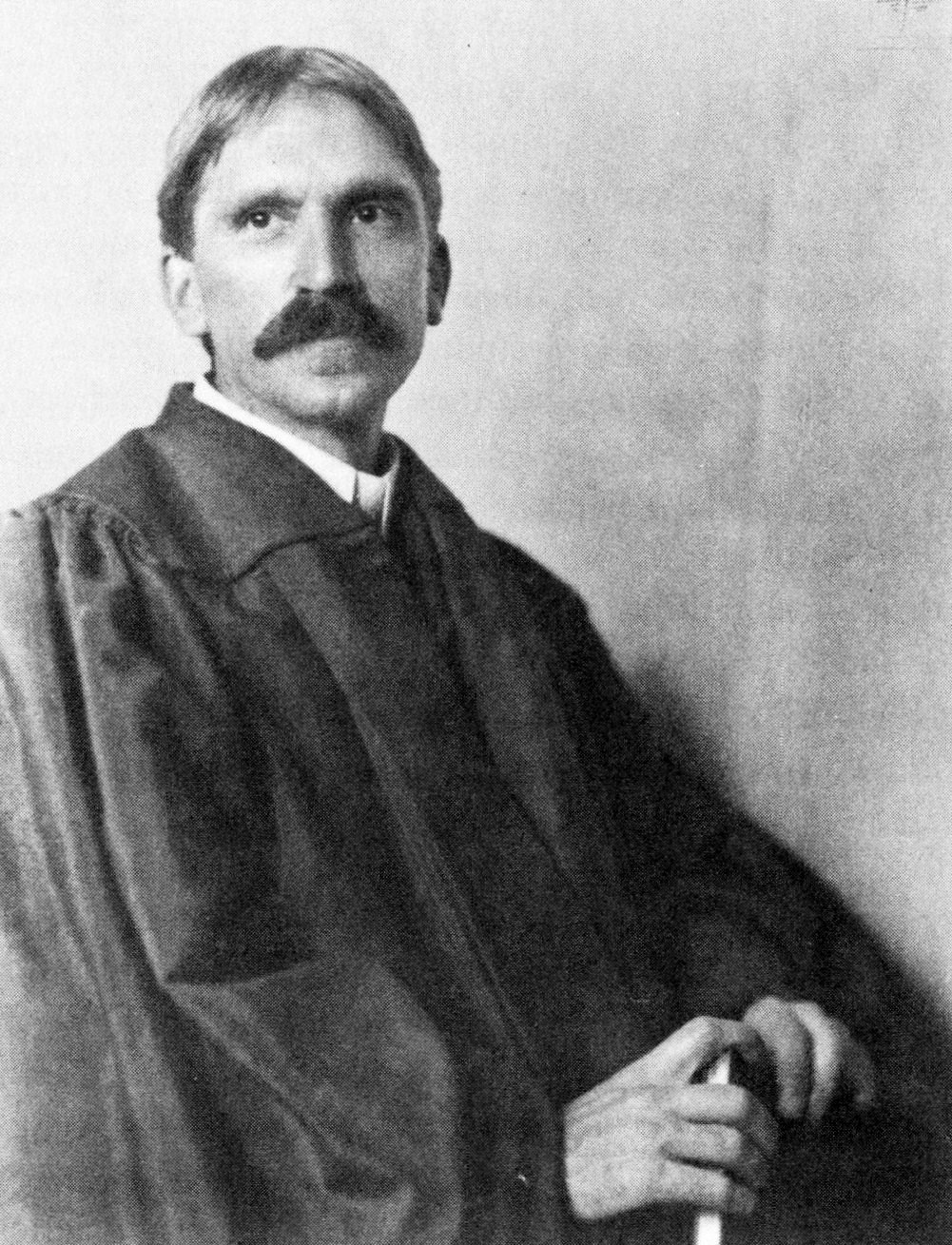
Dewey

- John Dewey Dewey
  - Experience and Education
- Alfred North Whitehead Whitehead
  - Science and the Modern World
- Bertrand Russell

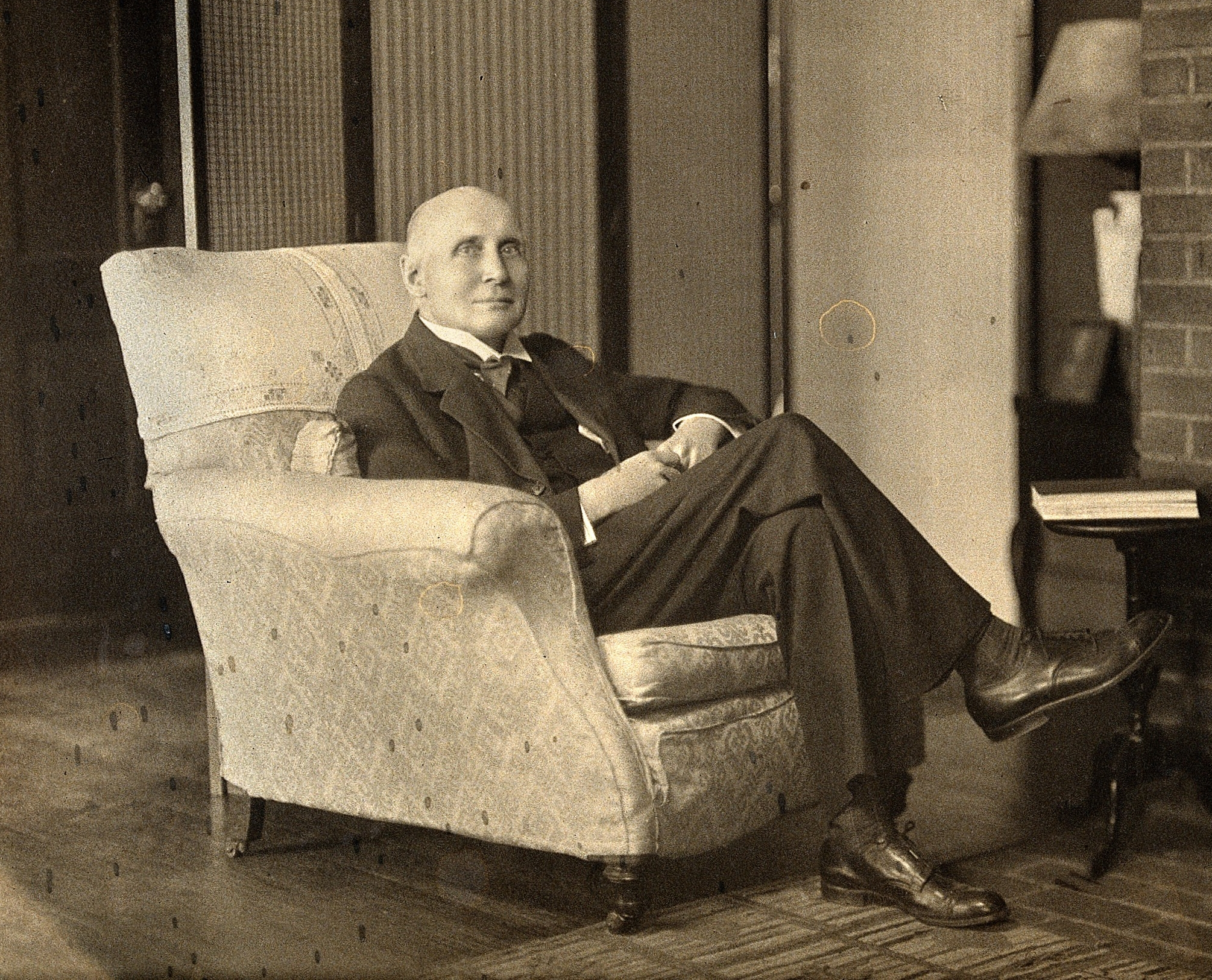
Whitehead

  - The Problems of Philosophy (im Deutschen: Probleme der Philosophie)
- Martin Heidegger Heidegger

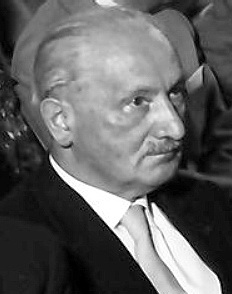
Heidegger

  - What Is Metaphysics? (im Deutschen: Die Grundbegriffe der Metaphysik)
- Ludwig Wittgenstein Wittgenstein

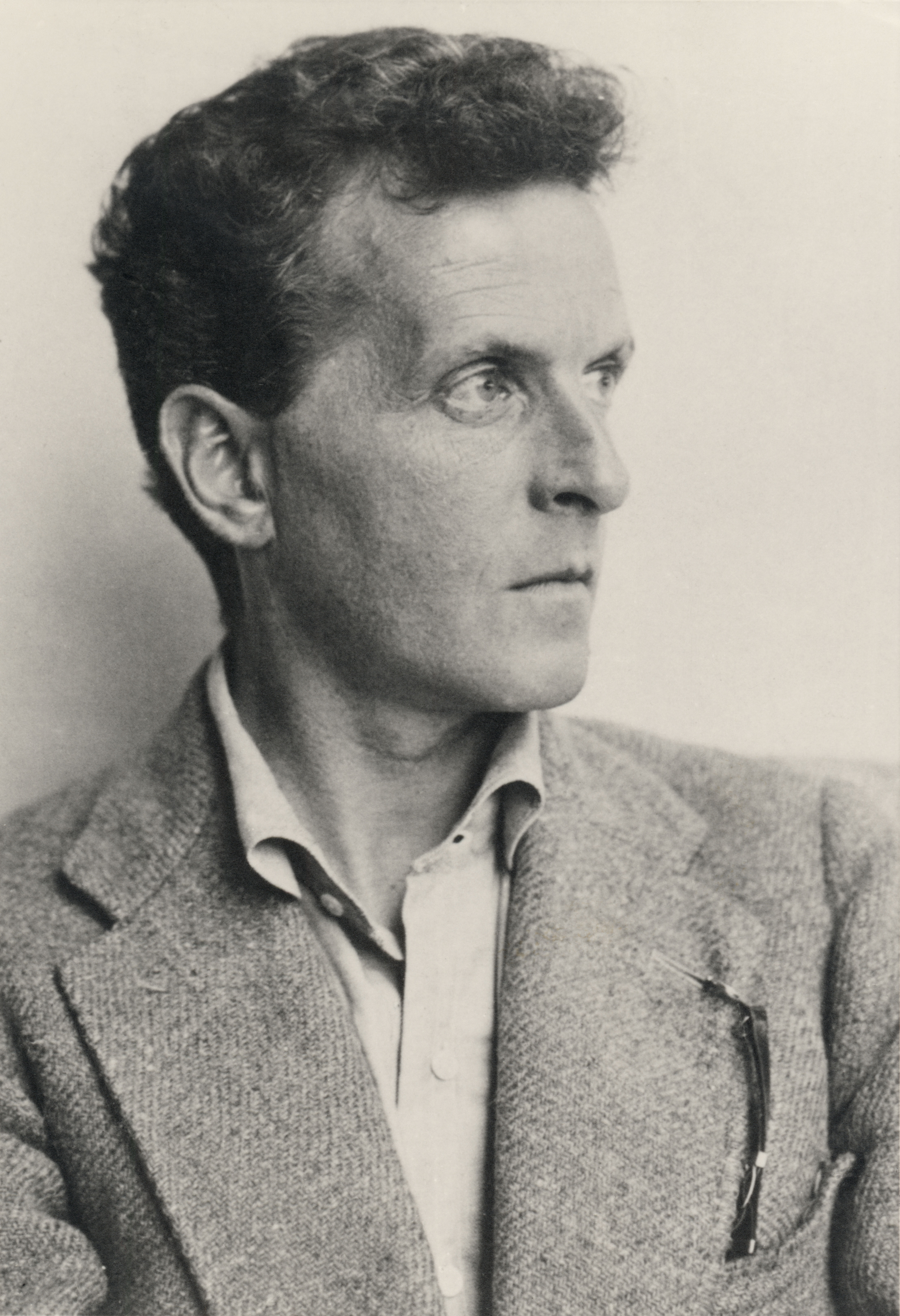
Wittgenstein

  - Philosophical Investigations (im Deutschen: Philosophische Untersuchungen)
- Karl Barth
  - The Word of God and the Word of Man (im Deutschen: Das Wort Gottes und die Theologie (Barth))

Band 56
- Henri Poincaré Poincaré

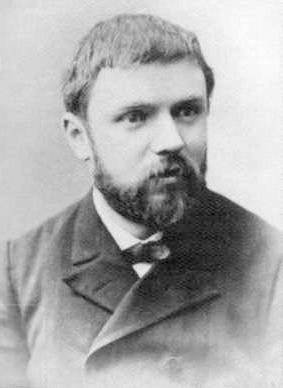
Poincaré

  - Science and Hypothesis (im Deutschen: Wissenschaft und Hypothese)
- Max Planck Planck

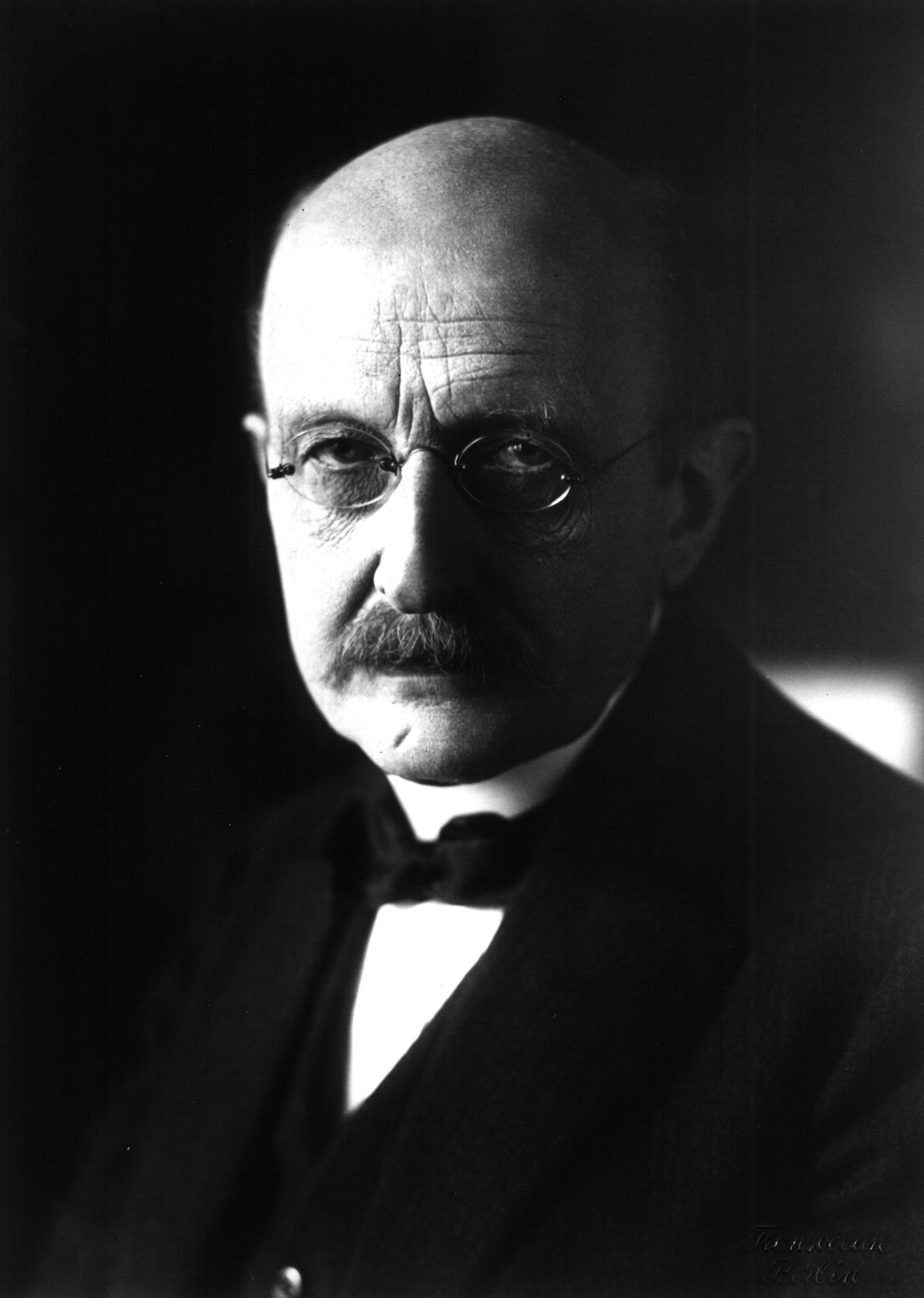
Planck

  - Scientific Autobiography and Other Papers (im Deutschen: Wissenschaftliche Selbstbiographie)
- Alfred North Whitehead
  - An Introduction to Mathematics (im Deutschen: Einführung in die Mathematik)
- Albert Einstein Einstein

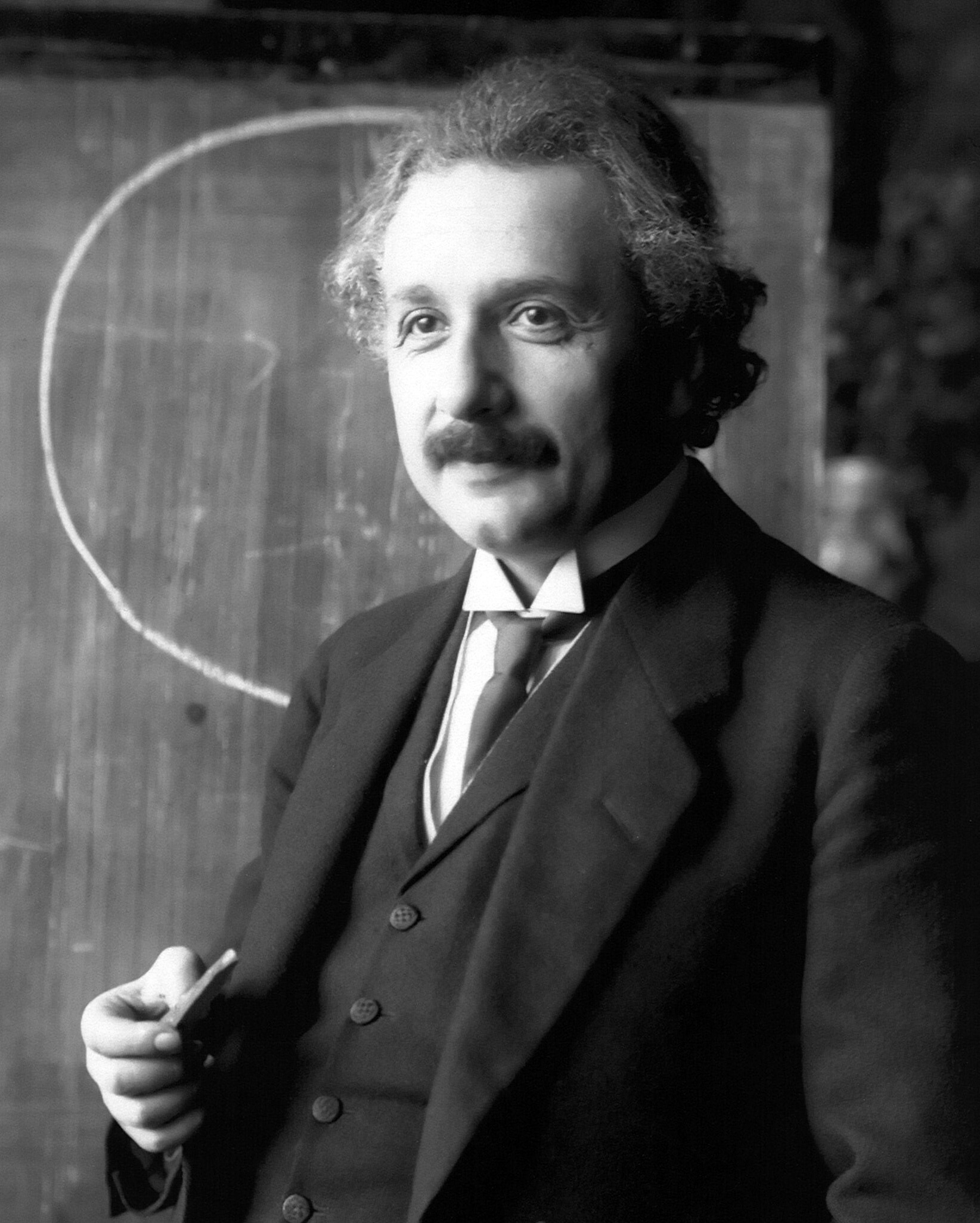
Einstein

  - Relativity: The Special and the General Theory (Über die spezielle und die allgemeine Relativitätstheorie)
- Arthur Stanley Eddington Eddington
  - The Expanding Universe
- Niels Bohr Bohr

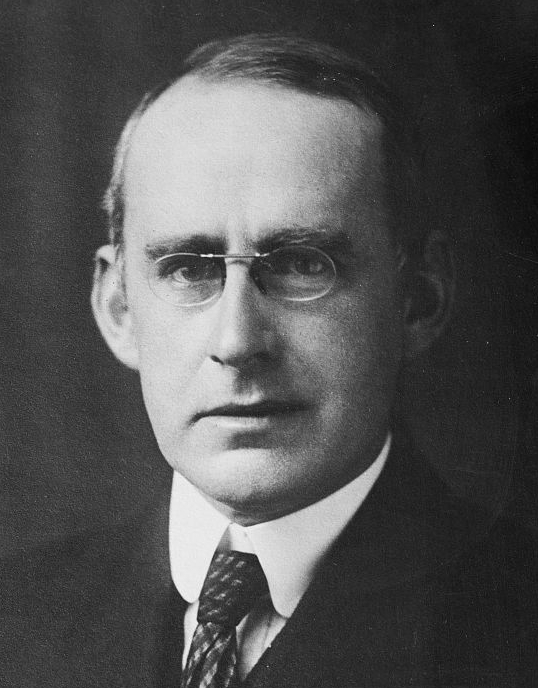
Eddington

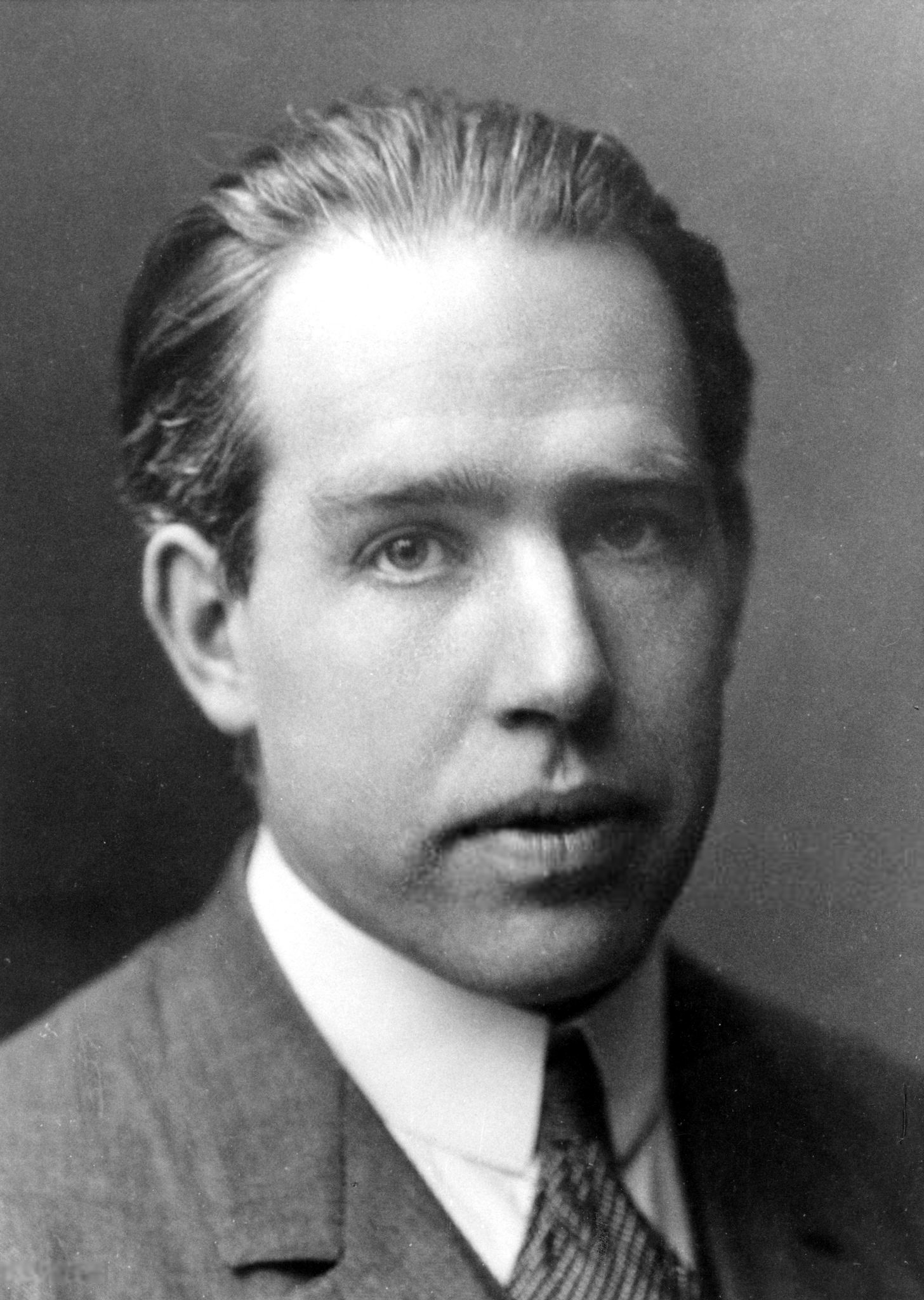
Bohr

  - Atomic Theory and the Description of Nature (Auswahl)
  - Discussion with Einstein on Epistemological in Atomic Physics
- Godfrey Harold Hardy
  - A Mathematician's Apology (im Deutschen: Apologie eines Mathematikers)
- Werner Heisenberg Heisenberg

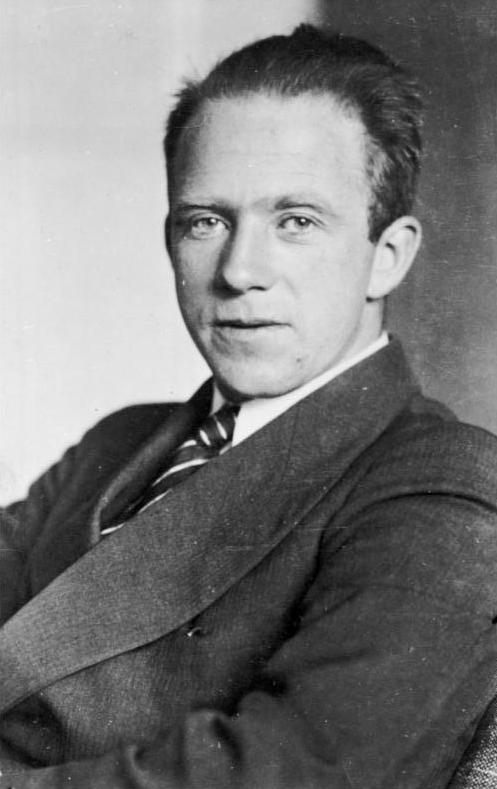
Heisenberg

  - Physics and Philosophy (Physik und Philosophie)
- Erwin Schrödinger Schrödinger

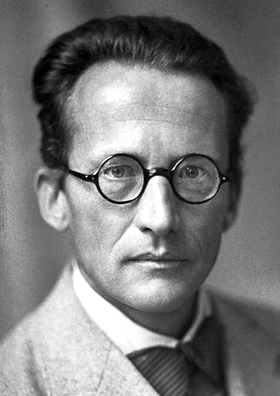
Schrödinger

  - What Is Life? (im Deutschen: Was ist Leben?)
- Theodosius Dobzhansky
  - Genetics and the Origin of Species
- Conrad Hal Waddington
  - The Nature of Life

Band 57
- Thorstein VeblenVeblen
  - The Theory of the Leisure Class
- Richard Henry Tawney
  - The Acquisitive Society
- John Maynard Keynes Keynes

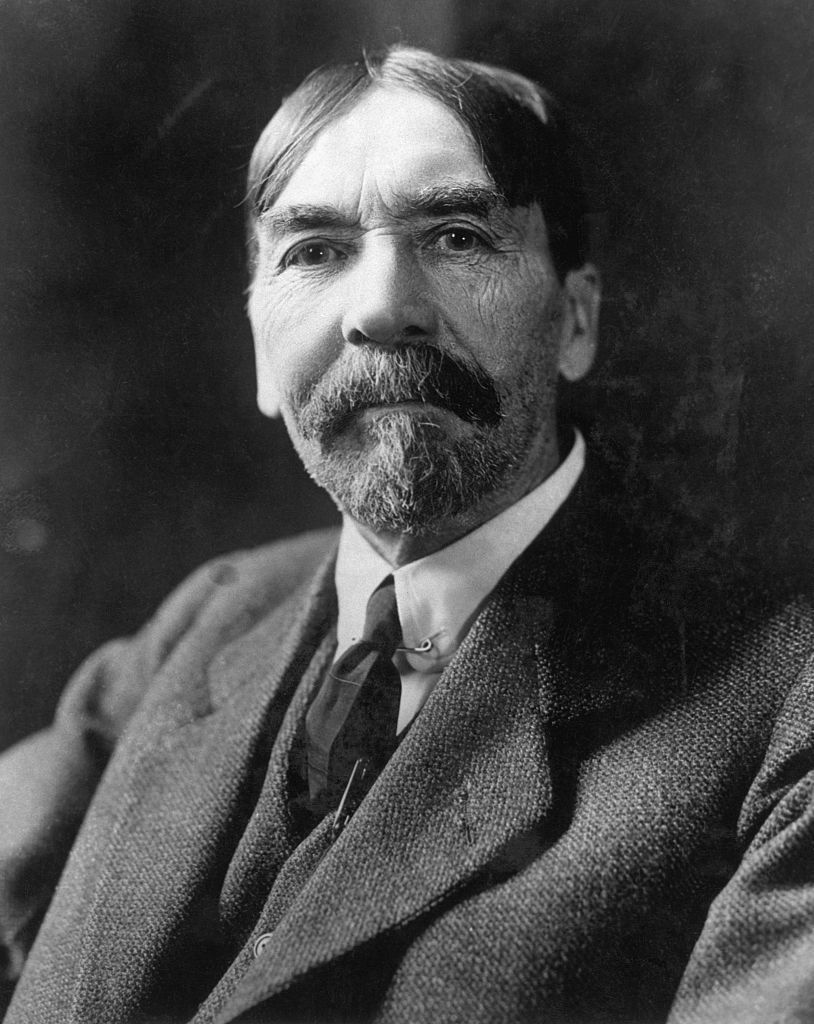
Veblen

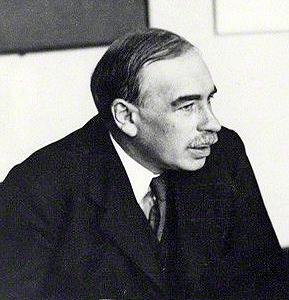
Keynes

  - The General Theory of Employment, Interest and Money (im Deutschen: Allgemeine Theorie der Beschäftigung, des Zinses und des Geldes)

Band 58
- Sir James George Frazer Frazer

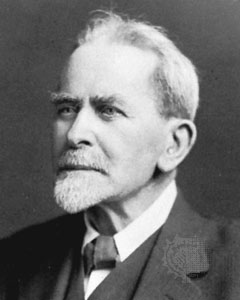
Frazer

  - The Golden Bough (Auswahl) (im Deutschen: Der goldene Zweig)
- Max Weber Weber
  - Essays in Sociology (Auswahl)
- Johan Huizinga

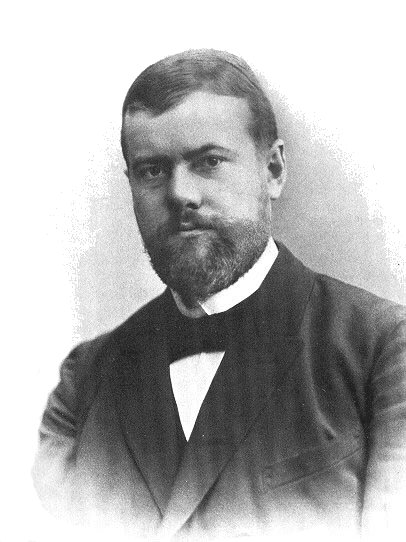
Weber

  - The Autumn of the Middle Ages (im Deutschen: Herbst des Mittelalters)
- Claude Lévi-Strauss
  - Structural Anthropology (Auswahl) (im Deutschen: Strukturale Anthropologie (Levi-Strauss))

Band 59
- Henry James
  - The Beast in the Jungle (im Deutschen: Das Tier im Dschungel (James))
- George Bernard Shaw
  - Saint Joan (im Deutschen: Die heilige Johanna)
- Joseph Conrad
  - Heart of Darkness (im Deutschen: Herz der Finsternis)
- Anton Pawlowitsch Tschechow
  - Uncle Vanya (im Deutschen: Onkel Wanja)
- Luigi Pirandello
  - Six Characters in Search of an Author (im Deutschen: Sechs Personen suchen einen Autor)
- Marcel Proust
  - Remembrance of Things Past: Swann in Love (im Deutschen: Auf der Suche nach der verlorenen Zeit: Eine Liebe Swanns)
- Willa Cather
  - A Lost Lady (im Deutschen: Frau im Zwielicht)
- Thomas Mann
  - Death in Venice (im Deutschen: Der Tod in Venedig)
- James Joyce
  - A Portrait of the Artist as a Young Man (im Deutschen: Ein Porträt des Künstlers als junger Mann)

Band 60
- Virginia Woolf
  - To the Lighthouse (im Deutschen: Die Fahrt zum Leuchtturm)
- Franz Kafka
  - The Metamorphosis (im Deutschen: Die Verwandlung)
- D. H. Lawrence
  - The Prussian Officer (im Deutschen: Der preußische Offizier (Lawrence))
- T. S. Eliot
  - The Waste Land (im Deutschen: Das wüste Land)
- Eugene O’Neill
  - Mourning Becomes Electra (im Deutschen: Trauer muss Elektra tragen)
- F. Scott Fitzgerald
  - The Great Gatsby (im Deutschen: Der große Gatsby)
- William Faulkner
  - A Rose for Emily (im Deutschen: Eine Rose für Emily)
- Bertolt Brecht
  - Mother Courage and Her Children (im Deutschen: Mutter Courage und ihre Kinder)
- Ernest Hemingway
  - The Short Happy Life of Francis Macomber (im Deutschen: Das kurze glückliche Leben des Francis Macomber)
- George Orwell
  - Animal Farm (im Deutschen: Farm der Tiere)
- Samuel Beckett
  - Waiting for Godot (im Deutschen: Warten auf Godot)

## Rezeption

### Autoren
Die Auswahl der in den Great Books of the Western World enthaltenen Autoren wurde kritisiert, einige lehnten das Projekt als „Feier für tote europäische Männer“, die die Werke von Frauen und außereuropäischen Autoren ignorieren, ab. Die diesbezügliche Kritik wurde lauter im Gleichklang mit dem Anwachsen der feministischen und Bürgerrechtsbewegung. In ähnlicher Weise kritisiert Norman Davis in seinem Buch Europe: A History die Zusammenstellung der Buchreihe, da bestimmte Teile der westlichen Welt, vor allem das Vereinigte Königreich und die USA, überrepräsentiert seien, während andere Teile, insbesondere Osteuropa, fehlen. Nach seiner Berechnung enthält die Buchreihe 151 Autoren in beiden Ausgaben, davon 49 englische oder amerikanische Autoren, 27 Franzosen, 20 Deutsche, 15 „alte“ Griechen, 9 „alte“ Römer, 4 Russen, 4 Skandinavier, 3 Spanier, 3 Italiener, 3 Iren, 3 Schotten und 3 Osteuropäer. Vorurteile und Präferenzen, so schließt er, sind augenscheinlich.
Die Herausgeber der Great Books of the Western World bezeichneten diese Kritiken als argumentum ad hominem. Solche Kritiken würden die Bedeutung von Büchern allein aufgrund von generischen, ungenauen und möglicherweise irrelevanten Merkmalen der Autoren der Bücher bewerten und nicht wegen ihres Inhalts selbst.

### Werke
Andere Kritiker meinten, dass zwar die ausgewählten Autoren würdig für die Aufnahme in die Buchserie seien, dass aber zu viel Gewicht auf die Vollständigkeit ihrer Werke gelegt worden sei, anstatt eine größere Anzahl von Autoren mit ihren repräsentativsten Werken aufzunehmen. Zum Beispiel seien alle Stücke von Shakespeare in der Buchreihe enthalten.
Die zweite Auflage des Gesamtwerkes enthielt daher bereits 130 Autoren und 517 Einzelwerke. Die Herausgeber wiesen außerdem darauf hin, dass das Syntopicon mit seinen weiterführenden Literaturhinweisen zu jedem Thema den interessierten Leser auf viele weitere Autoren verweist.

### Naturwissenschaftliche Werke
Die Auswahl der naturwissenschaftlichen und mathematischen Werke wurde kritisiert, weil sie für den Durchschnittsleser unverständlich sei, vor allem, weil es keinen textkritischen Apparat gebe.
Die zweite Ausgabe hat zwei wissenschaftliche Arbeiten von Apollonius und Fourier fallen lassen, teilweise wegen der wahrgenommenen Schwierigkeiten für den Durchschnittsleser. Gleichwohl meinen die Herausgeber standhaft, dass Durchschnittsleser weit mehr verstehen, als die Kritiker vermuten.

### Stil und Substanz
Da die große Mehrheit der in den Great Books of the Western World enthaltenen Werke noch von anderen Verlagen gedruckt wurde, meinte ein Kritiker das Unternehmen hätte zwei Millionen Dollar sparen und einfach eine Liste der „großen Bücher“ veröffentlichen können. Ein weiterer Kritikpunkt bemängelte die dichte Formatierung der Buchreihe, die die Lesbarkeit erschwere.
Der aggressive Vertrieb der Buchreihe durch Encyclopædia Britannica, Inc. brachte trotz dieser Mängel solide Verkäufe. Die zweite Ausgabe wählte Übersetzungen aus, die allgemein als Verbesserung angesehen wurden, die beengte Typografie blieb jedoch bestehen. Durch Lesepläne und das Synopticon versuchten die Redakteure die Leser strukturiert durch die Buchreihe zu führen.